# Хронологія російського вторгнення в Україну (січень 2024)
Ця стаття є частиною хронології повномасштабного російського вторгнення в Україну з 24 лютого 2022 року, яка є частиною хронології російської збройної агресії проти України з 2014 року.
Протягом грудня 2023 року Росія, за даними Міністерства оборони України, втратила в Україні 29970 військових, корабель і шість літаків.
Події попереднього місяця див. у статті Хронологія російського вторгнення в Україну (грудень 2023).

## 1-10 січня

### 1 січня
ЗСУ ліквідували 780 окупантів, загальна кількість втрат армії рф із початку вторгнення склала 360 010 осіб. На Таврійському напрямку було ліквідовано майже 300 окупантів. У Донецькій області ЗСУ знищили російський ЗРК Бук.
Рік почався із масштабної атаки БПЛА типу «Shahed-136/131». Рекордні 87 з 90 дронів було знищено над Україною вночі, також 9 дронів було збито вдень, щонайменше п'ятеро людей загинуло. Атака здійснювалась хвилями із чотирьох напрямків: мис Чауда, Балаклава — Крим, Курськ, Приморсько-Ахтарськ. Починаючи з 19:00 31 грудня. Під атаку потрапили Херсон, Львівщина, Дніпро, Одеса, Хмельниччина, Вінниччина та Миколаївщина. Над Сумщиною було збито два шахеди.
У Львові уламки дрона влучили в музей Шухевича, у результаті чого спалахнула пожежа, пам'ятку було повністю знищено. Іншим дроном пошкоджено будівлю Львівського національного університету природокористування ЗСУ знищили ракету Х-59 у Дніпропетровській області.
Вночі по окупованому Донецьку було завдано ракетного удару. Денис Пушилін заявив про 4-х загиблих та 13 поранених, внаслідок обстрілу постраждав готель Donbass Palace, який знаходиться у центрі окупованого росіянами міста.
Учвечері на Сумщині дрон влучив у житловий будинок. Там загинула жінка, у Авдіївці від російського удару загинула одна людина. У Дніпропетровській області збили ракету.

### 2 січня
Протягом доби було ліквідовано 810 окупантів. Внаслідок російського обстрілу Харкова, російська ракета влучила в школу у Основ'янському районі міста, щонайменше двоє цивільних було вбито.

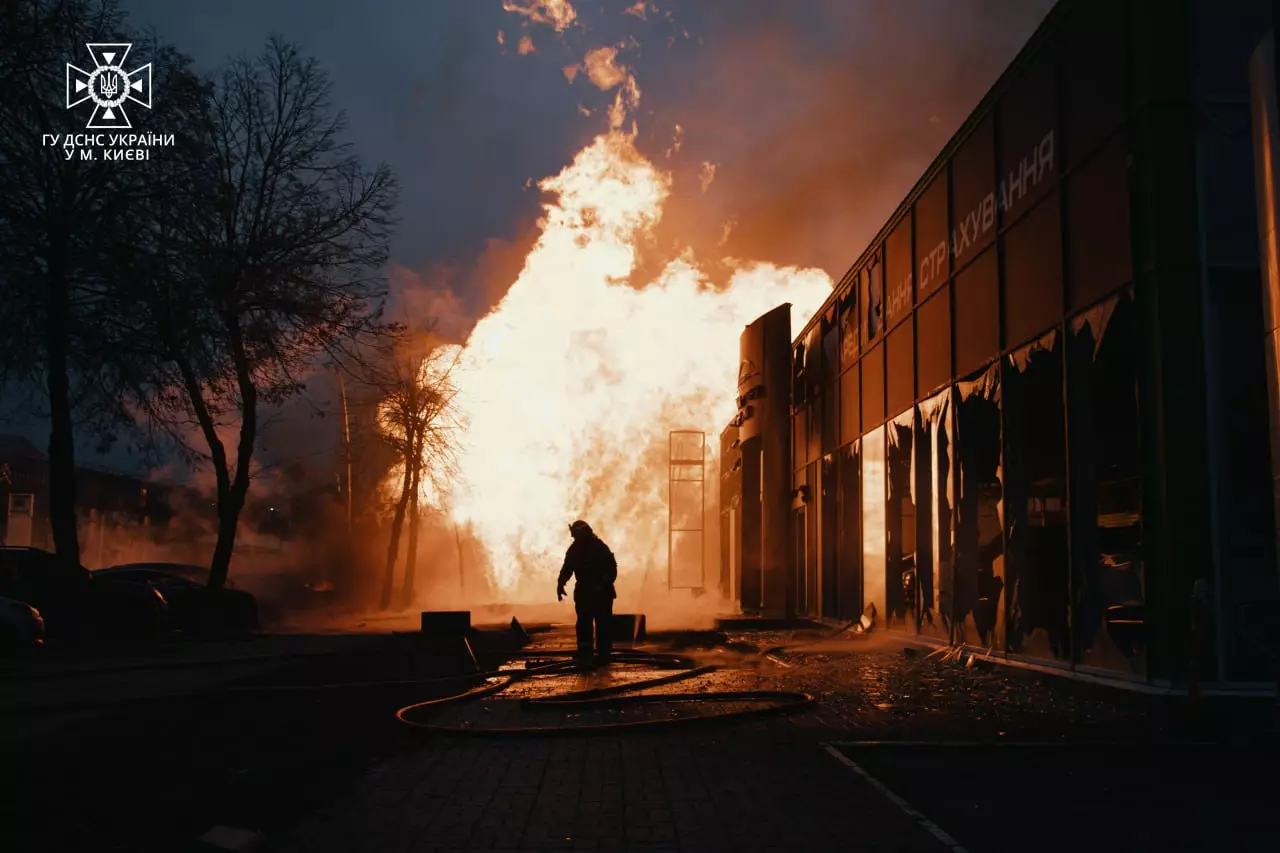
Гасіння пожежі в автосалоні Citroen 38 RA на Подолі. Київ, 2 січня 2023 року

Зранку росіяни атакували Київську область і Київ ударними дронами, від падіння уламків виникли пожежі у багатоповерхівках, супермаркеті та складах, пошкоджено лікарню. Сили ППО України збили понад 60 ракет Х-101/Х-555/Х-55 та 10 ракет «Кинджал». Під час російської атаки України над селом Петропавловка у Воронезькій області сталося «позаштатне сходження авіаційного боєприпасу». Близько 11:00 інформацію про падіння власної ракети підтвердило МО РФ: за його заявою, постраждалих не було, але було пошкоджено сім приватних будинків. Пізніше російська влада заявила про 4 постраждалих і пошкодження понад 100 будинків (третина будинків села), з яких 9 зруйновані повністю.
Внаслідок російської атаки Дніпропетровської області безпілотниками було пошкоджено лінії електропередач. Обстрілів зазнали Червоногригорівська, Покровська сільська та Марганецька громади. Внаслідок обстрілів є постраждалі та руйнування у Нікополі.

### 3 січня

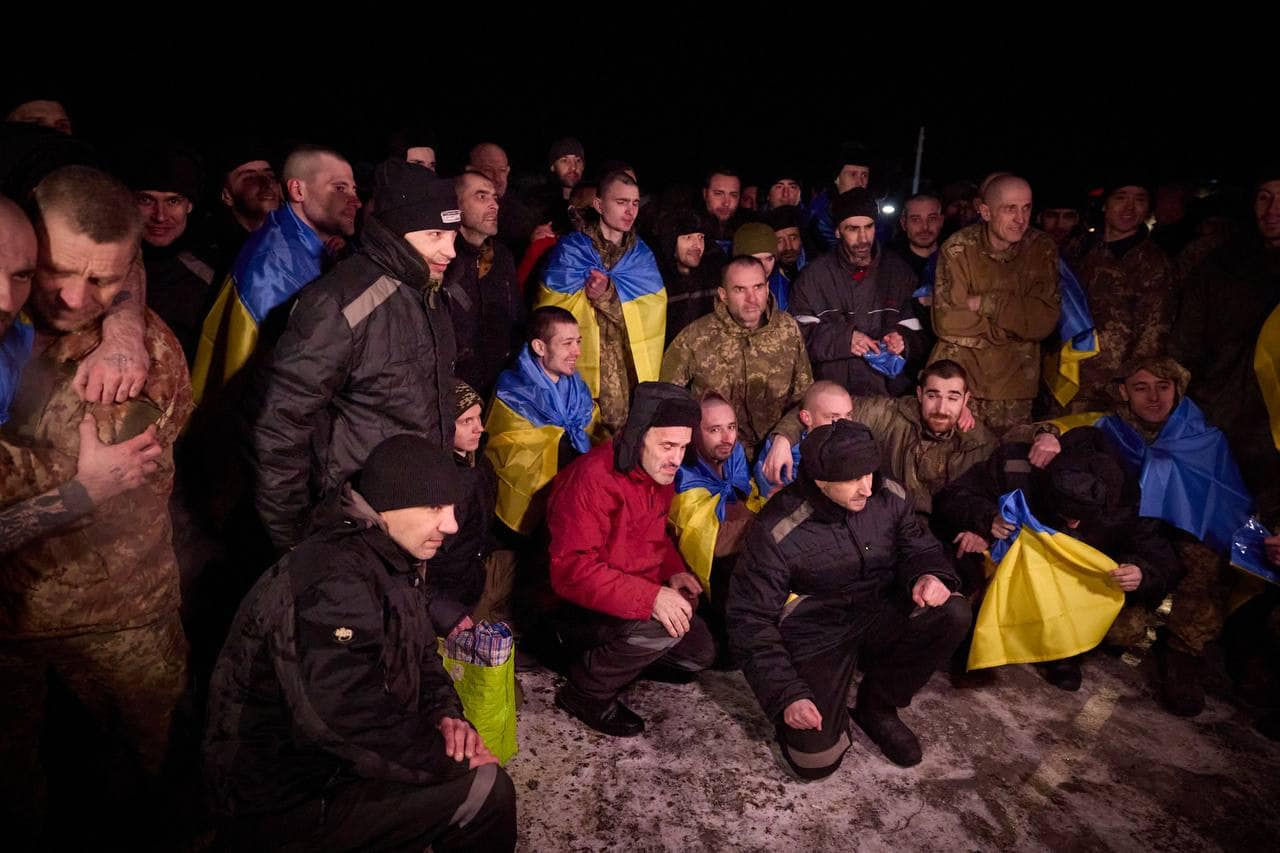
Військовополонені, звільнені 3 січня

Відбувся 49-й, найбільший обмін військовополоненими з початку повномасштабного вторгнення. Україні повернули 230 осіб, серед яких цивільні, солдати, сержанти, офіцери. Воїни Збройних сил, Національної гвардії, ВМС, прикордонники. Частина захисників, які боронили Маріуполь та «Азовсталь». Зі слів Голови ГУР Кирила Буданова, Україні допомогли з обміном ОАЕ. У МО РФ повідомили, що до РФ повернули 248 росіян, російська омбудсменка Тетяна Москалькова заявила, що 75 осіб повернули «поза межами домовленостей». РосЗМІ стверджували, що додаткові російські полонені — це результат роботи «компетентних органів», і що це — «компенсація» за повернення п'яти командирів «Азову» восени 2022 року.
Протягом доби було ліквідовано 680 окупантіва, 50 дронів. 70 ракет.
Російські окупанти на тимчасово окупованій Запорізькій АЕС вперше з початку окупації Енергодара заборонили експертам Міжнародного агентства з атомної енергії перевірити реакторні зали трьох енергоблоків ЗАЕС. Експертам МАГАТЕ не дозволяли отримати доступ до реакторних залів блоків 1, 2 і 6. Росіяни атакували Новотягинку та Садове, що призвело до загибелі щонайменше двох цивільних осіб. Внаслідок ракетного обстрілу Авдіївки загинув щонайменше мирний житель і ще один отримав поранення. Внаслідок атаки села Плавні Запорізької області загинули двоє людей. ЗСУ звільнили частину територій в районі Вербового.
Увечері російська армія із застосування ЗРК «С-300» обстріляла Снігурівку Миколаївської області, пошкоджено понад 30 житлових будинків та господарських будівель, транспортні засоби городян. Поранено 4 місцеві жителі. У місті Гірник на Донеччині внаслідок російського обстрілу було поранено підлітка.

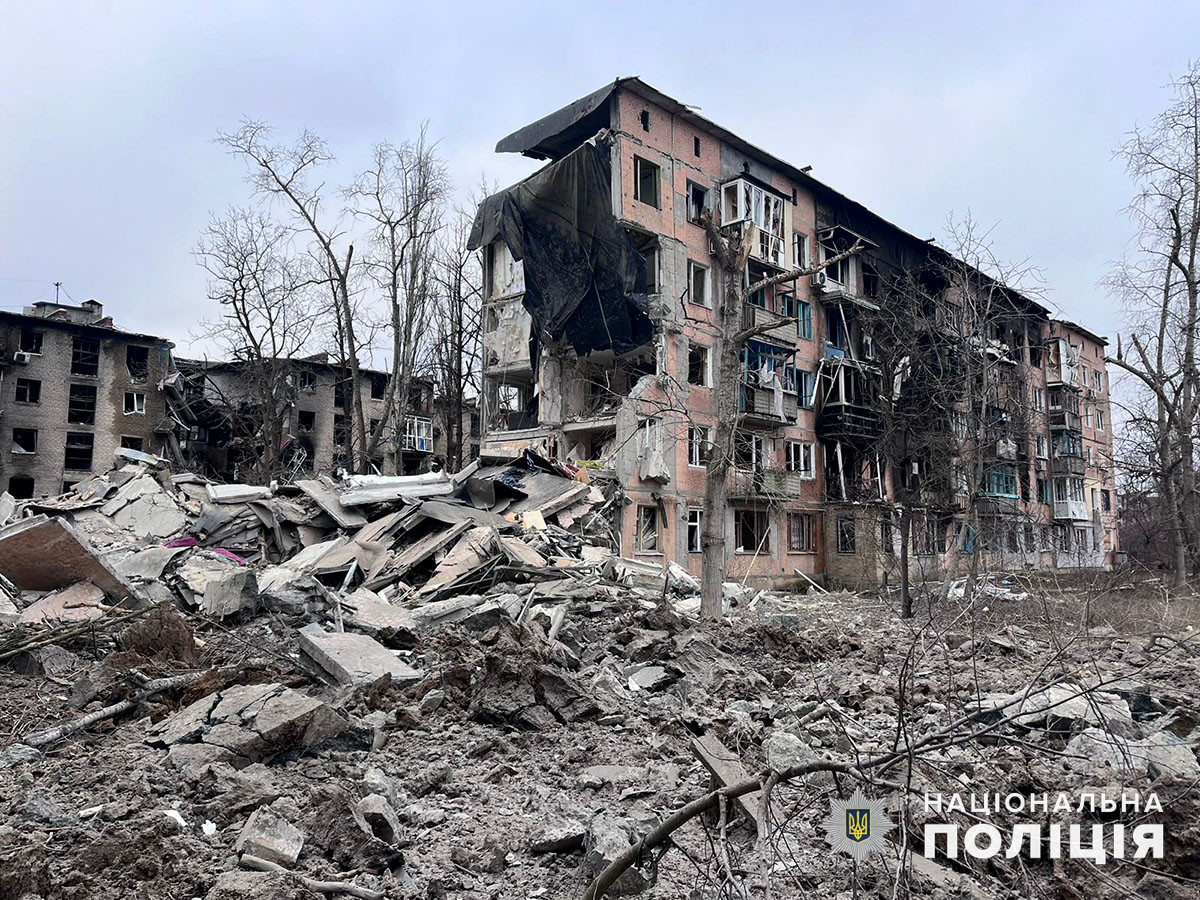
Будинки в Авдіївці, 3 січня

За даними ISW, російські війська просунулися під Авдіївкою та Донецьком і продовжують позиційні бої по всій лінії фронту, наступали на Часів Яр. РФ атакувала на Куп'янському, Бахмутському, Авдіївському, Мар'їнському та Запорізькому напрямках, де відбулося 58 бойових зіткнень. На Куп'янському та Бахмутському напрямках українці відбили три атаки в районі Синьківки та Петропавлівки, а також чотири атаки поблизу Богданівки та Андріївки. На Авдіївському та Мар'їнському напрямках росіяни продовжували спроби оточити Авдіївку, але українці тримали оборону, відбивши 13 атак біля Новобахмутівки, Степового та Авдіївки і 19 атак біля Північного, Первомайського та Невеля. Відбито 14 обстрілів поблизу Георгіївки та Новомихайлівки. РФ атакувала Криворізький район Дніпропетровської області.

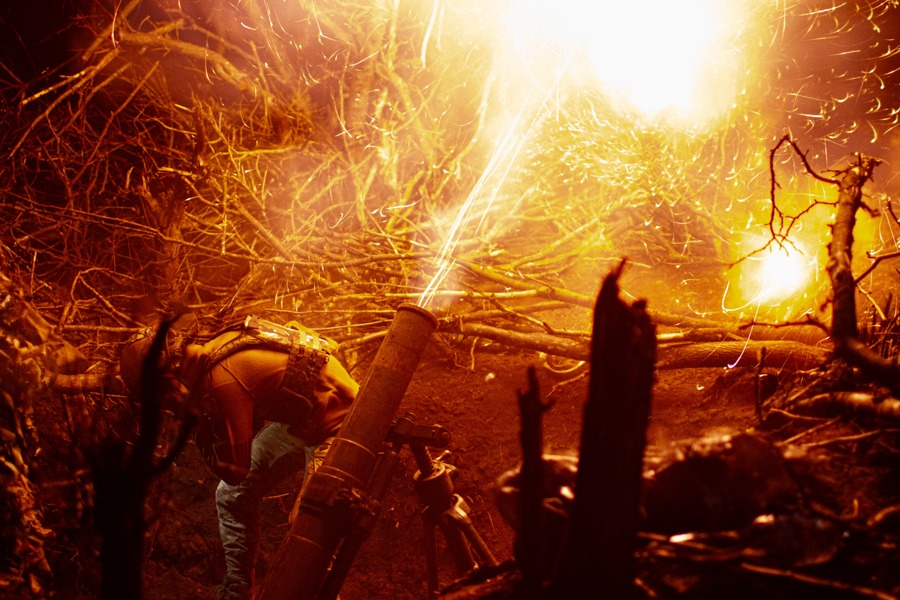
Мінометники Національної гвардії стріляють на Запорізькому напрямку

На Запорізькому напрямку РФ невдало атакувала в районі Роботиного. РФ здійснила сім ракетних ударів, 58 авіаударів та 57 обстрілів українських позицій та населених пунктів з жертвами серед мирного населення. ЗСУ здійснили 12 авіаударів по районах зосередження, а також артилерійський обстріл району зосередження, трьох зенітних комплексів, трьох артилерійських установок, станції радіоелектронної боротьби та двох блокпостів. ЗСУ відбили всі атаки росіян на лівому березі Херсонської області.
Прем'єр-міністр Денис Шмигаль заявив, що однією з головних цілей України у 2024 році є збільшення потужності оборонної промисловості в шість разів і підготовка до війни наступного року. Уряд має намір витратити понад $19,69 млрд на оплату праці військовослужбовців і понад $6,96 млрд на закупівлю, виробництво та утримання озброєння.

### 4 січня
Вночі було обстріляно Кропивницький, пошкоджено підприємство, є 1 жертва та 8 поранених. Уламки пошкодили кілька будівель. Були перебої з електро- та водопостачанням. В Укренерго заявили, що постраждале підприємство було ремонтно-виробничим підприємством, а загибла людина і четверо поранених були співробітниками «Укренерго». В ЗСУ підтвердили збиття 2 бпла «Shahed» знищені на Хмельниччині.
За участі Повітряних сил ЗСУ була проведена операція з ліквідації командного пункту росіян під Севастополем. Одна з ракет, як стверджувало місцеве видання, влучила по військовій частині в Севастополі. На російському аеродромі Шагол в Челябінську згорів винищувач-бомбардувальник Су-34.
РФ подвоїла кількість обстрілів на південно-східному напрямку, здійснивши майже 900 артилерійських обстрілів, 25 авіаударів і десятки нападів на українські позиції. В результаті рф зазнала втрат, зокрема 423 військовослужбовці загинули та 72 одиниці військової техніки було знищено. РФ атакувала Катеринівку, Красногорівку та Авдіївку, в результаті чого двоє мешканців загинули і ще двоє отримали поранення. Внаслідок російського обстрілу Херсону поранено жінку. На Харківщині росіянами обстріляно села Мороховець, Подоли та місто Куп'янськ, в Нікополі обстріли росіяни пошкодили лінію електропередач.
МО Британії повідомило, що протягом тижня війна характеризувалася або статичною лінією фронту, або дуже поступовим, локальним просуванням російських військ. В районі Куп'янська Західна група російських військ продовжила широкомасштабний наступ. У Донецькій області Україна утримувала стабільну лінію фронту, незважаючи на дрібномасштабні російські атаки навколо Бахмута. Натомість Авдіївка продовжувала залишатися ареною важких боїв, а росіяни закріпили свої здобутки навколо Мар'їнки наприкінці грудня 2023 року. На півдні російські повітряно-десантні війська, як вважають, досягли мінімального прогресу в поновленій спробі ліквідувати український плацдарм на східному березі Дніпра біля Кринок.
Росіяни атакували на Куп'янському, Бахмутському, Авдіївському, Мар'їнському та Запорізькому напрямках, де відбулося 59 бойових зіткнень. На Куп'янському та Бахмутському напрямках українці відбили чотири атаки в районі Синьківки та Петропавлівки, а також чотири атаки поблизу Богданівки, Ключівки та Андріївки. На Авдіївському та Мар'їнському напрямках росіяни продовжували спроби оточити Авдіївку, але українці тримали оборону, відбивши 16 атак поблизу Новобахмутівки, Степового та Авдіївки, а також 16 атак поблизу Первомайського та Невеля. Також було відбито сім атак поблизу Мар'їнки та Новомихайлівки. На Запорізькому напрямку російські війська здійснили вісім невдалих обстрілів у районі Роботиного та на північний захід від Вербового. Протягом дня РФ здійснила сім ракетних ударів, 36 авіаударів та 37 обстрілів українських позицій та населених пунктів (повідомляється про жертви серед мирного населення та зруйновану інфраструктуру). ЗСУ завдали 10 авіаударів по районах зосередження та два по блокпостах, а артилерія обстріляла район зосередження, чотири артилерійські установки, дві радіостанції та три блокпости.
Міністерство оборони Бельгії заявило, що Бельгія направить два винищувачі F-16 і 50 інструкторів до Данії для підтримки підготовки українських пілотів. Німеччина надала Україні пакет військової допомоги, який включав систему протиповітряної оборони Skynex, 10 бронемашин Marder, боєприпаси для танків Leopard, два радари повітряного спостереження TRML-4D, 30 систем виявлення безпілотників, зенітні ракети IRIS-T, 10 наземних радарів спостереження GO12, 155-мм артилерійські боєприпаси, боєприпаси до вогнепальної зброї, два танки для розмінування, танк для укладання мостів, вантажівки, автомати, бойові каски та зимові маскувальні сітки.
Національний центр спротиву України повідомив, що окупаційна влада в тимчасово захоплених Росією регіонах півдня України планувала змусити всіх 17-річних зареєструватися у підконтрольних Росії військкоматах з березня 2023 року, описуючи цей крок як підготовку до великої російської мобілізації на окупованих територіях.

### 5 січня

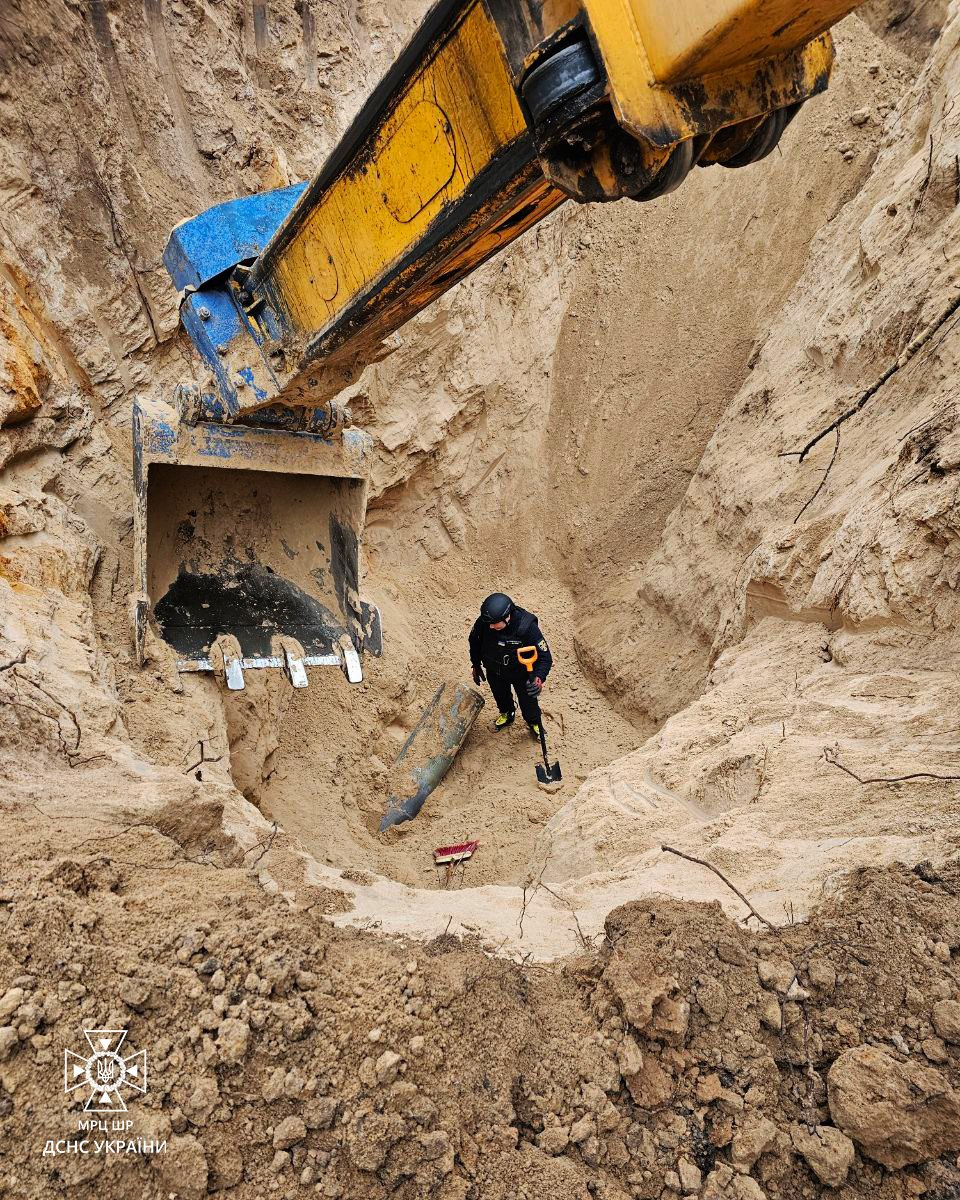
Утилізація боєголовки ракети «Кинджал» у Шевченківському районі Києва. 5 січня 2023

На Таврійському напрямку було ліквідовано 512 окупантів. ЗСУ збили 5 бпла над Черкаською областю, уламки пошкодили ЛЕП, що призвело до відключення електроенергії в 5 населених пунктах. Росіяни атакували БПЛА село Високе у Херсонській області, в Херсоні спалахнув склад із гуманітаркою, четверо постраждалих. Були влучання в адміністративну будівлю та модульне містечко, постраждали семеро людей. ЗСУ знищили 21 з 29 дронів-камікадзе над Миколаївщиною, Херсонщиною, Дніпропетровщиною, Черкащиною, Кіровоградщиною та Хмельниччиною.
За даними ISW, російська армія може розширити свої наступальні операції в Харківській області в найближчі тижні, намагаючись захопити Куп'янськ. Однак розгортання і дії російської армії в регіоні не означають великого наступу через лінію Куп'янськ-Лиман або щось на кшталт російського наступу на північному сході України між зимою і весною 2023 року. На думку експертів, росіяни, ймовірно, поступово відновлюють підрозділи, знищені під час українського контрнаступу 2022 року і невдалого російського наступу навесні 2023 року, і хочуть використовувати ці сили для активізації обмежених наступальних операцій. На Куп'янському напрямку діють переважно 1-а гвардійська танкова армія та 6-а загальновійськова армія. Тим часом, російські війська підтвердили просування в районі Авдіївки та продовжили позиційні бої по всій лінії фронту. Росіяни намагалися витіснити українців з лівого берега Дніпра в Херсонській області, де українські сили створили плацдарм у 2023 році, росіяни перекидають туди штурмові групи, а нещодавно посилили свої сили і застосували бронетехніку.
Росіяни атакували на Куп'янському, Бахмутському, Авдіївському, Мар'їнському та Запорізькому напрямках, де відбулося 62 бойових зіткнення. На Куп'янському та Бахмутському напрямках українці відбили сім атак у районі Синьківки та по три атаки поблизу Ключівки та Андріївки. На Авдіївському та Мар'їнському напрямках росіяни продовжували спроби оточити Авдіївку, але українці тримали оборону, відбивши чотири атаки біля Новобачмуївки та Авдіївки і 17 атак біля Первомайського та Невеля. Також було відбито 15 атак поблизу Мар'їнки, Побєди та Новомахмуївки. На Запорізькому напрямку російські війська здійснили один невдалий обстріл поблизу Роботиного. Протягом доби Росія здійснила п'ять ракетних ударів, 25 авіаударів та 32 обстріли українських позицій та населених пунктів (повідомляється про жертви серед мирного населення та зруйновану інфраструктуру). Українська авіація завдала п'ять авіаударів по районах зосередження та один по блокпосту, а артилерія обстріляла два блокпости, чотири райони зосередження, склад боєприпасів та артилерійські установки.
Спецпризначенці ГУР здійснили транскордонний рейд на російські позиції в Шариворонському районі Бєлгородської області, де українські військові замінували «єдину дорогу, якою користуються російські війська в зазначеному районі» і «атакували укріплення російського взводу», якому було завдано втрат.
РФ здійснила ракетний удар по сільськогосподарському підприємству в селі Інгулець, в результаті якого загинув 35-річний чоловік і був поранений 60-річний.

### 6 січня
Протягом доби ліквідовано 860 окупантів, з початку повномасштабного вторгнення Росія втратила 364 730 одиниць особового складу. На сході України у Донецькій області внаслідок ворожого обстрілу Покровська та села Рівне загинули 12 людей, у тому числі 6 дітей. Поранено не менше 10 людей.

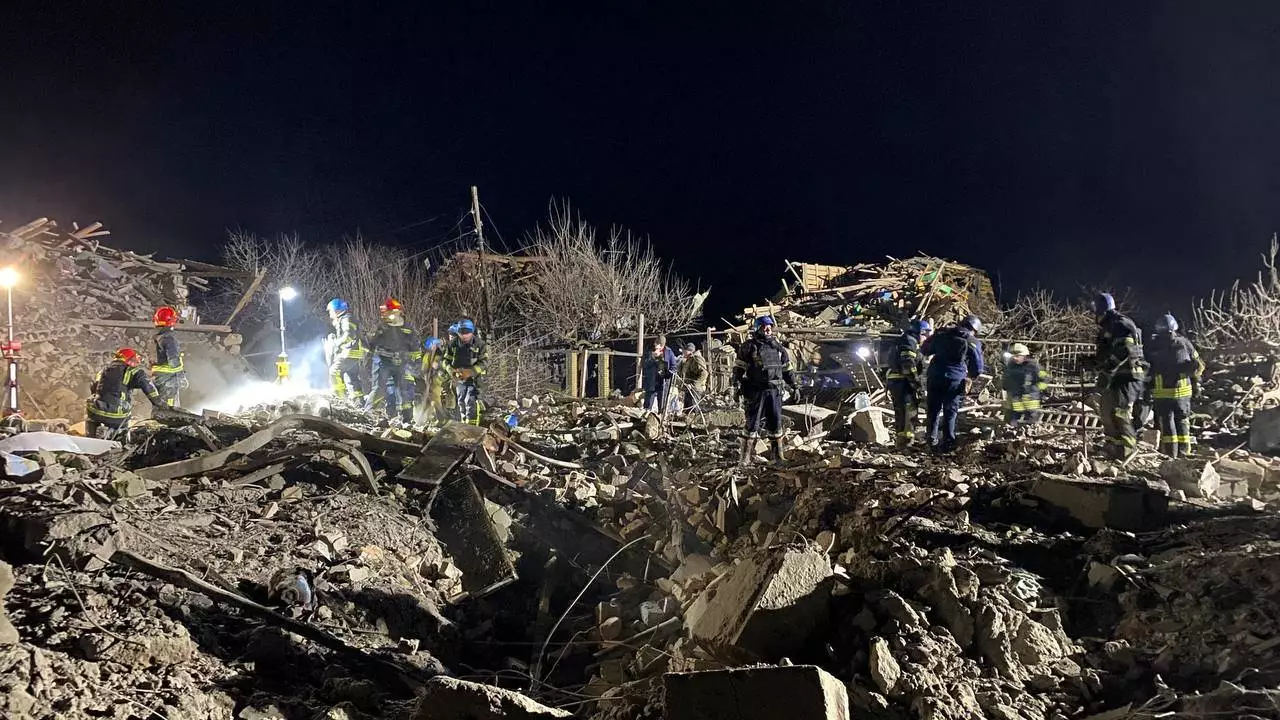
Руйнування від обстрілу села Рівне Покровського району. 6 січня 2024 року

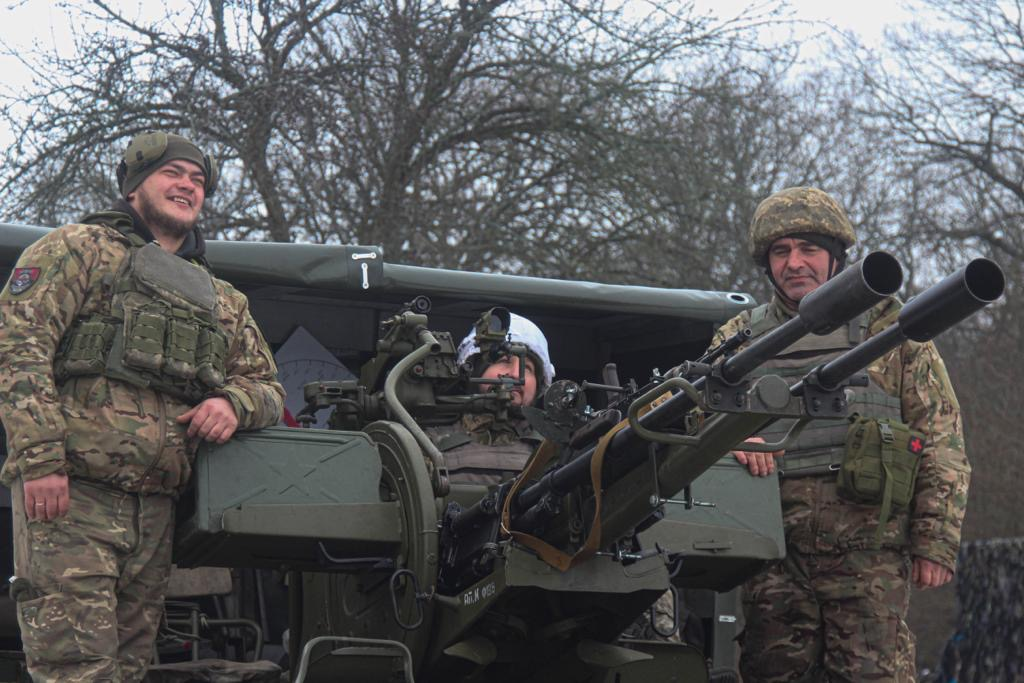
Мобільна вогнева група Національної гвардії України, що полює на російські безпілотники та крилаті ракети

Тривало розширення плацдарму на лівому березі Дніпра, де було відбито 19 атак. Росія атакувала на Куп'янському, Бахмутському, Авдіївському, Мар'їнському та Запорізькому напрямках, де відбулося 45 бойових зіткнень. На Куп'янському та Бахмутському напрямках українці відбили три атаки в районі Синьківки, Петропавлівки та Іванівки, а також дві атаки в районі Оріхово-Василівки та Ключівки. На Авдіївському та Мар'їнському напрямках росіяни продовжували спроби оточити Авдіївку, але ЗСУ тримали оборону, відбивши вісім атак біля Новобахмутівки, Степового та Авдіївки, а також 16 атак біля Первомайського та Невельського. Також було відбито дев'ять обстрілів поблизу Мар'їнки та Новомихайлівки. На Запорізькому напрямку російська армія здійснила п'ять невдалих обстрілів на захід від Вербового, Роботиного. Протягом доби російська армія здійснила дев'ять ракетних ударів, 84 авіаудари та 50 обстрілів українських позицій та населених пунктів (повідомляється про жертви серед цивільного населення та зруйновану інфраструктуру). Українська авіація завдала 19 авіаударів по районах зосередження і один по зенітно-ракетному комплексу, а артилерія обстріляла чотири райони зосередження, два блокпости, склад боєприпасів, три артилерійські установки, радіолокаційну станцію протиповітряної оборони і чотири зенітні комплекси. Внаслідок удару по Північному на Донеччині загинула людина.
В результаті артилерійського обстрілу Нікополя загинула людина і двох поранено, пошкоджено шість господарських будівель, 13 житлових будинків, автомобілі, лінії електропередач та газопровід. У Херсонській області поранення отримали четверо людей, у тому числі двоє 9-річних близнюків. ЗСУ збили сім безпілотників під час російської атаки на Дніпро, було пошкоджено житловий будинок. На Харківщині росіянами обстріляно два міста. Внаслідок удару Шахедом по базі відпочинку у Миколаївській області почалася пожежа.
МО РФ повідомило, що ППО збили чотири українські крилаті ракети над Кримом. Командувач Повітряних сил ЗСУ генерал Микола Олещук повідомив, що військово-повітряні сили завдали успішного авіаудару по авіабазі Саки в Криму, знищивши всі поставлені цілі..
Керівник обласної військової адміністрації Луганщини Артем Лисогор заявив, що чиновники в окупованій Луганській області наказали створити пропагандистський центр «Музей спеціальних військових операцій», де буде виставлено російську військову техніку та прославлено місцевих колабораціоністів, щоб закріпити міф про широку підтримку російської окупації серед місцевої молоді.

### 7 січня
Сили протиповітряної оборони успішно збили 21 ворожий безпілотний літальний апарат з 28, які були запущені вночі.
Вранці росіяни здійснили артилерійський обстріл у напрямку Херсона, атакувавши район ринку та житлові квартали. Двоє цивільних загинули і двоє отримали поранення. Прокуратура Харківської області повідомила, що одна людина загинула і двоє отримали поранення, в тому числі підліток, в результаті російських обстрілів з реактивних систем залпового вогню сіл Сенькове і Нечволодівка поблизу Куп'янська. У першому селі також було пошкоджено деякі житлові та господарські будівлі. Крім того, Олег Синєгубов заявив, що російська армія застосувала ракети С-300 для двох нічних атак на Харків.
Міністерка закордонних справ Японії Йоко Камікава прибула з неоголошеним візитом до Києва, щоб пообіцяти продовжувати підтримку України на тлі війни з Росією. За повідомленнями українських ЗМІ, Японія пожертвувала 37 мільйонів доларів до фонду НАТО, включаючи систему виявлення безпілотників. Також було передано інше обладнання, таке як газові турбіни та електричні трансформатори.
За даними ISW, російські війська здійснили підтверджені просування на захід і південний захід від Донецька в рамках продовження позиційних боїв на фронті.
В українському Генштабі заявили, що тривають операції з розширення плацдарму на лівому березі Дніпра, де було відбито три атаки. Росія атакувала в напрямках Куп'янська, Лиману, Бахмута, Авдіївки, Мар'їнки та Запоріжжя, де відбулося 35 бойових зіткнень. На Куп'янському, Лиманському та Бахмутському напрямках українці відбили по два напади в районі Синьківки та Іванівки, чотири атаки в районі Терни та по два напади поблизу Ключівки та Андріївки. На Авдіївському та Мар'їнському напрямках росіяни продовжували спроби оточити Авдіївку, але українці тримали оборону, відбивши шість атак біля Новобахмутівки та 15 атак біля Первомайського та Невеля. Також було відбито три атаки біля Мар'їнки та Новомихайлівки. На Запорізькому напрямку російська армія здійснила одну невдалу атаку на захід від Вербового. Протягом доби російська армія здійснила 11 ракетних ударів, 69 авіаударів та 53 обстріли українських позицій та населених пунктів (повідомляється про жертви серед мирного населення та зруйновану інфраструктуру). Українська авіація завдала чотири авіаудари по місцях зосередження бойовиків, а артилерія знищила блокпост, два склади боєприпасів і дві артилерійські установки.

### 8 січня

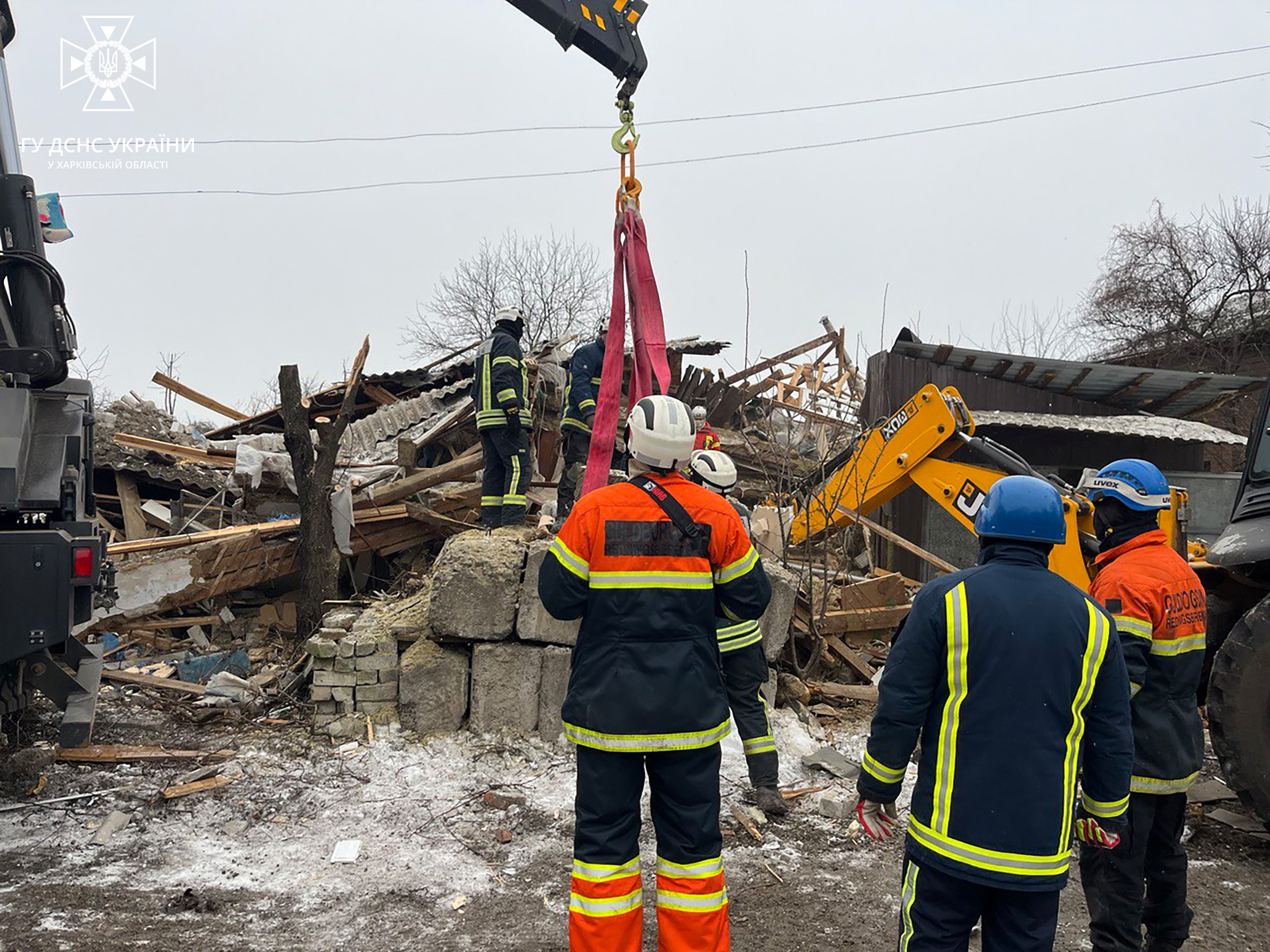
Зруйнований будинок у Змієві

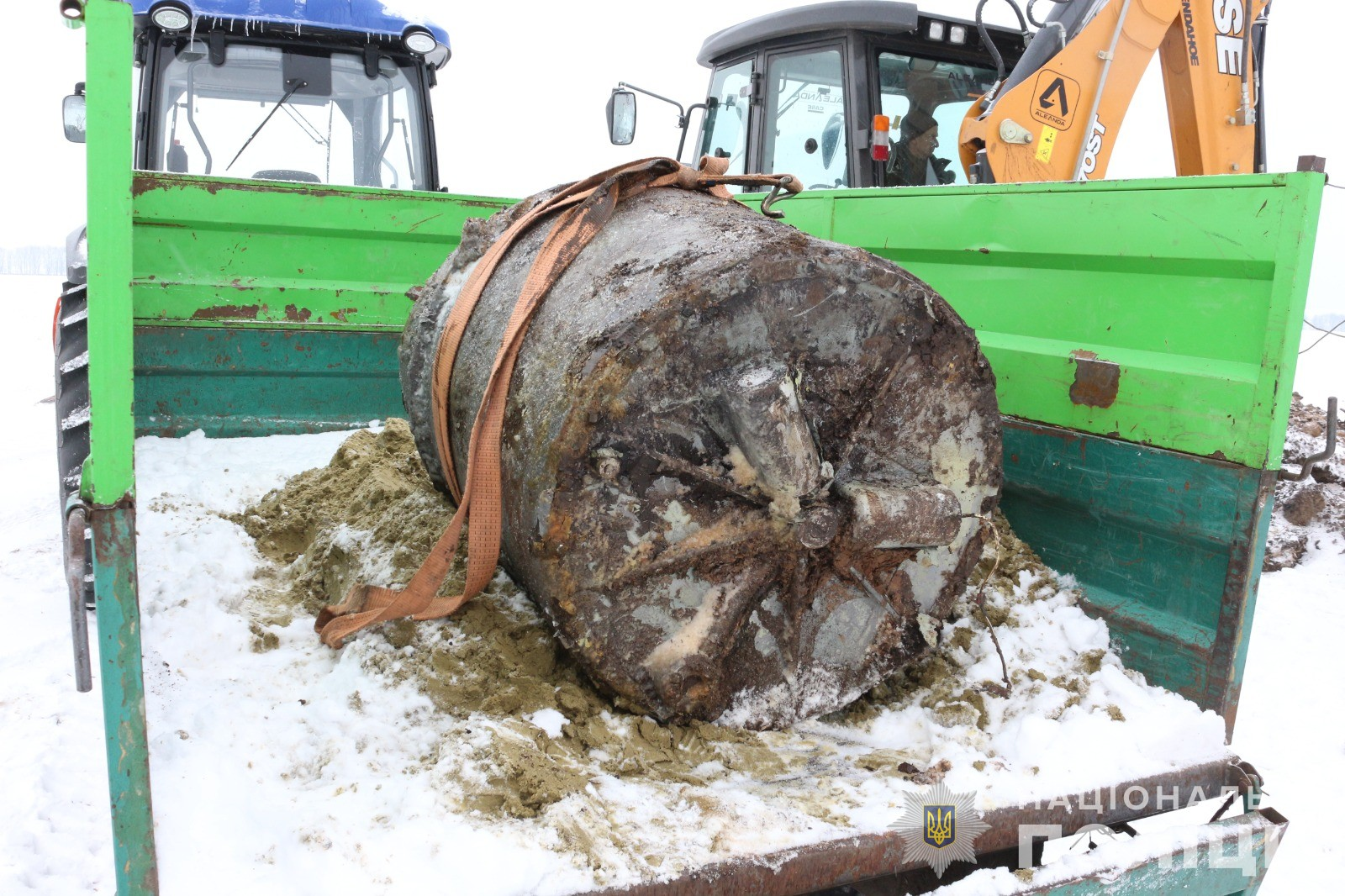
Знешкодження боєголовки ракети Х-32 у Сумській області

Станом на цей день втрати рф із початку вторгнення склала 365170 осіб. 440 окупантів, було ліквідовано протягом доби. За добу ЗСУ знищили 11 дронів, 13 арсистем та 9 танків, 14 ББМ. ЗСУ утримували позиції в Кринках, РФ мала проблеми на лівому березі Дніпра.
Вночі РФ завдала удару по Україні, застосувавши крилаті, авіаційні, балістичні, зенітні керовані ракети та ударні БпЛА. Усього зафіксовано 59 засобів повітряного нападу противника:
- 8 ударних БпЛА типу «Shahed-136/131» з району Приморсько-Ахтарськ[122];
- 7 зенітних керованих ракет С-300/С-400 з Бєлгородської області;
- 4 аеробалістичні ракети Х-47М2 «Кинджал» з чотирьох літаків МіГ-31К;
- 24 крилаті ракети Х-101/Х-555/Х-55 із 11 стратегічних бомбардувальників Ту-95МС;
- 8 крилатих ракет Х-22 із бомбардувальників Ту-22М3 з Бєлгородської області;
- 6 балістичних ракет «Іскандер-М» із районів Джанкой, Чауда — Крим;
- 2 керовані авіаційні ракети Х-31П з літаків тактичної авіації (район пусків — Бєлгородська область).

Ворог атакував ракетами, що летять по балістичній траєкторії, Харківську, Дніпропетровську, Запорізьку та Хмельницьку області. Загинуло щонайменше п'ятеро людей і 45 поранено. Кількість поранених у Новомосковську зросла до 27 людей. У Запоріжжі ракетними обстрілами пошкоджено житлові будинки. Росіяни вдарили по промисловим об'єктам Харкова, виникла пожежа, одну людину поранено. За даними ЦНС, рф відправила на Херсонщину групу співробітників ФСБ для пошуку партизанів.
За словами Валерія Залужного, були пошкоджені військові та цивільні об'єкти, а також об'єкти критичної інфраструктури. За даними МО рф, атаки із застосуванням високоточної зброї були спрямовані проти підприємств, що виробляють зброю. ЗСУ знищили російський комплекс РЕБ для подавлення супутників «Тірада-2». ППО ЗСУ знищили 26 ворожих цілей.
За даними ISW, західні закупівлі зенітних систем і ракет залишалися критично важливими для України, оскільки росіяни намагалися пристосуватися до українських можливостей протиповітряної оборони. ЗСУ намагалися компенсувати дефіцит артилерійських боєприпасів і недостатні можливості радіоелектронної боротьби. Тим часом, російські війська здійснили просування в районі Донецька і Вербового і продовжили позиційні бої. Тривало розширення плацдарму на лівому березі Дніпра, де було відбито 12 атак. РФ атакувала на Куп'янському, Лиманському, Бахмутському, Авдіївському, Мар'їнському та Запорізькому напрямках, відбулося 67 бойових зіткнень. На Куп'янському, Лиманському та Бахмутському напрямках ЗСУ відбили п'ять атак у районі Синьківки та Іванівки, дві атаки в районі Терни та по дві атаки поблизу Ключівки та Андріївки. На Авдіївському та Мар'їнському напрямках росіяни продовжували спроби оточити Авдіївку, але ЗСУ тримали оборону, відбивши три атаки біля Авдіївки, Північного, Тоненького та 15 атак біля Первомайського та Невеля. Також було відбито 12 атак поблизу Георгіївки та Новомихайлівки. На Запорізькому напрямку російські війська здійснили сім невдалих обстрілів на захід від Вербового та на північ від Новопрокопівки. Протягом доби РФ здійснила 55 ракетних ударів, 22 авіаудари та 35 обстрілів українських позицій та населених пунктів (повідомляється про жертви серед мирного населення та зруйновану інфраструктуру). Українська артилерія підірвала два склади боєприпасів.
Регіональна влада засвідчила, що близько 300 жителів Бєлгорода вирішили «тимчасово евакуюватися», їх розмістили в центрах у районах, віддалених від російсько-українського кордону. Канали російських соціальних мереж повідомили, що на залізничній колії біля нафтобази в Нижньому Тагілі Свердловської області вибухнув вибуховий пристрій. Російський військовий літак «екстрено скинув бомбу» ФАБ-250 над Рубіжним в окупованій Луганській області. Про жертви не повідомляється, оскільки бомба не вибухнула.

### 9 січня
За даними ISW, у Росії лунали заклики до наступу в Харківській області з метою створення буферної зони шириною до 15 км, щоб запобігти наступу ЗСУ на Бєлгородську область. На думку Інституту, російські війська були би нездатні здійснити наступ такого масштабу. Тим часом, росіяни підтвердили просування на південний захід від Донецька і продовжили позиційні бої по всій лінії фронту. Протягом доби ЗСУ знищили 21 одиницю техніки та взяли 10 окупантів в полон.

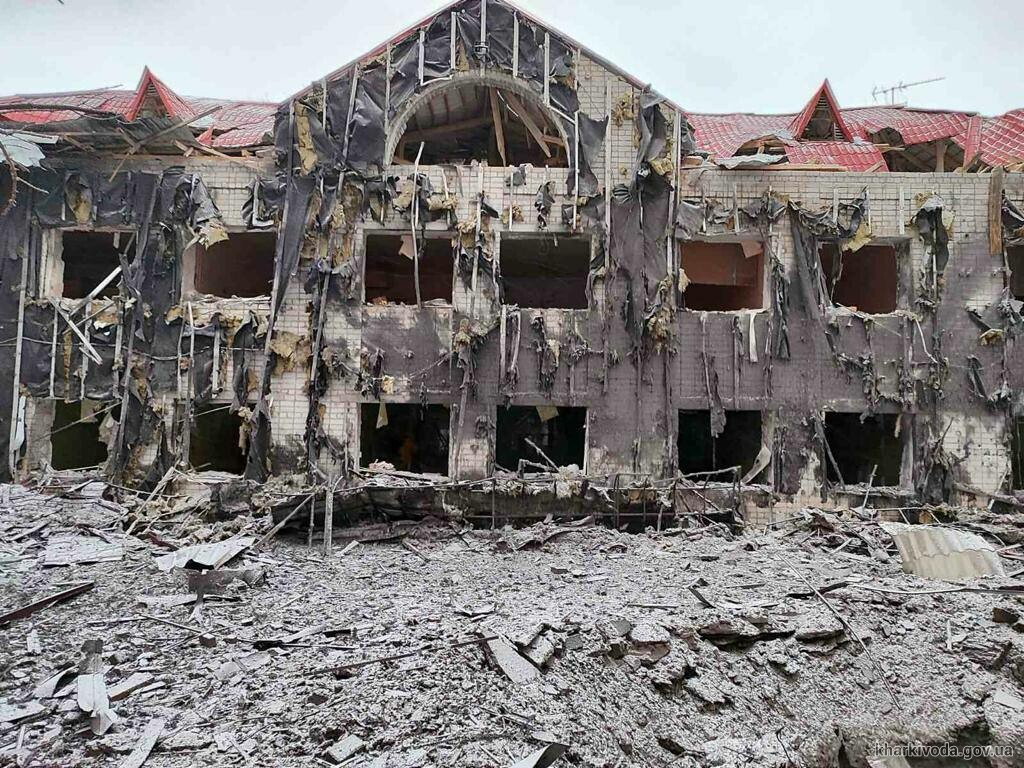
Дитячий табір на околиці Харкова після обстрілу

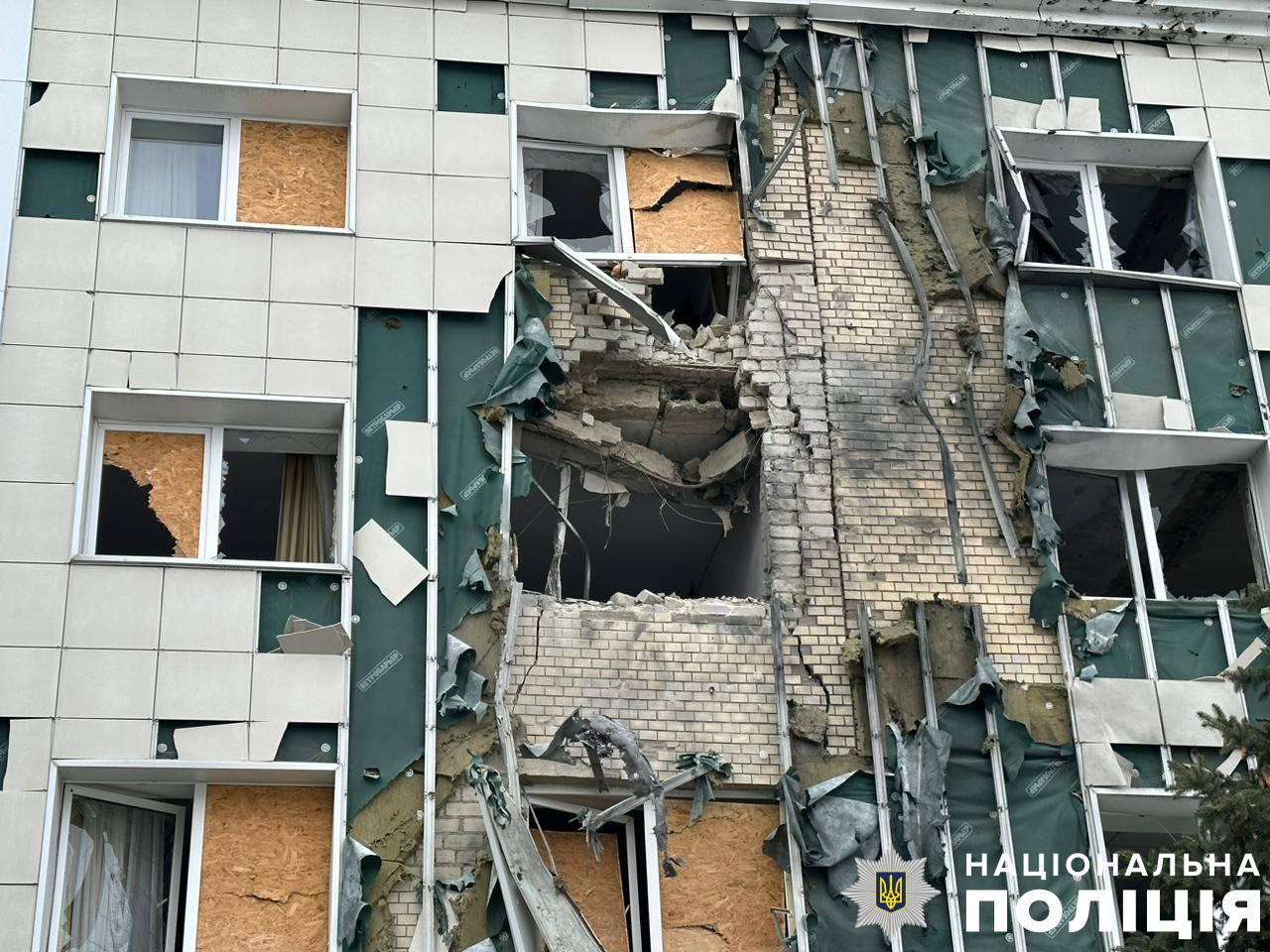
Готель у Херсоні після обстрілу

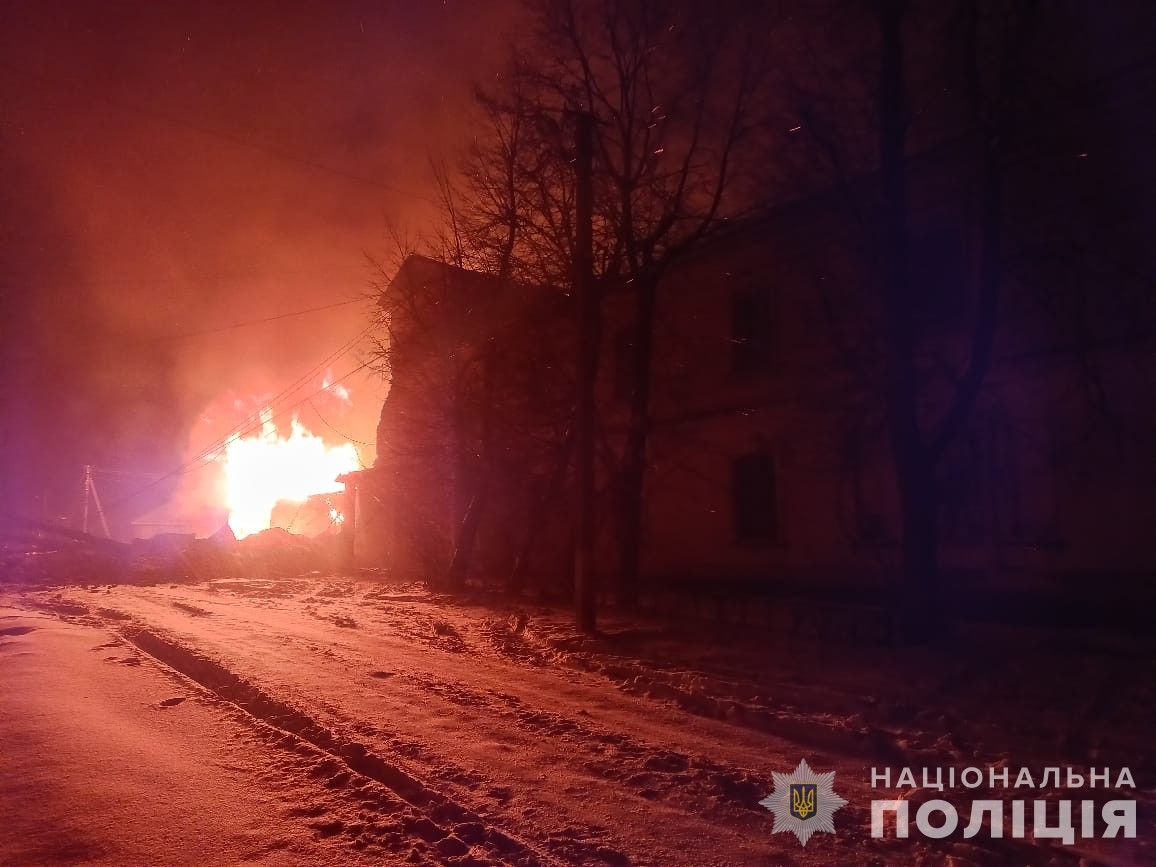
Будинок культури в Угроїдах після обстрілу

Росія атакувала Харків, на Куп'янському, Лиманському, Бахмутському, Авдіївському, Мар'їнському, Шахтарському та Запорізькому напрямках, де відбулося 77 бойових зіткнень. На Куп'янському, Лиманському та Бахмутському напрямках українці відбили вісім атак у районі Синьківки, п'ять — у районі Терни та Веселого, по три — біля Ключівки та Андріївки. На Авдіївському та Мар'їнському напрямках росіяни продовжували спроби оточити Авдіївку, але українці тримали оборону, відбивши 11 атак в районі Новобахмутівки, Авдіївки та Північного і 13 атак в районі Первомайського та Невеля. Також 15 обстрілів було відбито поблизу Георгіївки, Побєди та Новомичмутівки. На Шахтарському та Запорізькому напрямках російські війська провели три невдалі атаки поблизу Старомайорського та на захід від Вербового. Протягом дня РФ здійснила 5 ракетних ударів, 52 авіаудари та 53 обстріли українських позицій та населених пунктів. ЗСУ здійснили 9 авіаударів по районах зосередження та артилерійський обстріл району зосередження і двох артилерійських підрозділів.
РФ дронами атакувала будинок культури в Угроїдах Сумської області. На Таврійському напрямку ЗСУ за три дні взяли в полон майже 30 окупантів.
Представники Білого дому провели зустріч із керівниками венчурних, технологічних та оборонних компаній, щоб обговорити доступ України до інноваційних американських технологій. Джейк Салліван ініціював цю зустріч, щоб домогтися «відновлення акценту на допомозі Україні та подолання технологічних викликів, які гальмують прогрес та імпульс на полі бою», зазначив представник адміністрації президента.
Губернатор Орловської області Андрій Кличков заявив, що українські безпілотники атакували нафтобазу і «об'єкти паливно-енергетичного комплексу» в Орловській області, поранивши трьох людей. Пізніше Кличков повідомив, що третій безпілотник впав на нежитлову будівлю біля села Мала Саханка під Орлом. Про постраждалих не повідомляється. За даними українських ЗМІ, атака була здійснена українською розвідкою за підтримки Міністерства цифрової трансформації та організації «Повернись живим». Губернатор Курської області Роман Старовойт повідомив, що в результаті нападу на прикордонне село Гурнал в Курській області загинула жінка і пошкоджено два будинки.
Хакерська група «Blackjack» здійснила кібератаку на російського інтернет-провайдера «М9ком», знищивши сервери компанії та видаливши 20 ТБ даних, включаючи сайт компанії, сайти філій, поштовий сервер та служби кібербезпеки. В результаті атаки деякі жителі Москви були позбавлені доступу до інтернету і телебачення.
Bloomberg повідомив, що в грудні 2023 року в Ер-Ріяді відбулася таємна зустріч між Україною, союзниками по G7 та невеликою групою південних країн, метою якої було заручитися підтримкою українських умов для вступу в мирні переговори з Росією. За повідомленнями, в Ер-Ріяді було досягнуто незначного прогресу. Україна та союзники по G7 продовжували відкидати заклики країн Півдня до прямих переговорів з Росією. Союзники запевнили, що продовжуватимуть підтримувати Україну, а ЄС та США висловили впевненість, що пакети допомоги для України будуть схвалені.

### 10 січня
Протягом доби було ліквідовано 800 окупантів. За даними ISW, Росія може спробувати дестабілізувати Молдову за допомогою операцій під чужим прапором, що проводяться в сепаратистському Придністров'ї. РФ просунулася на південний захід від Бахмута і Донецька, а також у східній частині Херсонської області на тлі продовження позиційних боїв по всьому фронту. Росіяни вперше атакували Нікополь дронами з камерами нічного бачення. РФ завдала ракетного удару по підприємству в Мирнограді на Донеччині, загинула одна людина. Внаслідок артилерійських ударів РФ по Нікопольському району постраждали двоє людей.

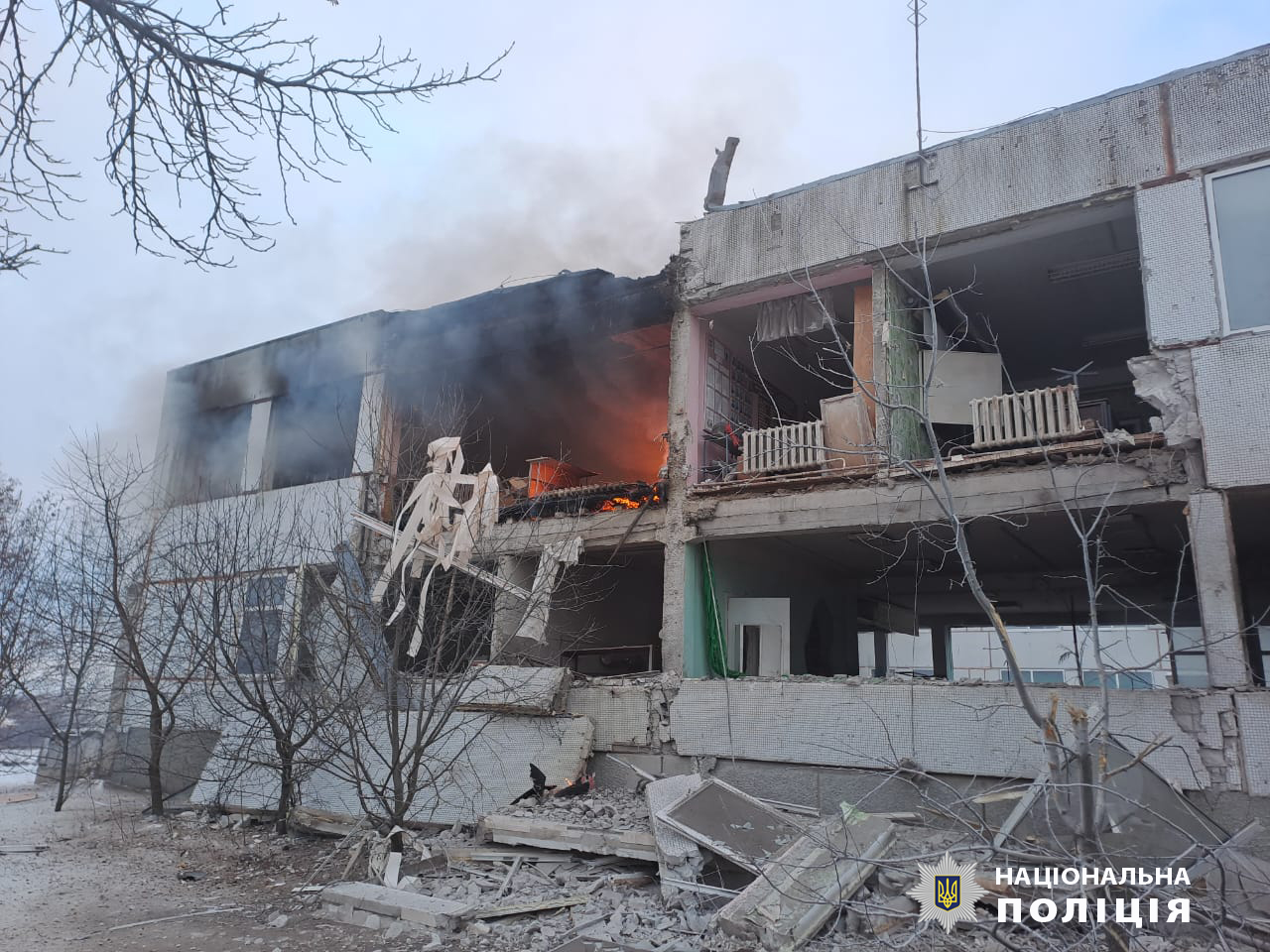
Середня школа в селі Вільхуватка після російського авіаудару

Росіяни атакували в напрямках Куп'янська, Лимана, Бахмута, Авдіївки, Мар'їнки та Запоріжжя, де відбулося 73 бойових зіткнення. На Куп'янському, Лиманському та Бахмутському напрямках українці відбили п'ять атак в районі Синьківки, шість — в районі Терни та Веселого і один — біля Ключіївки. На Авдіївському та Мар'їнському напрямках росіяни продовжували спроби оточити Авдіївку, але українці тримали оборону, відбивши дев'ять атак біля Новобахмутівки, Авдіївки та Північного і 15 атак біля Первомайського та Невеля. Також було відбито 15 атак поблизу Мар'їнки та Новомичмутівки. На Запорізькому напрямку російські війська здійснили п'ять невдалих обстрілів поблизу Роботиного та на захід від Вербового. Протягом доби Росія здійснила чотири ракетних удари, 48 авіаударів та 36 обстрілів українських позицій та населених пунктів (повідомляється про жертви серед мирного населення та зруйновану інфраструктуру). Українські військово-повітряні сили завдали сім авіаударів по районах зосередження, а артилерія завдала ударів по трьох районах зосередження, блокпосту, двох складах боєприпасів і радіостанції. Внаслідок російської атаки на Харків пошкоджено дитячий оздоровчий центр
Президент Зеленський відвідав Вільнюс і провів прес-конференцію з Президентом Литви Гітанасом Науседою. Науседа оголосив, що Литва продовжить підтримувати Україну, а уряд схвалив довгострокову підтримку (на 2024—2026 роки) на $219 млн. Зеленський заявив, що Україна потребує більш сучасних систем протиповітряної оборони, але їй бракує потужностей для виробництва таких систем.
Укроборонпром почав співпрацю з чотирма литовськими компаніями, що спеціалізуються на військових інноваціях та виробництві. Литовські компанії, що беруть участь у проекті — NT Service, Brolis Semiconductors, RSI Europe та DMEXS — зосереджені на розробці передових технологій, таких як приціли (в тому числі тепловізійні), сучасні системи дистанційного підриву, обладнання для радіоелектронної боротьби та засоби зв'язку.

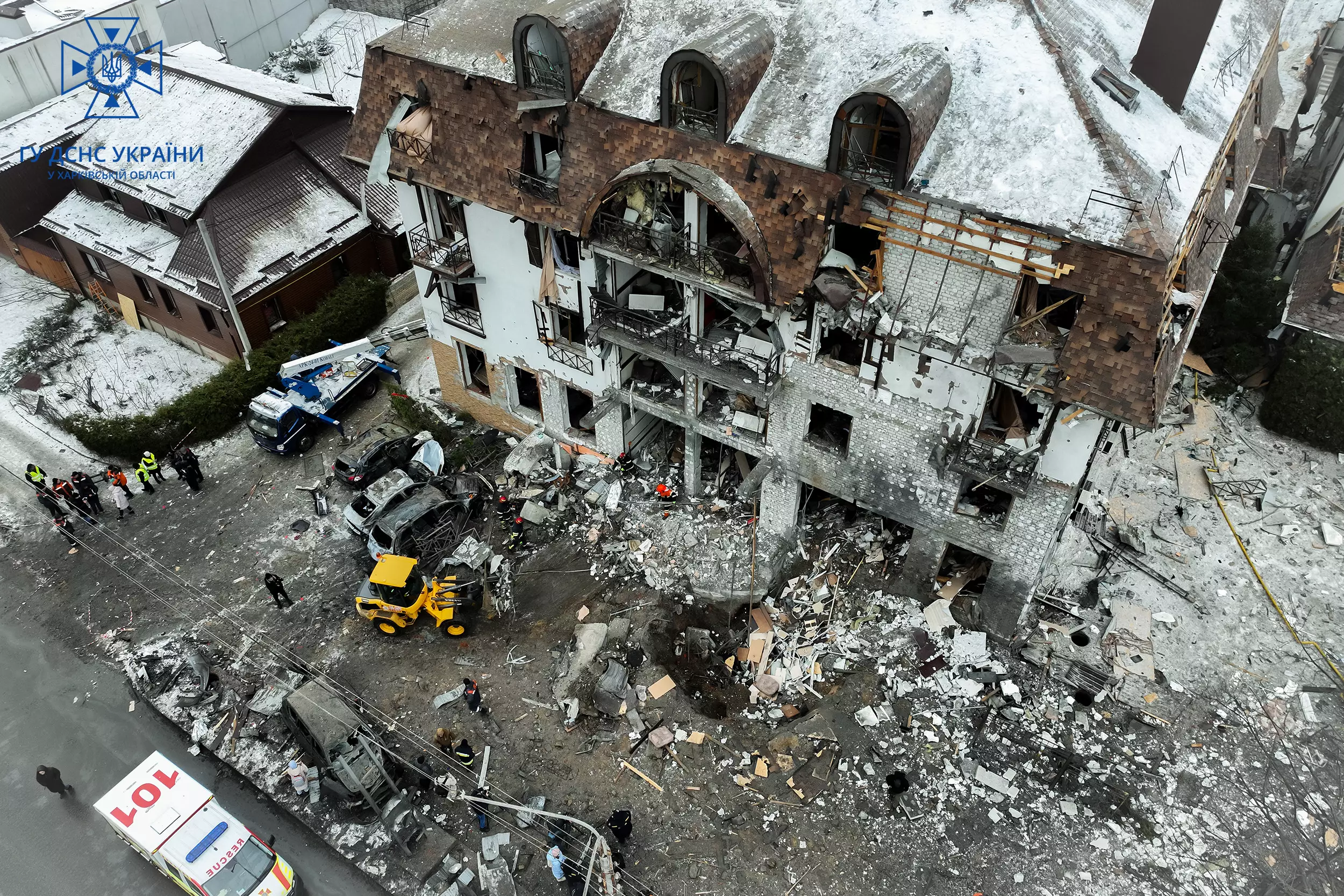
Обстріляний готель у Харкові

У Харківській області внаслідок російського авіаудару загинула 48-річна жінка, пошкоджено дитячий оздоровчий центр. РФ скинула дві авіабомби на село Вільхуватка в Куп'янському районі. Одна з них спричинила пожежу в школі, друга влучила в житловий район, пошкодивши магазин і щонайменше 10 будинків. Дві російські ракети С-300 влучили в готель «Park Hotel» у Харкові, поранивши щонайменше 13 цивільних осіб, у тому числі журналістів турецької газети. Атака пошкодила будівлю готелю і спричинила загоряння кількох автомобілів.
Міністерство оборони Великої Британії заявило, що погодні умови були важливим фактором, який впливав, переважно негативно, на здатність проводити наземні операції на фронті протягом наступних трьох місяців. Україна переживала хвилю холоду з температурами нижче нуля. Це призвело до замерзання ґрунту і, таким чином, полегшило пересування по землі в січні і лютому, перш ніж відлига в березні знову призвела б до погіршення умов.

## 11-20 січня

### 11 січня
За даними ISW, російська армія змогла забезпечити ротацію військ у східних регіонах України і зосередила свої операції на цій ділянці фронту. Здатність Росії проводити ротацію на оперативному рівні, ймовірно, дозволить російським військам підтримувати загальний темп локальних наступальних дій. Українські та російські війська продовжували позиційні бої по всьому фронту. Внаслідок російського обстрілу Херсонщини загинув чоловік.
Росія атакувала в напрямках Куп'янська, Лиману, Бахмуту, Авдіївки, Мар'їнки та Запоріжжя, де відбулося 64 бойових зіткнення. На Куп'янському, Лиманському та Бахмутському напрямках українці відбили дві атаки в районі Синьківки, шість — біля Макіївки та Терни, один — біля Ключівки. На Авдіївському та Мар'їнському напрямках росіяни продовжували спроби оточити Авдіївку, але українці тримали оборону, відбивши 10 атак біля Новобахмутівки, Степового та Авдіївки і 17 — біля Первомайського та Невеля. Також було відбито 13 обстрілів поблизу Георгіївки, Мар'їнки та Новомихайлівки. На Запорізькому напрямку російські війська здійснили три невдалі атаки на захід від Вербового, три авіаудари та 16 обстрілів українських позицій та населених пунктів (є жертви серед мирного населення та пошкодження інфраструктури). ЗСУ здійснила два авіаудари по районах зосередження, а артилерія завдала ударів по двох районах зосередження, блокпосту, командному пункту та складу боєприпасів.
В результаті російських атак на Херсонську область було поранено трьох осіб. Росія здійснила 108 обстрілів регіону, випустивши 482 снаряди з різних видів зброї.
Російські окупанти обстріляли місто Середина-Буда і чотири села Шосткинського району Сумської області, інформації про загиблих або поранених серед місцевого населення не зафіксовано. Десять громад Сумської області зазнали обстрілів російської окупаційної армії. Загалом на Сумщині зафіксовано понад 100 вибухів при 29 обстрілах.
Президент Зеленський відвідав Таллінн та Ригу, де зустрівся з президентами Аларом Карісом та Едгарсом Рінкевичсом відповідно. Каріс оголосив, що Естонія до 2027 року надасть Україні допомогу на 1,2 млрд євро для того, щоб вона мала краще озброєння, і підкреслив, що Естонія має конкретні плани щодо відновлення України, для реалізації яких також доречно використовувати заморожені російські кошти. Рінкевичс оголосив про новий пакет військової допомоги Україні, до якого увійшли гаубиці, 155-мм артилерійські снаряди, протитанкові та зенітні комплекси і боєприпаси до них, гранати, гелікоптери, позашляховики, безпілотники, засоби зв'язку, генератори та зимова форма. Крім того, у 2024 році планується підготувати 3 000 українських солдатів і продовжити проекти з реабілітації українських військових і прикордонників. Латвія також виділить частину російських активів, конфіскованих з міркувань національної оборони, на військову допомогу Україні.
Заступник голови української військової розвідки Вадим Скібіцький повідомив, що російські війська в Україні налічують 462 000 солдатів і 35 000 членів Росгвардії, що дозволяє проводити ротацію сил. Він додав, що російська промисловість не змогла забезпечити боєприпасами війну 2023 року, що призвело до дефіциту в 500 000 патронів. Тому росіяни спочатку закупили боєприпаси в Білорусі, а потім в Ірані та Північній Кореї.
Туреччина, Румунія і Болгарія підписали угоду про створення робочої групи з протимінних заходів для боротьби з російськими морськими мінами, які становлять «загрозу для портів, мереж зв'язку і ключової водної інфраструктури» в Чорному морі.

### 12 січня

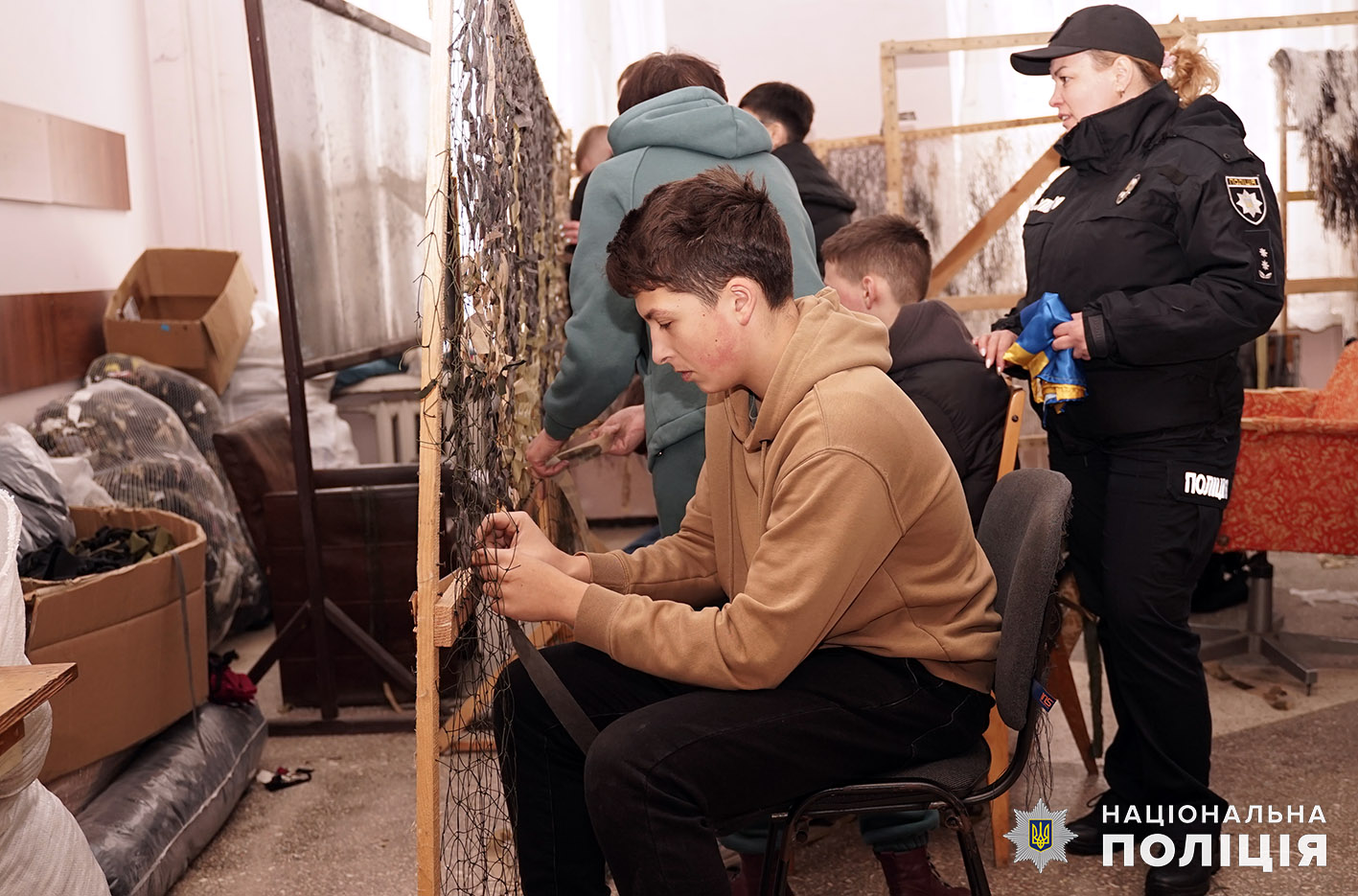
Студенти з Хмельницького роблять маскувальні сітки для бригади Нацполіції «Лють»

РФ атакувала на Куп'янському, Лиманському, Бахмутському, Авдіївському, Мар'їнському, Шахтарському та Запорізькому напрямках, відбулося 89 бойових зіткнень. На Куп'янському, Лиманському та Бахмутському напрямках ЗСУ відбили дев'ять обстрілів у районі Синьківки та Петропавлівки, шість — у районі Макіївки та Григорівки, п'ять — поблизу Андріївки та Ключівки. На Авдіївському та Мар'їнському напрямках росіяни продовжували спроби оточити Авдіївку, ЗСУ відбили чотири атаки під Авдіївкою та 17 — під Первомайськом і Невелем. Відбито 26 атак біля Красногорівки, Георгіївки, Мар'їнки та Новомихайлівки Донецької області. На Шахтарському та Запорізькому напрямках РФ здійснила 12 невдалих атак на південь від Золотої Ниви, на захід від Старомайорська та на захід від Вербового і Роботиного. РФ здійснила сім ракетних ударів, 65 авіаударів і 44 обстріли українських позицій і населених пунктів із жертвами та руйнуваннями. ВПС ЗСУ завдали 21 авіаудар по районах зосередження і чотири по зенітно-ракетних комплексах, а артилерія — по шести районах зосередження, командному пункту, артилерійським і зенітним комплексам, складу боєприпасів і радіолокаційній станції. ЗСУ звільнили 500 м біля Вербового в Запорізькій області. Росіяни обстріляли 12 громад у Сумської області з артилерії та мінометів. В Авдіївці внаслідок влучання російської авіабомби в житловий будинок загинув молодий чоловік.
Вдень росіяни здійснили артилерійський обстріл Херсона, внаслідок чого була поранена 80-річна жінка. Олександр Прокудін повідомив, що російська армія здійснила 73 обстріли Херсонської області, випустивши понад 310 снарядів з артилерії, танків, безпілотників і ракетних установок, в результаті чого загинув щонайменше один мирний житель і ще троє отримали поранення.

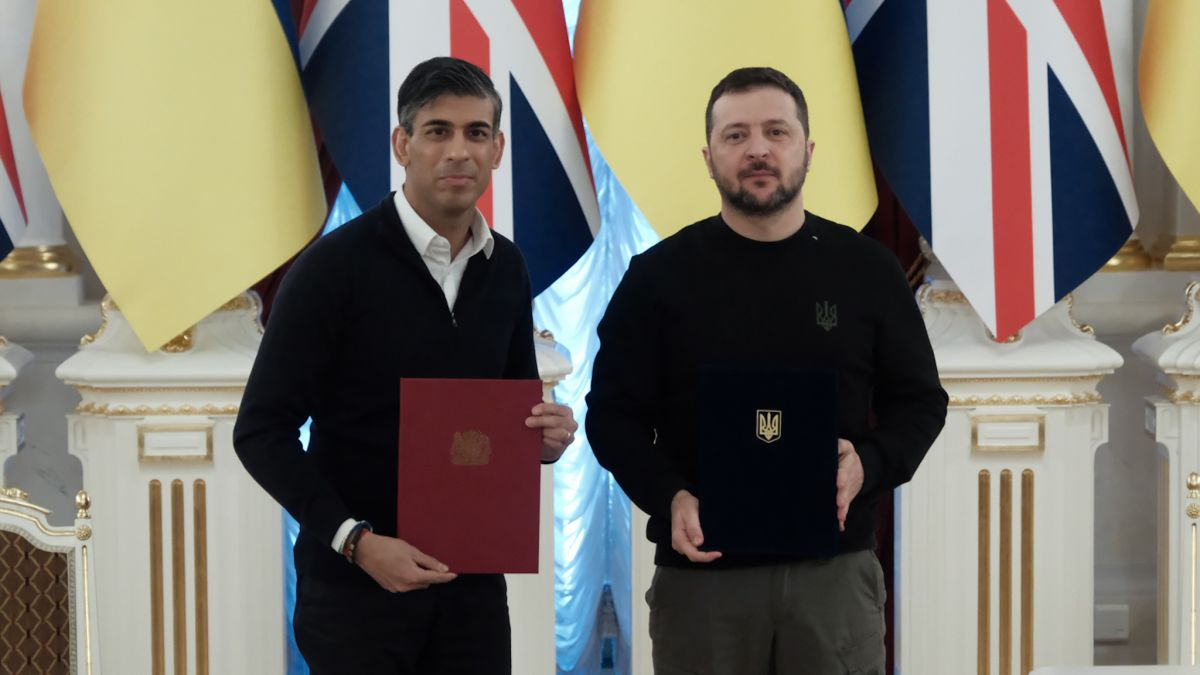
Ріші Сунак та Зеленський на підписанні угоди у Києві. 12 січня 2024

За словами начальника ГУР Кирила Буданова, ні Україна, ні Росія не можуть проводити наступальні операції через інтенсивне використання безпілотників обома сторонами та наявність щільних мінних полів.
Прем'єр Великої Британії Ріші Сунак прибув до Києва із військовою допомогою для України та підписав із Зеленським двосторонню безпекову угоду. Угода про співробітництво у сфері безпеки між Україною та Британією буде діяти до моменту вступу України до НАТО.

### 13 січня

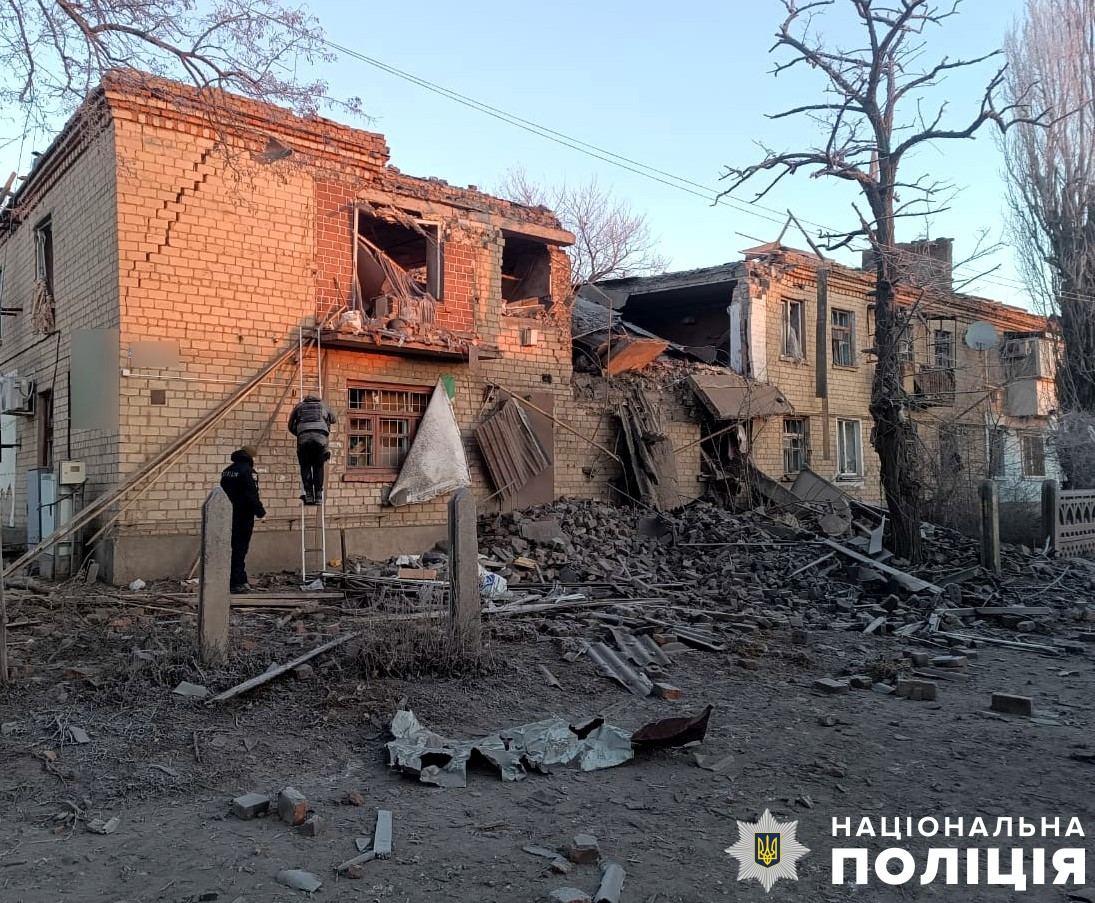
Поліція дістає з другого поверху жительку обстріляного будинку в Бериславі

Російські війська атакували на Куп'янському, Лиманському, Бахмутському, Авдіївському, Мар'їнському, Шахтарському та Запорізькому напрямках, де відбулося 61 бойове зіткнення. На Куп'янському, Лиманському та Бахмутському напрямках українці відбили чотири атаки в районі Синьківки, чотири атаки в районі Макіївки та Терни, а також по дві атаки поблизу Ключівки та Андріївки. На Авдіївському та Мар'їнському напрямках росіяни продовжували спроби оточити Авдіївку, але українці тримали оборону, відбивши п'ять атак біля Новобахмутівки та Авдіївки і 15 — біля Північного, Первомайського та Невеля. Також було відбито 17 обстрілів поблизу Красногорівки та Новомахмутівки. На Шахтарському та Запорізькому напрямках російські війська здійснили шість невдалих обстрілів південніше Пречистівки, західніше Старомайорського, південніше Рівнополя та в районі Роботиного. Протягом дня Росія здійснила 32 ракетних удари, 91 авіаудар та 82 обстріли українських позицій та населених пунктів (повідомляється про жертви серед мирного населення та зруйновану інфраструктуру). Українська авіація завдала 11 авіаударів по районах зосередження, а артилерія — по трьох районах зосередження, дев'яти артилерійських установках, чотирьох зенітних комплексах, складу боєприпасів та станції радіоелектронної боротьби.
За даними ISW, українські сили повідомили, що понад 20 ракет, запущених росіянами, були нейтралізовані засобами радіоелектронної боротьби, що може свідчити про посилення українського потенціалу радіоелектронної боротьби. Досі українці успішно протистояли безпілотникам, але не ракетам. Російські війська здійснили підтверджені просування поблизу Кремінної та Авдіївки в рамках продовження позиційних боїв по всій лінії фронту. Крім того, російські чиновники продовжували фінансувати соціальні проекти в окупованій Україні, намагаючись поглибити інтеграцію цих територій до Росії та створити видимість активного громадянського суспільства на окупованих територіях. Інститут також виявив, що росіяни все частіше використовують хімічну зброю (гранати К-51, наповнені газом CS). «Російські війська застосували хімічну зброю 626 разів з початку повномасштабного вторгнення, а з початку 2024 року — не менше 51 разу». ISW, посилаючись на ГШ України, повідомляє, що вони застосовували хімічну зброю до 10 разів на день.

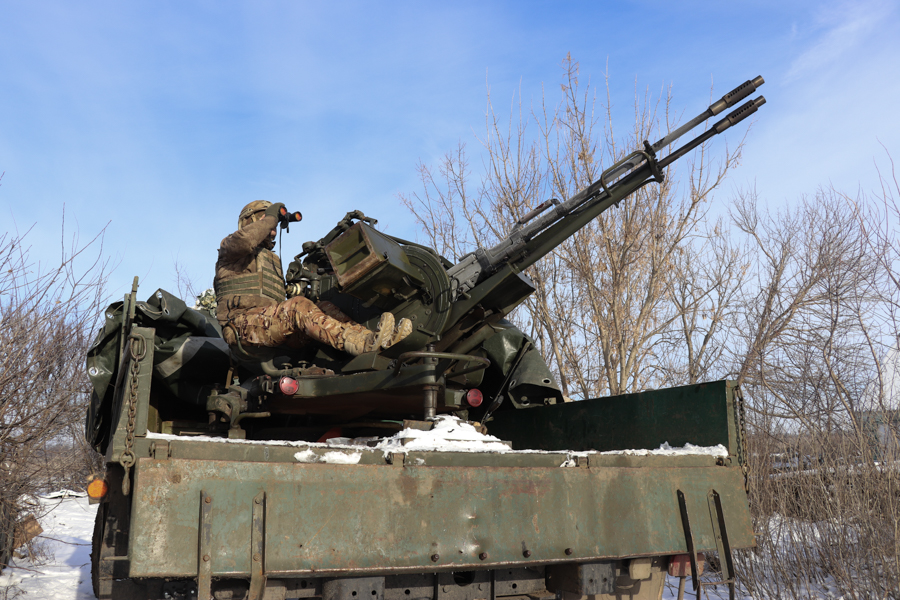
Мобільна вогнева група Національної гвардії України полює на російські безпілотники на Запорізькому напрямку

Росія вранці атакувала Україну 40 засобами повітряного ураження різних типів. Сили ППО збили сім крилатих ракет Х-101/Х-555/Х-55 та одну керовану авіаційну ракету Х-59. Ще близько 20 ворожих ракет не досягли визначених цілей.

Ворог здійснив удар по місту Шостка Сумської області ракетою Х-22. Внаслідок атаки окупантів отримала поранення мирна мешканка. Вибуховою хвилею пошкоджено щонайменше 26 будинків.
Новий міністр закордонних справ Франції Стефан Сежурне відвідав Київ у рамках свого першого офіційного візиту за кордон і зустрівся з міністром закордонних справ Дмитром Кулебою. Він заявив, що французький оборонний фонд, який використовується для закупівлі обладнання для України, отримав нове фінансування протягом останніх тижнів, і закликав французькі збройові компанії інвестувати в Україну.
Командувач Сухопутних військ Олександр Сирський заявив, що Україна потребує більше штурмових літаків, включаючи літаки для підтримки піхоти і для запуску ракет дальнього радіусу дії. Сирський сказав, що американські винищувачі A-10 Thunderbolt II і ударні вертольоти AH-64 Apache могли б суттєво змінити ситуацію на полі бою. Буданов заявив, що з літа 2023 року Росія збільшила кількість вироблених боєприпасів, але їхня якість погіршилася. На російську Кубань упала ракета збройних сил РФ, місцева влада перекрила дорогу.
Міністерство оборони Великої Британії повідомило, що вплив війни в Україні на охорону здоров'я в Росії, ймовірно, відчує на собі цивільне населення. У російських ЗМІ з'явилися повідомлення про проблеми з доступом цивільного населення до медичних послуг по всій країні і про дефіцит медичних препаратів, у тому числі широкого спектру антибіотиків. На думку міністерства, «війна, ймовірно, зробила значний внесок у цю ситуацію, оскільки лікарні мали справу з пораненими військовослужбовцями. Уряд також був змушений скоротити охорону здоров'я по всій країні через нестачу медичного персоналу та фінансовий тиск».

### 14 січня

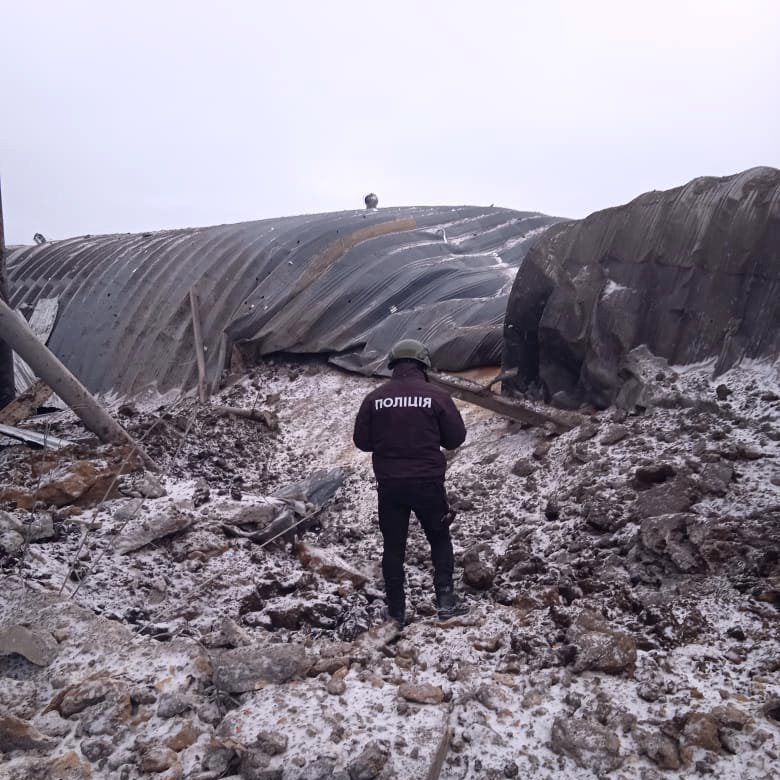
Залишки зерносховища у Вовчанську після російського обстрілу, 14.01.2024

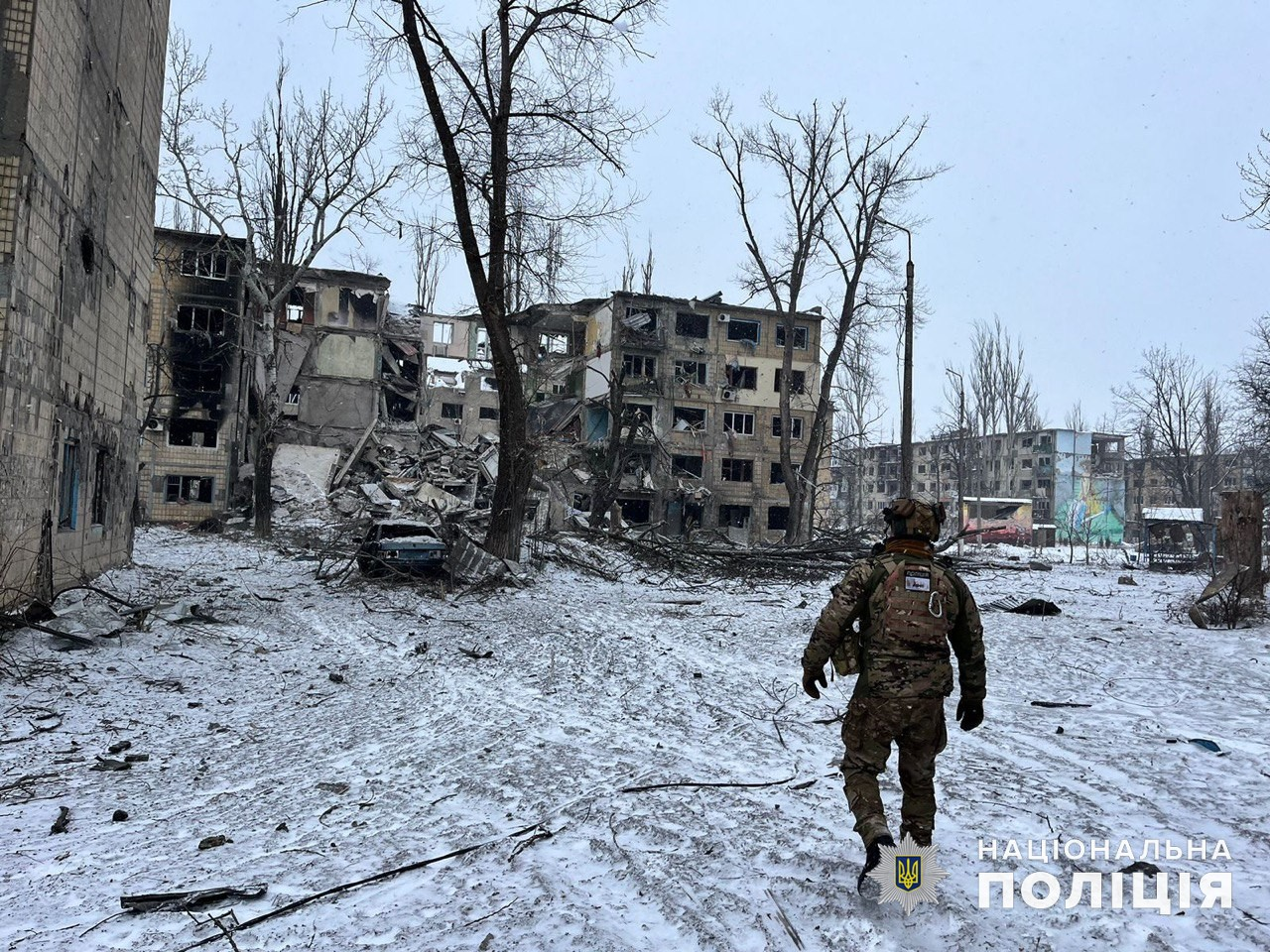
Руїни будинків в Авдіївці

За даними ISW, Росія готувалася до наступу в період з 12 січня по 2 лютого, коли замерзла земля на півдні та сході України мала би бути сприятливою для механізованих військ. Як наслідок, російські війська, ймовірно, активізують наступальні дії на сході країни, але, на думку Інституту, ці зусилля не призведуть до прориву на фронті. Аналогічної думки дотримуються і російські військові блогери. Тим часом позиційні бої тривали на лінії Куп'янськ-Кремінна, під Бахмутом та Авдіївкою, на кордоні Донецької та Запорізької областей, на заході Запорізької області та на сході Херсонської області.
Росія атакувала на Куп'янському, Лиманському, Бахмутському, Авдіївському, Мар'їнському та Запорізькому напрямках, де відбулося 94 бойових зіткнення. На Куп'янському, Лиманському та Бахмутському напрямках українці відбили три атаки в районі Синьківки та Петропавлівки, 14 — в районі Макіївки, Білогорівки та Верхньокам'янського, п'ять — біля Ключівки та Андріївки. На Авдіївському та Мар'їнському напрямках росіяни продовжували спроби оточити Авдіївку, але українці тримали оборону, відбивши 11 атак біля Новобахмутівки, Степового та Авдіївки і 14 — біля Первомайського та Невеля. Також вони відбили 16 обстрілів поблизу Красногорівки, Мар'їнки та Новомихайлівки. На Запорізькому напрямку російські війська здійснили 10 невдалих обстрілів на захід від Вербового та Роботиного. Протягом доби РФ здійснила сім ракетних ударів, 60 авіаударів та 64 обстріли українських позицій та населених пунктів (повідомляється про жертви серед мирного населення та зруйновану інфраструктуру). Українська авіація завдала чотири авіаудари по районах зосередження, а артилерія обстріляла три райони зосередження, зенітну установку та два склади боєприпасів. Крім того, росіяни все частіше відмовлялися виконувати накази, тому командування вирішило експериментувати з додатковою стимуляцією, що спотворювало відчуття реальності і призводило до смертей. Згідно з повідомленнями, особовий склад 108-го штурмового полку систематично видавав наркотичні та психотропні речовини особовому складу повітряно-десантної дивізії. Ці препарати викликали ейфорію і притупляли біль. Солдатам, які їх вживали, було легше приймати атаки, не боячись поранень або смерті.
В Мелітополі партизани підірвали автомобіль з чотирма російськими військовослужбовцями. Російські війська випустили 28 снарядів у напрямку Херсона, влучивши в житлові квартали та портову інфраструктуру, внаслідок чого шість осіб отримали поранення.
Уряд Швеції та норвезька компанія Nammo підписали угоду про збільшення виробництва 155-мм артилерійських боєприпасів для України з одночасним збільшенням шведських запасів.
У швейцарському Давосі відбувся четвертий Український мирний саміт, на якому представники 83 країн і міжнародних організацій обговорили запропонований Україною мирний план припинення війни з Росією. На саміті було запропоновано створити міжнародну групу у складі міністрів оборони та радників з питань національної безпеки різних країн для спільної розробки механізму виведення російських військ.
Увечері районі Кирилівки було збито російський літак А-50У «Сергей Атаянц». Російський літак Іл-22М11 здійснював чергування в районі Стрілкового, його було підбито близ узбережжя Азовського моря, він провів аварійну посадку в Анапі. Російські «ЗМІ» повідомляли, що Іл-22М11 було вражено власними військами. Усього було виготовлено 40 літаків А-50, українській стороні відомо про використання РФ восьми з них із початку вторгнення. За даними Буданова, у РФ залишилося 8 літаків А-50 у робочому стані. Під час атаки було ліквідовано командира В'ячеслава Левченка, старшого пілота майор Віктора Клімова, літак посадив другий пілот.

### 15 січня
За даними ISW, російські війська просунулися на захід від Донецька та поблизу Кринок. Міністерство оборони Великої Британії повідомило, що за минулий тиждень ні російські, ні українські сили не захопили жодної значної території. Росія, незважаючи на захоплення Мар'їнки наприкінці грудня, не змогла скористатися цим і здійснити подальше просування ні на захід до Курахового, ні на південь до Новомихайлівки. За даними Міністерства, оточення Авдіївки, ймовірно, було ключовою метою Росії, але вона отримала дуже обмежені територіальні здобутки. Село Степове, з іншого боку, залишилося під контролем України, що забезпечило шлях постачання до Авдіївки.
Російська армія атакувала на Куп'янському, Лиманському, Бахмутському, Авдіївському, Мар'їнському та Запорізькому напрямках, де відбулося 94 бойових зіткнення. На Куп'янському, Лиманському та Бахмутському напрямках українці відбили два обстріли в районі Синьківки, 13 — в районі Терни, Ямполівки, Торського, 19 — в районі Сербського лісу, Білогорівки, Григорівки, Верхньокамінського та Веселого, а також сім — біля Іванівського, Ключівки та Андріївки. На Авдіївському та Маріїнському напрямках росіяни продовжували спроби оточити Авдіївку, але українці тримали оборону, відбивши 18 атак біля Новобахмутівки, Степового та Авдіївки, та 16 — біля Північного, Первомайського та Невельського. Також було відбито 16 обстрілів поблизу Красногорівки, Георгіївки, Побєди та Новомихайлівки. На Запорізькому напрямку російські війська здійснили три невдалі атаки на захід від Вербового та Роботиного. Протягом дня Росія здійснила один ракетний наліт, 68 авіаударів та 78 обстрілів українських позицій та населених пунктів (повідомляється про жертви серед мирного населення та зруйновану інфраструктуру). Українська авіація завдала 22 авіаудари по районах зосередження та один по зенітно-ракетному комплексу, а артилерія — по трьох районах зосередження, восьми артилерійських установках, зенітному комплексу та двох радіолокаційних станціях.
Опівночі російські військові вдарили по Станіславу Херсонської області з артилерії, постраждала 77-річна жінка. Коли на рятувальні роботи прибули працівники ДСНС, по ним також було завдано удару вже з дронів, четверо рятувальників дістали поранення. За перші два тижні нового року ворог скинув близько 250 керованих авіабомб на Авдіївку.
Російські війська 110 разів обстріляли (з мінометів, ракет і гранатометів) область, атакувавши шість сіл уздовж кордону з Росією: Білопілля, Велику Писарівку, Миропілля, Краснопілля, Новослобідське і Юнаківку.

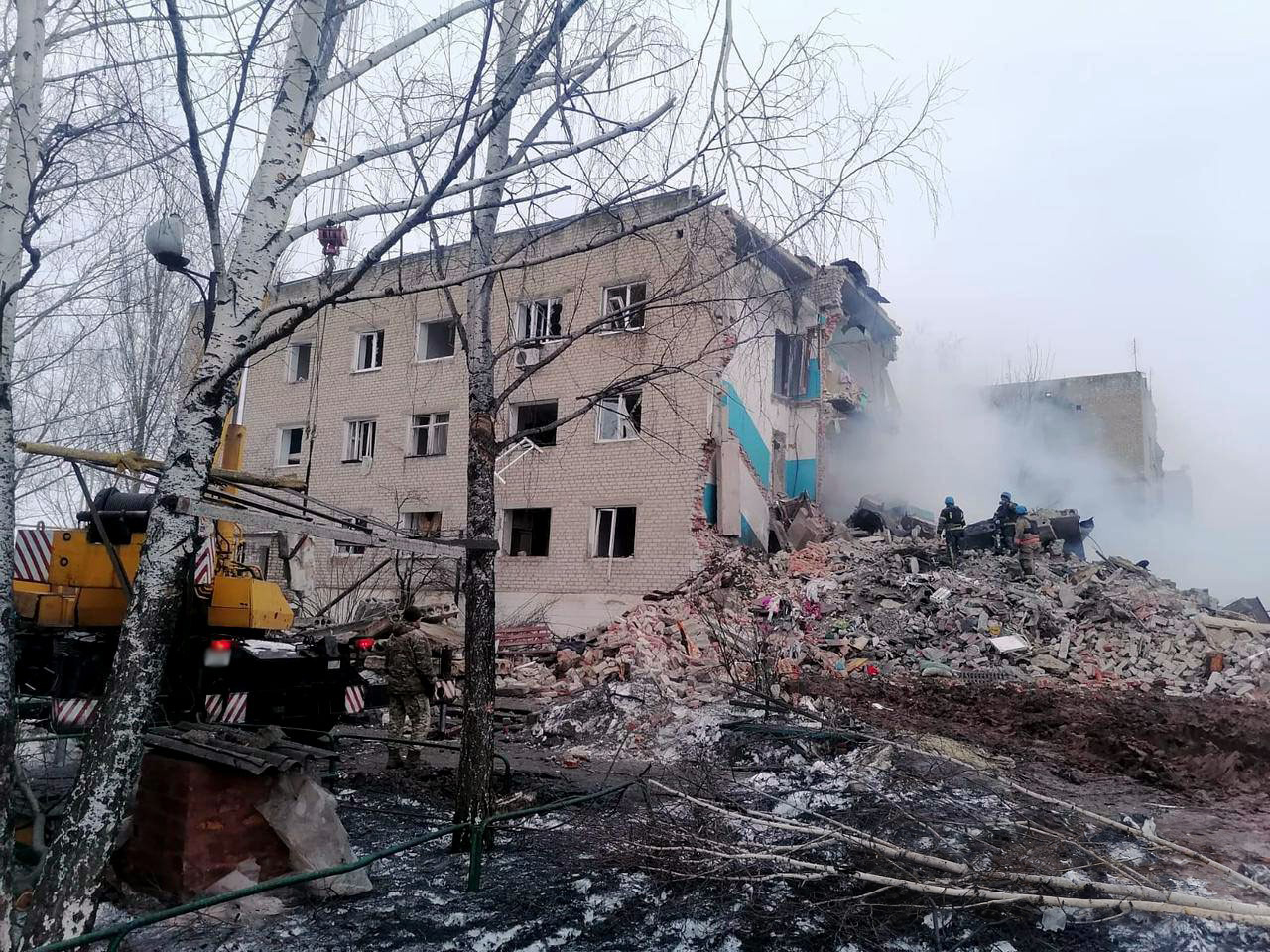
Зруйнований будинок у Нью-Йорку

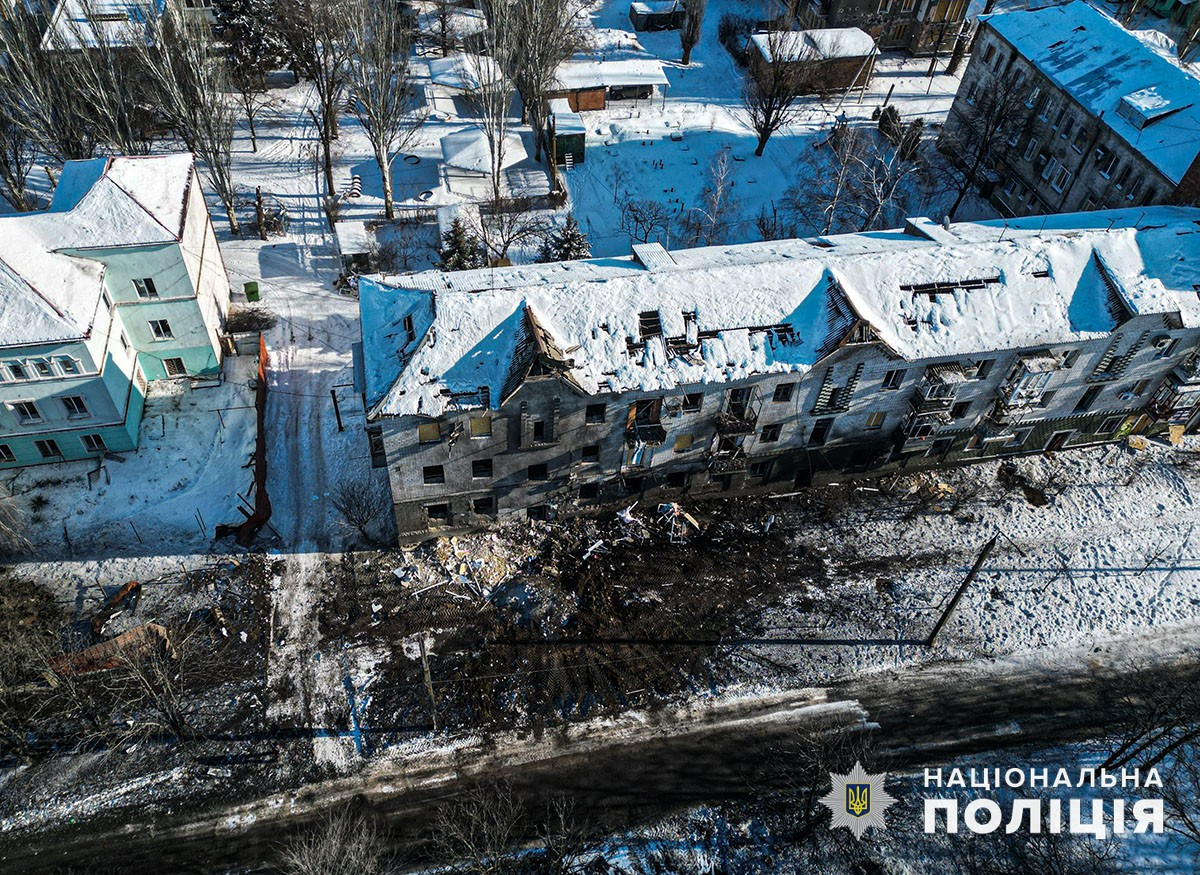
Будинки в Кураховому після ракетної атаки

Представники української військової розвідки повідомили, що Росія щомісяця мобілізує близько 30 000 осіб, у тому числі близько 1 000 — 1 100 новобранців. Станом на початок січня 2024 року на окупованих Росією територіях перебувало понад 460 000 російських солдатів.
Вночі росіяни завдали ударів по Нью-Йорку в Донецькій області, обвалився під'їзд багатоповерхівки, постраждали люди. Крім того, вночі було нанесено три ракетних удара по Кураховому. Пошкоджено понад 10 багатоповерхівок та адмінбудівля, постраждалих не було.
У межах візиту до Швейцарії Президент Зеленський провів переговори з Президенткою Швейцарії Віолою Амгерд.
Управління ООН з координації гуманітарних справ заявило, що 14,6 млн українців потребують гуманітарної допомоги, що становить 40 % населення країни. Ця цифра не включала 6,3 млн українців, які втекли за кордон. Для задоволення потреб українського населення Управлінню з координації гуманітарних питань необхідно $3,1 млрд для підтримки 8,5 млн українців. Крім того, Управління Верховного комісара ООН у справах біженців висловило сподівання, що міжнародні партнери та донори нададуть $1,1 млрд для підтримки 2,3 млн українських біженців та організацій, які приймають їх за кордоном.

### 16 січня
Вночі серія вибухів пролунала над російським Воронежем. Російська служба ВВС повідомляє, що прогриміло «близько 10 вибухів». Міноборони РФ заявило, що збило над Воронезькою областю 5 українських безпілотників. Губернатор Воронезької області Олександр Гусєв повідомив, що уламки збитого дрона потрапили до квартири. В результаті дівчинка 2013 року народження отримала різані рани руки, ноги та шиї, медичну допомогу їй надали на місці.
На думку ISW, заяви Володимира Путіна, в яких Латвію звинувачували у «вигнанні етнічних росіян», були частиною політики Росії, спрямованої на загострення напруженості у відносинах з країнами Балтії, і не випливають з реальних подій. Не було жодних вказівок на ймовірність нападу Росії на країни Балтії, але не можна було виключати, що Путін створював сприятливі умови для майбутніх дій за кордоном під приводом захисту росіян, які проживають в країнах колишнього СРСР. Тим часом російські війська здійснили підтверджені просування в районі Кремінної та Бахмута в рамках позиційних боїв по всій лінії фронту.
Росія атакувала на Лиманському, Бахмутському, Авдіївському, Мар'їнському та Запорізькому напрямках, де відбулося 98 бойових зіткнень. На Лиманському та Бахмутському напрямках українці відбили 11 атак поблизу Терни, Ямполівки, Торського, 17 — біля Макіївки, Білогорівки, Сербського лісу, Григорівки та Веселого, а також дев'ять — біля Іванівського, Ключівки та Андріївки. На Авдіївському та Маріїнському напрямках росіяни продовжували спроби оточити Авдіївку, але українці тримали оборону, відбивши 20 атак біля Новобахмутівки, Степового та Авдіївки, 15 — біля Первомайського та Невельського. Також вони відбили 17 обстрілів поблизу Красногорівки, Георгіївки, Побєди та Новомихайлівки. На Запорізькому напрямку російські війська здійснили один невдалий обстріл на захід від Вербового. Протягом доби Росія здійснила чотири ракетних удари, 29 авіаударів та 49 обстрілів українських позицій та населених пунктів (повідомляється про жертви серед мирного населення та зруйновану інфраструктуру). Українські військово-повітряні сили здійснили один авіаудар по району зосередження, а артилерія обстріляла район зосередження, два блокпости та два склади боєприпасів противника.

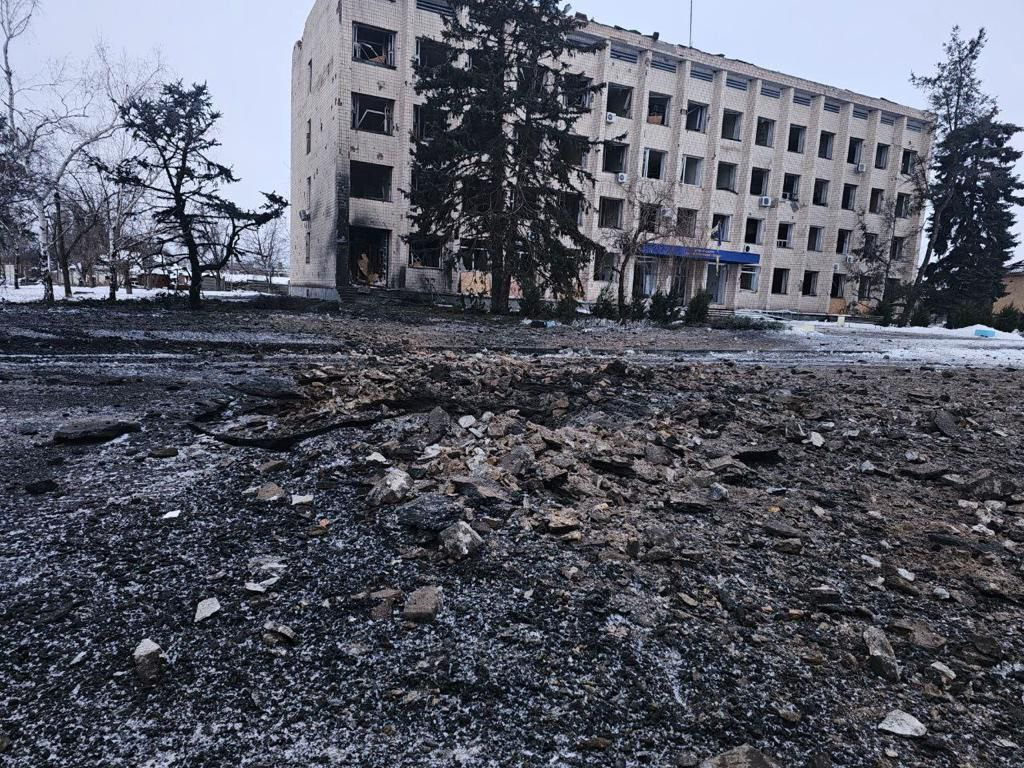
Центр надання адміністративних послуг в Оріхові після російських обстрілів

В Донецькій, Миколаївській, Херсонській та Запорізькій областях внаслідок російських обстрілів загинув один мирний житель, ще 11 отримали поранення. Голова ОВА Олександр Прокудін повідомив, що Херсонська область зазнала 99 обстрілів, і лише Херсон був обстріляний 16 разів. Цілями обстрілів були житлові квартали, адміністративна будівля та місцевий притулок «Точка незламності». Голова ОВА Юрій Малашко заявив, що російські війська атакували Запорізьку область 162 рази, було пошкоджено 25 об'єктів інфраструктури.

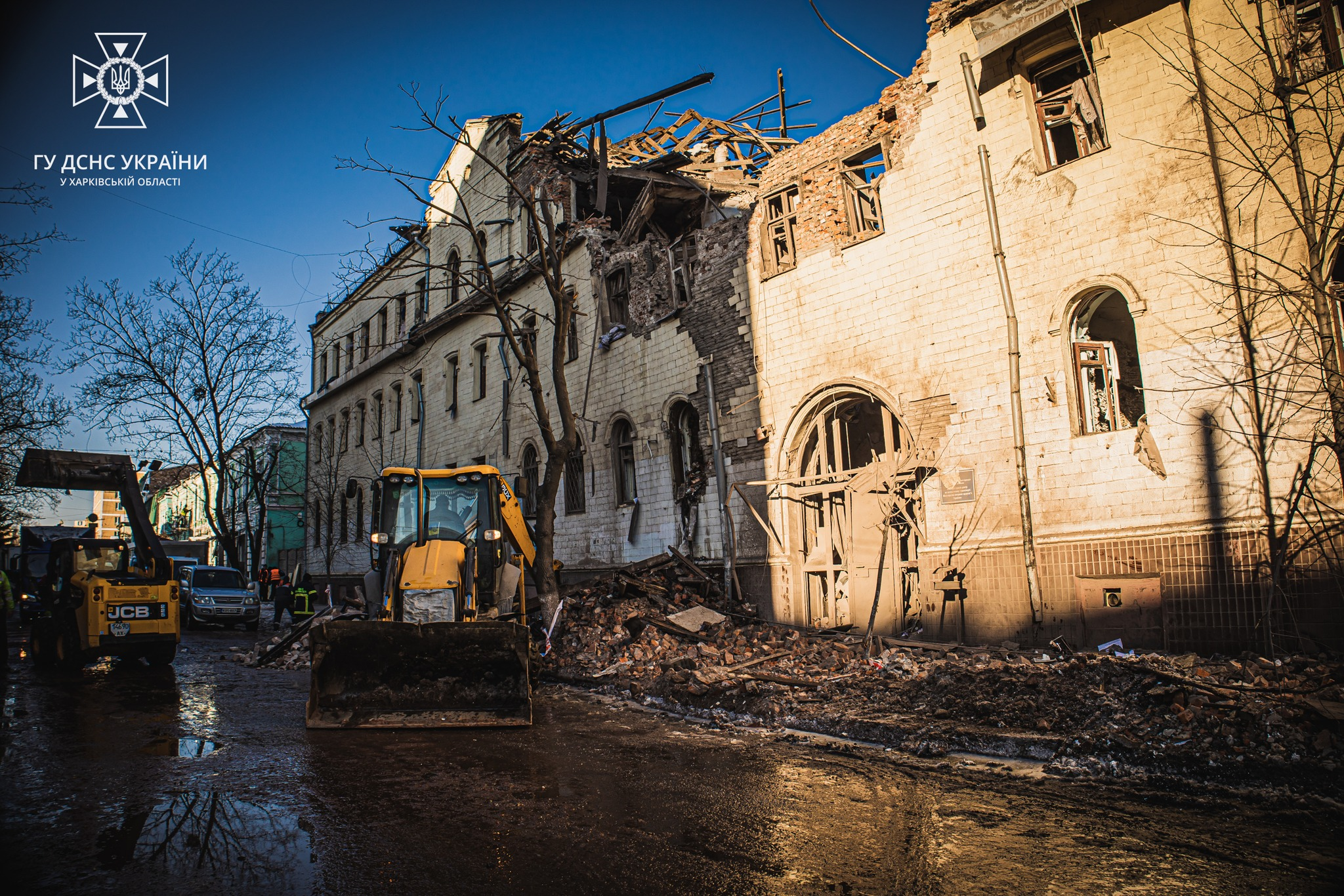
Зруйнована санепідстанція (будівля лікарні XIX століття) в Харкові

Після 21:42 російські війська завдали двох ударів по Харкову ракетами С-300 із боку російського Бєлгорода. У Холодногірському районі пошкоджені фасади приблизно 20 багатоквартирних житлових будинків, приміщення приватної медичної установи, знищені 14 автівок, постраждали 17 людей. Пошкоджені 24 історичні будівлі.
Канцлер Німеччини Олаф Шольц у телефонній розмові з Президентом США Джо Байденом заявив, що Берлін надасть Україні понад 7 млрд євро на безпекову та гуманітарну допомогу у 2024 році.
Україна та Федеративна Республіка Німеччина підписали угоду про довгострокові зобов'язання у сфері безпеки на 10 років.
Американське агентство Bloomberg повідомило, що Латвія формує альянс з близько 20 країн для спільної роботи над підтримкою українського арсеналу безпілотників.
Прем'єр-міністр України Денис Шмигаль повідомив, що український уряд схвалив виділення 20,9 млн доларів з Резервного фонду для забезпечення нагальних потреб армії, які будуть спрямовані на закупівлю боєприпасів, тепловізорів, безпілотників та інших засобів.
Президент Зеленський взяв участь у відкритті Всесвітнього економічного форуму у Швейцарії, зустрівся з Генеральним секретарем НАТО Столтенбергом, якому подякував за «сильну підтримку» з боку Альянсу та обговорив ситуацію на лінії фронту. Він також зустрівся з президентом Польщі Анджеєм Дудою, з яким обговорив питання блокади кордону, ситуацію на полі бою та подальшу допомогу Україні. Дуда також зазначив, що новий прем'єр-міністр Дональд Туск відвідає Київ пізніше. Росія заявила, що мирний план, запропонований Україною на Всесвітньому економічному форумі в Давосі, не відповідає дійсності.

### 17 січня
Протягом доби було ліквідовано 730 окупантів. Вночі Україну було атаковано дронами-камікадзе та ракетами комплексу С-300. Росіяни застосували 20 ударних БпЛА типу Shahed-136/131. Силами та засобами протиповітряної оборони України 19 ударних БпЛА знищено. На лівому березі Дніпра ЗСУ знищили спостережний пункт і станцію «Леопард».

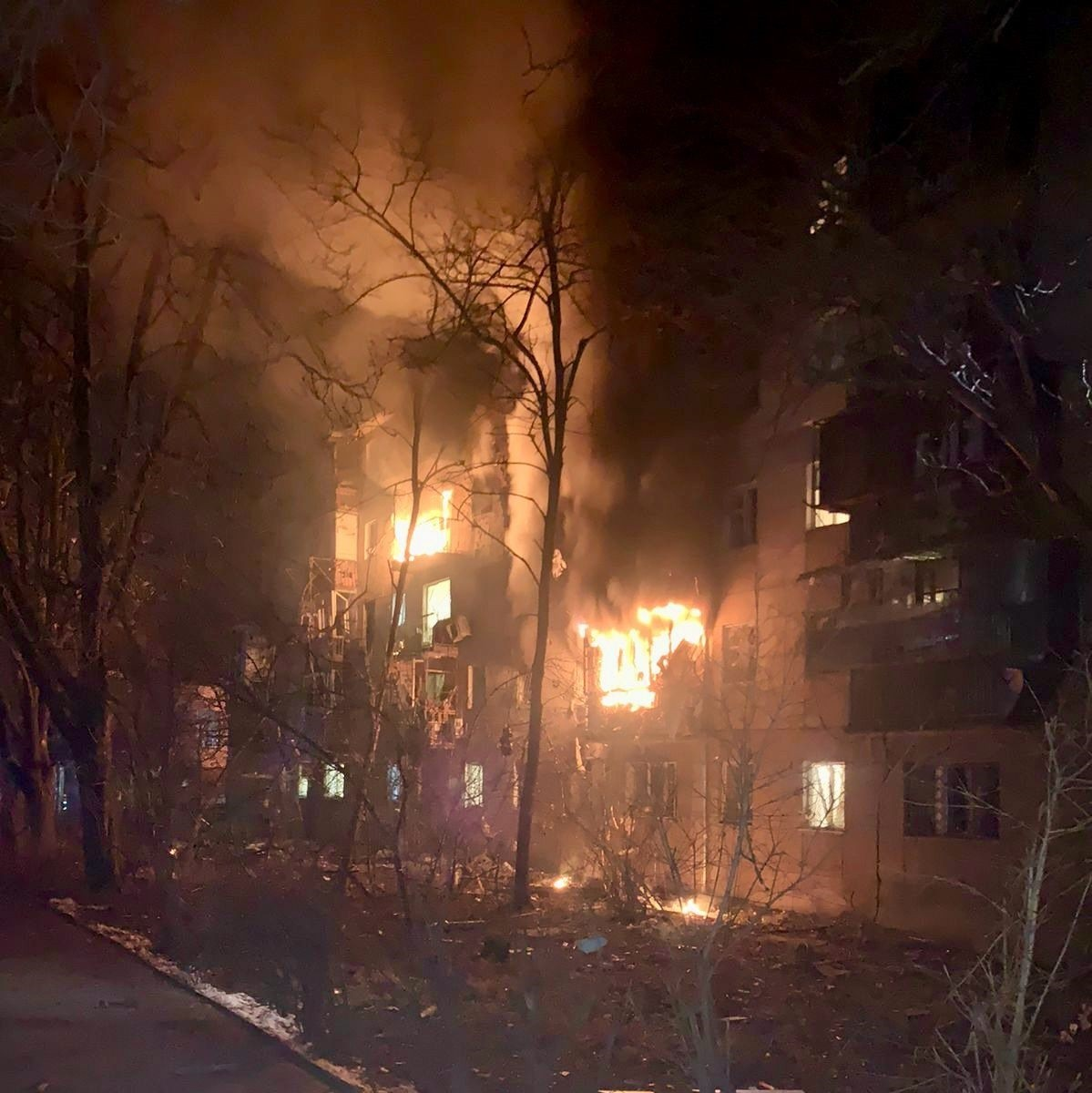
Пошкоджений будинок в Одесі

В Одесі російськими дронами пошкоджено фасад житлового будинку, згоріли кілька автівок та пошкоджена траса теплопостачання. Сталося загорання газової магістралі, 130 мешканців евакуювали, 58 будинків лишилися без опалення. Трьох людей поранено. Росіяни поцілили по сільськогосподарському та аграрному підприємствах надзвуковими протикорабельними ракетами Онікс в Одеському і Білгород-Дністровському районах. Внаслідок російського обстрілу в Чугуєві загинула жінка, було пошкоджено навчальний заклад. У Малому Бурлуку на Харківщині загинула жінка, поранено двоє дітей.
У Німеччині впродовж тривалого часу точаться суперечки щодо передачі Україні далекобійних ракет Taurus. Бундестаг і цього разу не схвалив надання цього типу озброєння на потреби ЗСУ. Німеччина оголосила про черговий пакет військової допомоги Україні, який включав боєприпаси для танків Leopard 1, 16 важких автомобілів Zetros, вісім бронетранспортерів, п'ять прикордонних машин і три інші транспортні засоби, а також 50 мобільних супутникових терміналів SatCom, 25 розвідувальних безпілотників RQ-35 Heidrun і 1840 шоломів. Німеччина також планувала поставити 15 зенітних установок Gepard.
Норвегія запланувала виділити $190 млн для збільшення виробництва боєприпасів та посилення оборонної промисловості країни. Частина озброєння буде надана Україні, як допомога у боротьбі з російським агресором.

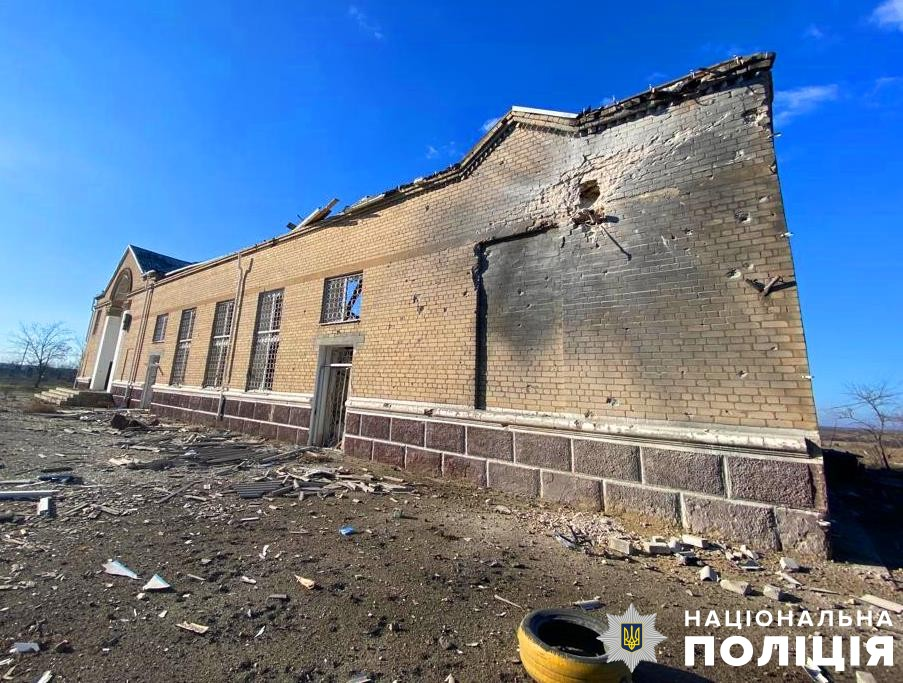
Будинок культури в Тягинці після обстрілу

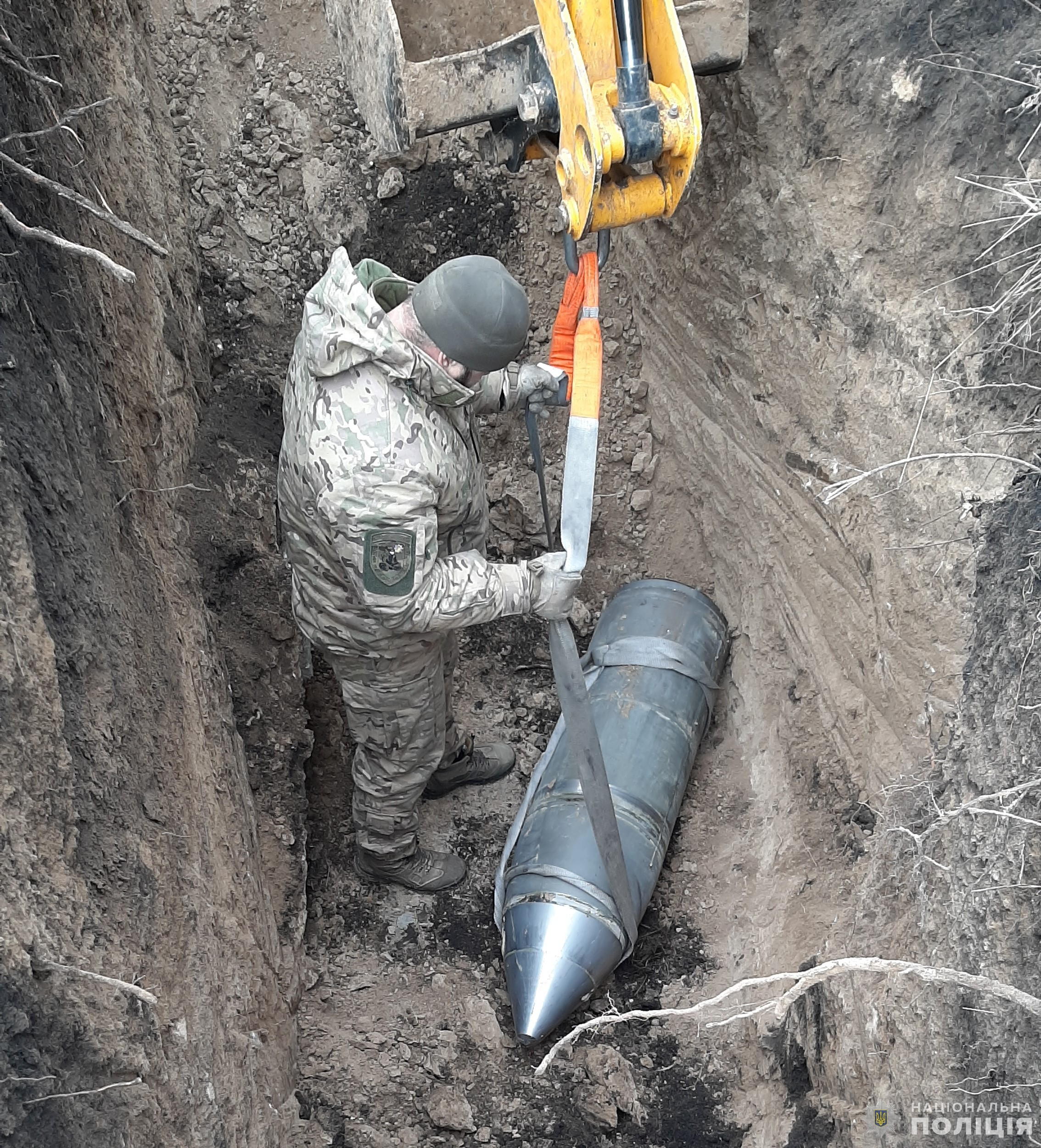
Знешкодження збитої ракети «Кинджал» у Кіровоградській області

Росіяни атакували на Куп'янському, Лиманському, Бахмутському, Авдіївському, Мар'їнському та Шахтарському напрямках, де відбулося 78 бойових зіткнень. На Куп'янському, Лиманському та Бахмутському напрямках українці відбили шість атак біля Пісківки, 13 — біля Тернового, Ямполівки, п'ять — біля Макіївки, Білогорівки та вісім — біля Іванівського, Ключівки та Андріївки. На Авдіївському та Маріїнському напрямках росіяни продовжували спроби оточити Авдіївку, але українці тримали оборону, відбивши 13 атак в районі Новоклинового, Новобахмутівки та Авдіївки, та 14 — біля Північного, Первомайського та Невельського. Також було відбито 10 атак поблизу Красногорівки, Георгіївки, Мар'їнки та Новомихайлівки. На Шахтарському напрямку російсько-терористичні війська здійснили один невдалий обстріл на північ від Новодонецька. Протягом дня росіяни здійснили дев'ять ракетних ударів, 128 авіаударів та 77 обстрілів українських позицій та населених пунктів (є жертви серед мирного населення та пошкодження інфраструктури). Українська авіація завдала сім авіаударів по районах зосередження, один по блокпосту і п'ять по зенітно-ракетних комплексах, а артилерія — по двох блокпостах, району зосередження, трьом радіолокаційним станціям, двом зенітним комплексам, двом артилерійським установкам і двом складам боєприпасів.
Міністр з питань стратегічних галузей промисловості Олександр Камишин заявив, що Україна застосувала першу гібридну систему протиповітряної оборони в рамках програми «FrankenSAM», спільного американсько-українського дослідницького проекту, щоб збити запущений Росією безпілотник. Білий дім повідомив, що президент Байден зустрівся з лідерами Конгресу, щоб обговорити фінансування допомоги Україні. Президент Байден наголосив на важливості ресурсів, яких потребує Україна, включаючи засоби протиповітряної оборони та артилерії для відбиття російського вторгнення. Потім він закликав Конгрес надати додаткове фінансування, підкресливши високу ціну бездіяльності США і НАТО, і пообіцяв досягти двопартійної угоди щодо прикордонної політики і необхідності додаткових ресурсів на кордоні.
Міністерство оборони Росії заявило, що над Бєлгородською областю було збито 11 ракет (сім ракет комплексу «Вільха» і чотири ракети комплексу RM-70) і чотири безпілотники. Одна людина отримала поранення, було завдано шкоди житловим районам, згоріла комерційна будівля. Повідомлялося про відключення електроенергії в одному селі. Мер Москви Сергій Собянін заявив, що засоби протиповітряної оборони збили безпілотник у Подольському районі Московської області. За даними російських ЗМІ, Санкт-Петербург був атакований безпілотниками, два з яких були збиті у Фінській затоці, а третій вибухнув між двома паливними резервуарами на нафтопереробному заводі. Джерело Reuters в РНБ України повідомило, що всі безпілотники досягли своїх цілей. За заявою губернатора Санкт-Петербурга, місто зазнало удару, але жертв немає. Міністерство оборони Росії заявило про збиття одного безпілотника над територією Ленінградської області.

### 18 cічня

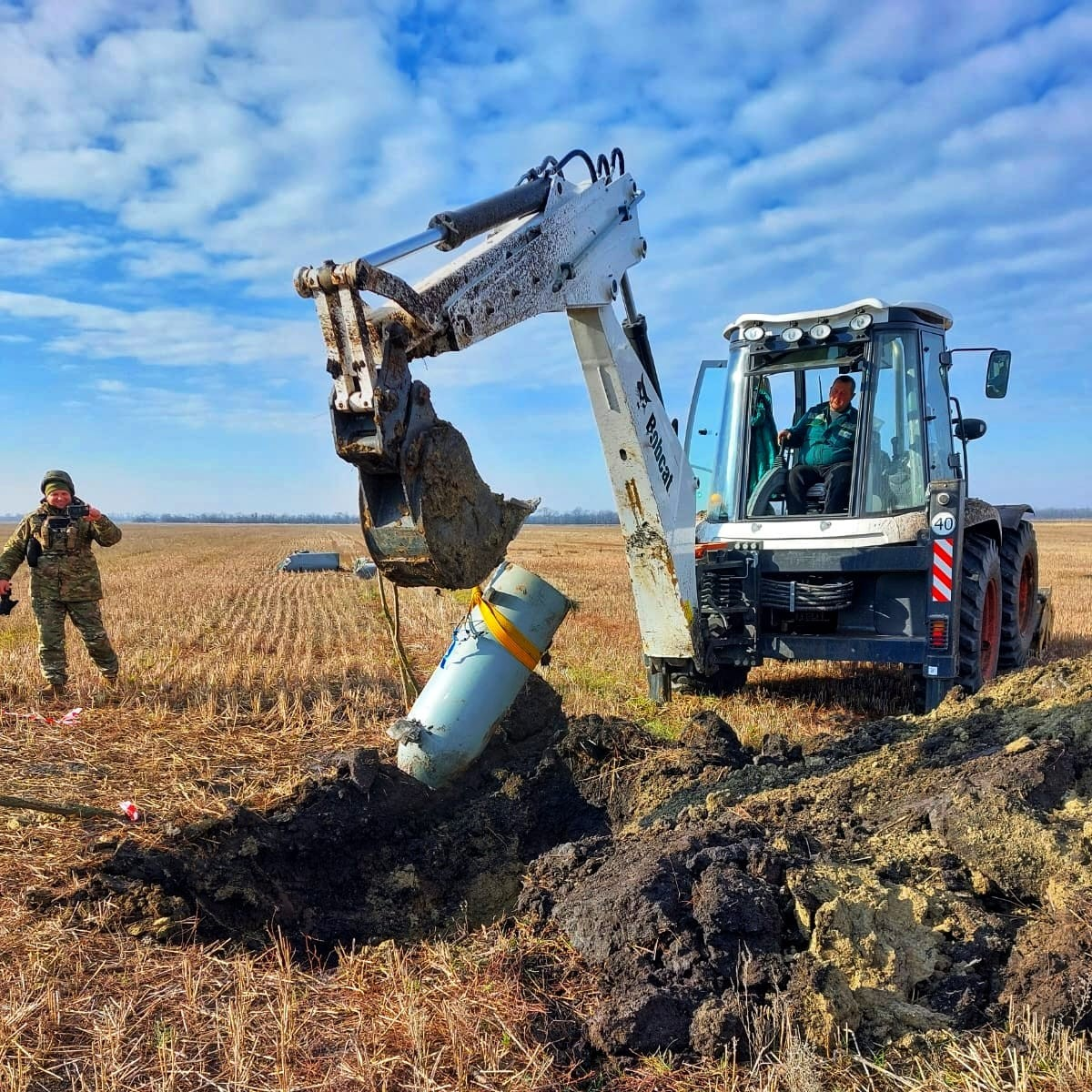
Знешкодження бойової частини ракети Х-101 у Херсонській області

За інформацією ISW, глава МЗС Росії Сергій Лавров підтвердив, що цілі Росії в Україні залишаються незмінними, і що Росія не зацікавлена в переговорах з Україною і Заходом. Російські війська здійснили підтверджені просування в районі Бахмута, Авдіївки та на кордоні Донецької та Запорізької областей в рамках продовження позиційних боїв на лінії фронту. Крім того, російська окупаційна влада продовжила зусилля з відновлення логістичної інфраструктури на окупованій території України. Вночі над Сумською областю було знищено 6 БпЛА Shahed-136/131. Уламки БпЛА спричинили руйнування технічного приміщення та загоряння двох вантажівок у Сумах.

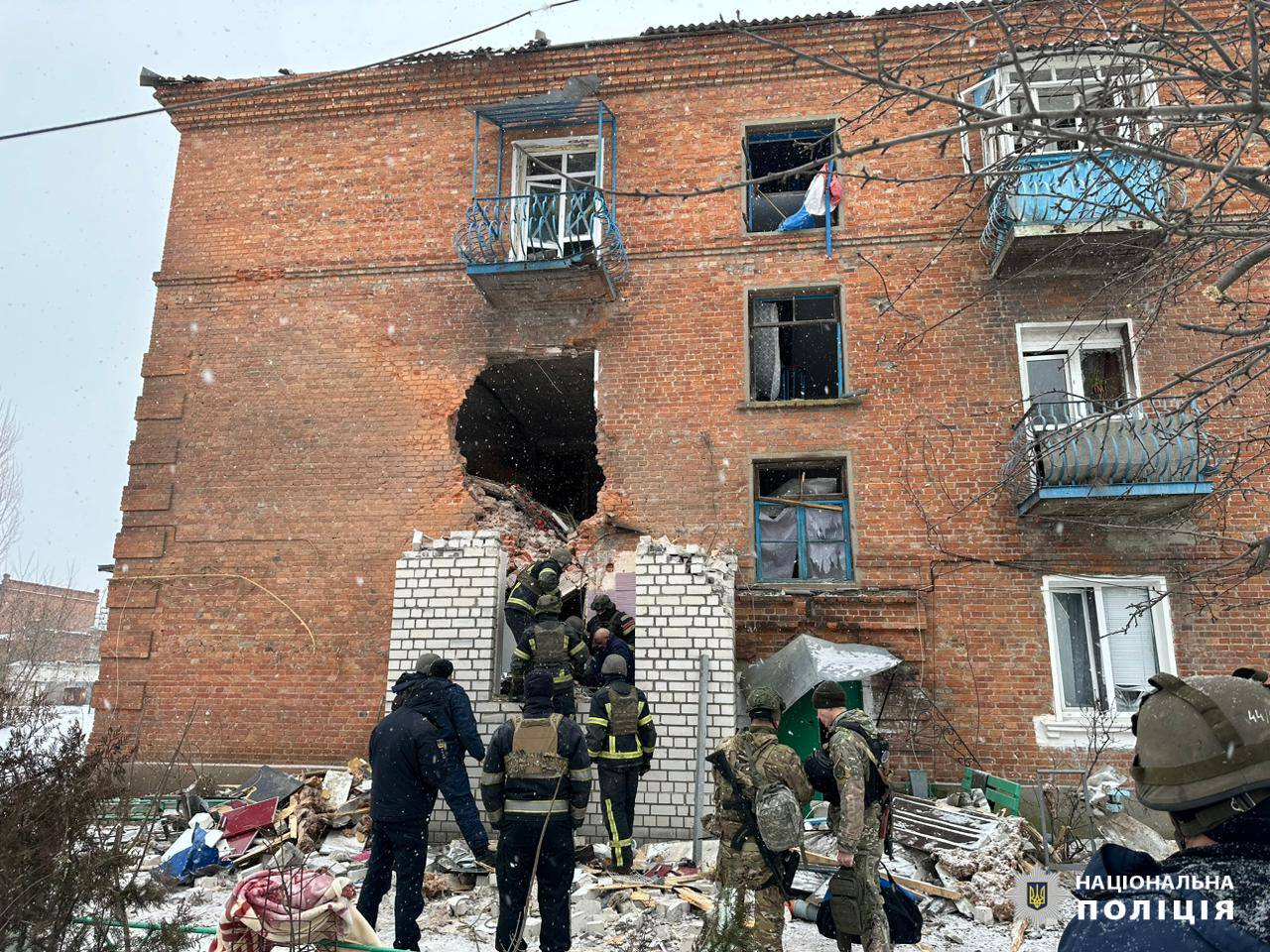
Житловий будинок у Куп'янську після російського обстрілу. 18 січня 2024

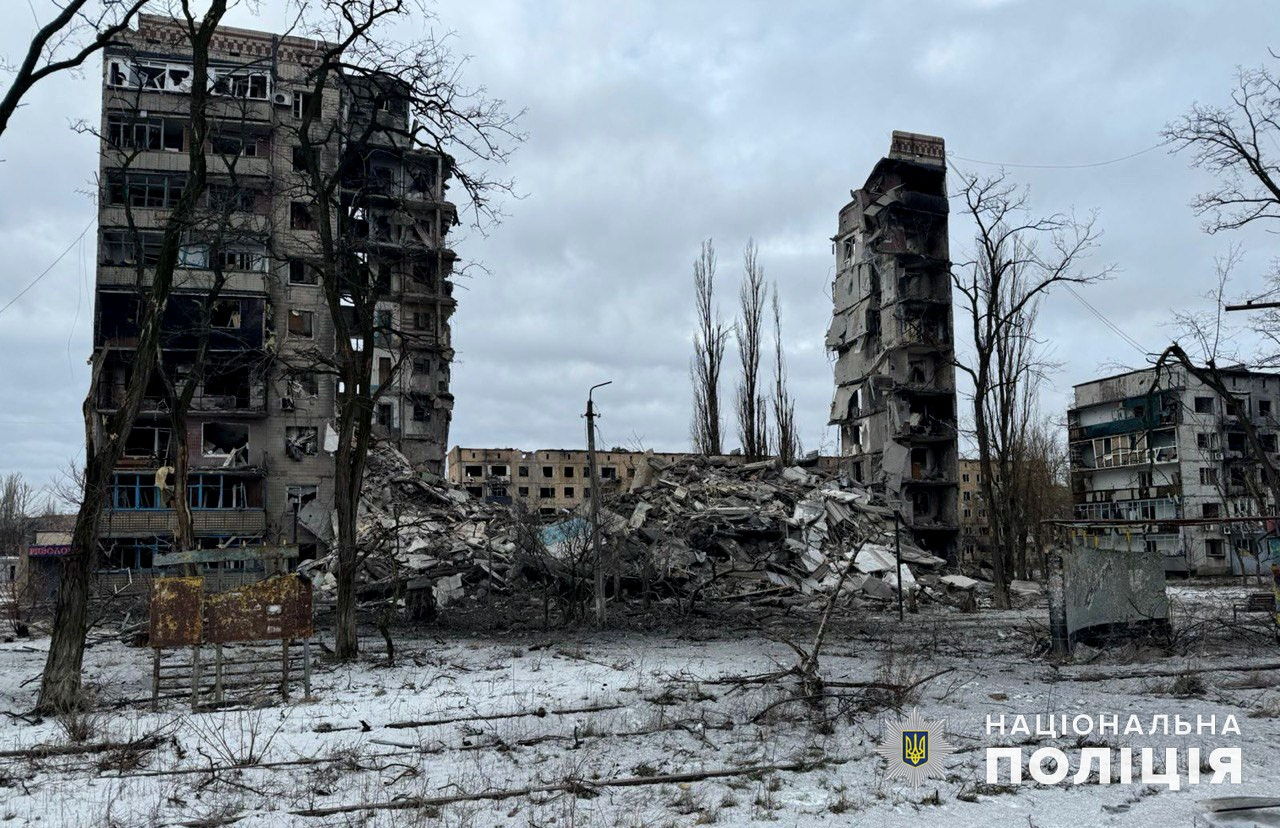
Рештки будинку в Авдіївці

Росія атакувала на Куп'янському, Лиманському, Бахмутському, Авдіївському, Мар'їнському, Шахтарському та Запорізькому напрямках, де відбулося 128 бойових зіткнень. На Куп'янському, Лиманському та Бахмутському напрямках українці відбили 18 обстрілів у районі Пісківки, Петропавлівки, Табаївки та Берестівки, 15 — у районі Терни, Ямполівки, вісім — у районі Серебряного лісу, Білогорівки та два — у районі Богданівки. На Авдіївському та Маріїнському напрямках росіяни продовжували спроби оточити Авдіївку, але українці тримали оборону, відбивши 27 атак в районі Новоклинового, Новобахмутівки та Авдіївки, та 17 — в районі Первомайського та Невельського. Також було відбито 15 атак поблизу Красногорівки, Мар'їнки та Новомихмутівки. На Шахтарському та Запорізькому напрямках російські війська здійснили дев'ять невдалих обстрілів на захід від Старомайорського та південь від Урожайного, а також на захід від Верхнього та Роботиного. Протягом 24 годин Російська Федерація здійснила два ракетних удари, 81 авіаудар та 45 обстрілів українських позицій та населених пунктів (повідомлялося про жертви серед цивільного населення та зруйновану інфраструктуру). Українська авіація здійснила п'ять авіаударів по районах зосередження, а артилерія завдала ударів по району зосередження та двом блокпостам.
З опівночі до ранку Росія запустила 33 безпілотники з Приморсько-Ахтарська і Курської області, атакуючи північ і південь України. Українська протиповітряна оборона знищила 22 безпілотники, а кілька безпілотників не досягли своїх цілей. Щонайменше дві ракети С-300 були також запущені з Бєлгородської області в напрямку Харківської області. У Сумській, Миколаївській, Херсонській, Дніпропетровській, Кіровоградській та Хмельницькій областях працювала протиповітряна оборона.
Російські війська атакували Куп'янськ, влучивши у багатоповерховий будинок, внаслідок чого одна людина загинула, ще двоє отримали поранення. Росія здійснила напади на Херсонську область, у тому числі щонайменше 11 обстрілів Херсона, в яких постраждали щонайменше троє цивільних. Російська армія відновила атаки на Херсон, у центрі міста лунали вибухи.
Російське конструкторське бюро «Стратім» запустило виробництво бюджетного аналога іранського ударного дрону «Shahed» під назвою «Яструб». Дрон має дальність польоту 350 кілометрів. У звіті інституту також повідомляється, що міністр оборони Росії Сергій Шойгу відвідав у Московській області Державне машинобудівне конструкторське бюро «Радуга», дочірнє підприємство Корпорації "Тактичне ракетне озброєння" (КТРВ). Раніше Шойгу дав підприємству завдання збільшити дальність польоту невстановленої зброї з 250 до 300 кілометрів.
Міністр оборони Франції Себастьян Лекорню оголосив про збільшення допомоги Україні, включаючи план підготовки 7000-9000 українських солдатів і формування «артилерійської коаліції» з 23 країн для виробництва більшої кількості артилерійського озброєння для України. Лекорню оголосив про постачання Україні 78 самохідних гаубиць CAESAR (до 2025 року), передачу 50 бомб AASM Hammer на місяць і збільшення кількості ракет, що постачаються в Україну, з 2 000 до 3 000 на місяць. За оцінками французького парламенту, французька військова допомога Україні склала 3,2 млрд євро. Австралія відхилила запит України на придбання 45 списаних гелікоптерів NHIndustries NH90, посилаючись на їхню нездатність до польотів і величезні витрати на ремонт.
Речник української військової розвідки Вадим Скібіцький заявив, що російські військові модернізували крилату ракету Х-101. Після аналізу уламків збитої ракети «2022» було встановлено, що вона повністю відрізняється від оригінальної ракети Х-101, оскільки були додані система радіоелектронної боротьби, захист, теплові пастки та інші функції. У Севастополі силами українських партизан було затоплено російський сторожовий корабель типу «Тарантул».

### 19 січня
Росіяни атакували на Куп'янському, Лиманському, Бахмутському, Авдіївському, Мар'їнському, Шахтарському та Запорізькому напрямках, де відбулося 103 бойових зіткнення. На Куп'янському, Лиманському та Бахмутському напрямках українці відбили 12 обстрілів у районі Синьківка, Петропавлівка, Табаївка та Берестове Харківської області, Тернів, Ямполівки, Верхньокам'янського Донецької області та ще 15 атак в районах Серебрянського лісництва, Білогорівки Луганської області, а також по чотири — у районі Андріївки та Кличівки. На Авдіївському та Мар'їнському напрямках росіяни продовжували спроби оточити Авдіївку, але українці тримали оборону, відбивши 14 атак під Авдіївкою та 19 — під Тоненьким, Первомайським та Невелем. Також вони відбили 12 атак поблизу Георгіївки, Мар'їнки та Новомихайлівки. На Шахтарському та Запорізькому напрямках російські війська здійснили чотири невдалі атаки на південь від Золотої Ниви та на захід від Вербового. Протягом дня Росія здійснила один ракетний наліт, 23 авіаудари та 59 обстрілів українських позицій та населених пунктів (повідомляється про жертви серед мирного населення та зруйновану інфраструктуру). Українські військово-повітряні сили завдали одного авіаудару по району зосередження, а артилерія знищила чотири артилерійські установки.
За даними ISW, російські війська зможуть визначити місце, темп і оперативні потреби бойових дій в Україні, якщо будуть вести оборонні операції протягом 2024 року. Тим часом російські війська здійснили підтверджене просування на південний схід від Куп'янська, тоді, як українські війська відновили позиції на південний схід від Куп'янська після тривалих позиційних зіткнень через лінію зіткнення. За даними Міністерства оборони Великої Британії, Україна зберегла присутність на лівому березі Дніпра і відбила російські атаки, незважаючи на проблеми з матеріально-технічним забезпеченням. Придніпровська армійська група не мала успіху в жодній зі своїх спроб витіснити українців, хоча майже напевно мала значну чисельну перевагу в цьому районі. Цілком ймовірно, що погана підготовка і координація російських військ у цьому районі обмежила їхні наступальні можливості. За даними міністерства, «примусити Україну вивести свої війська з лівого берега Дніпра залишається пріоритетною оперативною метою Росії. Дуже ймовірно, що Росія продовжить свої атаки під Кринками в найближчі тижні, незважаючи на зростаючі втрати особового складу».
ГУР України влаштувало спецоперацію в Росії: дрони атакували Тамбовський пороховий завод та нафтобазу в Клинцях Брянської області. У Клинцях зафіксовані значні пошкодження військового об'єкту.
Херсонська обласна військова адміністрація повідомила, що близько 16:00 за місцевим часом в результаті російської атаки на житлові квартали Херсона загинула 50-річна жінка і був поранений 16-річний хлопець.
Губернатор Брянської області Олександр Богомаз заявив, що атака українського безпілотника спричинила масштабну пожежу, яка зачепила чотири резервуари (загальною ємністю 6 000 м³) на нафтобазі в Клинцях, приблизно за 60 км від українського кордону. Інформаційне агентство ТАСС повідомило, що пожежа охопила площу близько 1 000 м², і до її гасіння було залучено 13 пожежних підрозділів.. За повідомленнями, український безпілотник атакував пороховий завод у Тамбові, приблизно за 600 км на південь від Москви.
Український військовий портал Defense Express повідомив, що українці збили рідкісну протикорабельну ракету П-35 вагою 4 тонни та довжиною 10 метрів; вона була розроблена в 1950-х роках і надійшла на озброєння російської армії на початку 1960-х. Фотографії уламків ракети були опубліковані в соціальних мережах, це був перший задокументований випадок використання П-35 під час російського вторгнення в Україну.
Директор МАГАТЕ Рафаель Гроссі заявив, що спостережна місія виявила міни навколо буферної зони окупованої Росією Запорізької атомної електростанції. Раніше міни були виявлені командою МАГАТЕ та знешкоджені у листопаді 2023 року. Тепер вони знову з'явилися в забороненій зоні А, недоступній для персоналу електростанції. Гроссі заявив, що наявність мін не відповідає стандартам безпеки МАГАТЕ, зазначивши, що цього тижня станція ненадовго втратила резервне живлення реактора.

### 20 січня
Російська армія атакувала на Куп'янському, Лиманському, Бахмутському, Авдіївському, Мар'їнському та Запорізькому напрямках, де відбулося 80 бойових зіткнень. На Куп'янському, Лиманському та Бахмутському напрямках українці відбили 21 атаку в районі Пісківки, Петропавлівки та Стельмахівки, шість — в районі Терни, Ямполівки, сім — в районі Серебряного лісу, Білогорівки та вісім — в районі Богданівки, Ключівки та Андріївки. На Авдіївському та Маріїнському напрямках росіяни продовжували спроби оточити Авдіївку, але українці тримали оборону, відбивши 11 атак під Авдіївкою та 12 — під Сіверським, Водяним, Первомайським та Невельським. Також було відбито шість атак поблизу Георгіївки, Мар'їнки та Новомихайлівки. На Запорізькому напрямку російські війська здійснили один невдалий обстріл на захід від Вербового. Протягом доби РФ здійснила три ракетні удари, чотири авіаудари та 58 обстрілів українських позицій та населених пунктів (повідомляється про жертви серед мирного населення та зруйновану інфраструктуру). Українська авіація завдала шість авіаударів по районах зосередження і три — по зенітно-ракетному комплексу, складу боєприпасів і вузлу зв'язку, а артилерія знищила три райони зосередження, блокпост і станцію радіоелектронної боротьби.
Як повідомляє ISW з посиланням на геолокаційні знімки, російські війська зайняли село Крохмальне, просуваючись по лінії Куп'янськ-Сватово-Кремінна в Луганській області. Геолокаційні зйомки показали, що росіяни просунулися трохи на схід від Іванівки, за 20 км на південний схід від Куп'янська. Більш ранні записи показували, що вони також досягли невеликих успіхів на схід від села Золотарівка. Російські війська здійснили підтверджені просування поблизу Бахмута та на кордоні Донецької та Запорізької областей в рамках продовження позиційних боїв на лінії фронту. Міністерство оборони Великої Британії повідомило, що протягом останніх двох тижнів російські війська поступово інтенсифікували атаки в Україні, користуючись тим, що замерзла земля полегшує пересування бронетехніки.
Вночі росіяни завдали авіаудару з використанням семи безпілотників Shahed 136/131, чотири з яких були знищені українською протиповітряною обороною. Голова Донецької облдержадміністрації Вадим Філашкін заявив, що російські війська обстріляли Донецьку область 12 разів за останні 24 години, в результаті чого дві людини отримали поранення, а 33 приватних будинки та адміністративна будівля були пошкоджені трьома ракетами, випущеними в бік Новогродівки Також були обстріляні Красногорівка та Єлизаветівка у цьому ж районі. Філашкін також повідомив, що в результаті російських обстрілів у Красногорівці та Бахмуту було пошкоджено та зруйновано ще більше будинків та евакуйовано 214 осіб, у тому числі 46 дітей.
Самопроголошений президент Білорусі Олександр Лукашенко заявив, що Мінськ отримав від РФ ракетні комплекси «Іскандер» і ядерні ракети. Перші «Іскандери» з території Білорусі полетіли по Україні о 5 ранку 24 лютого, а всього з початку повномасштабного вторгнення з території Білорусі було випущено щонайменше 721 ракета.

## 21-31 січня

### 21 січня

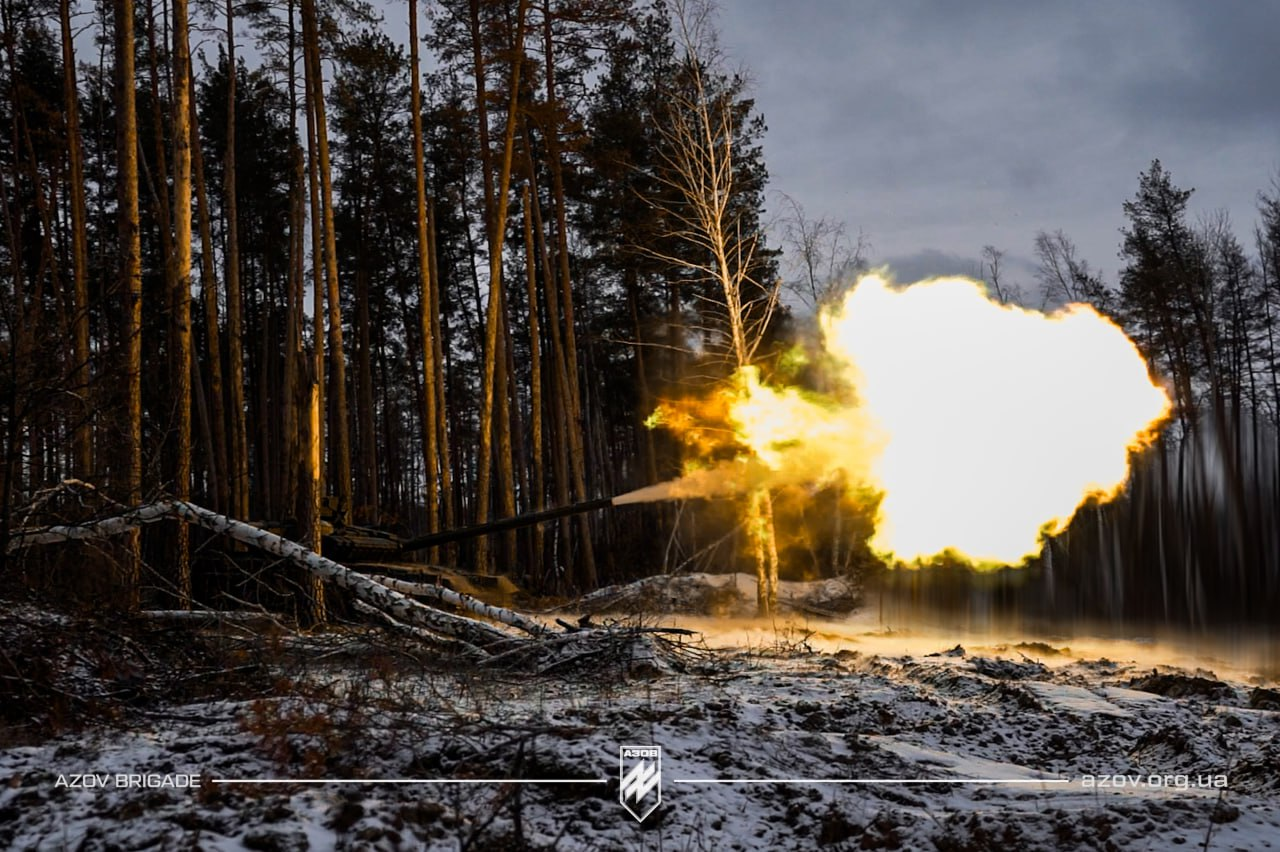
Танк «Азову» стріляє по російських військах

За даними ISW, російські війська просунулися вперед на півдні та південному сході Авдіївки. Російські та українські джерела повідомили, що позиційні бої точаться на північний захід від міста біля Новобахмутівки та Степового. Бої також тривають біля коксохімічних заводів на північному заході, на захід від Авдіївки біля селища Північний, на південному заході біля Первомайського, Водяного і Невеля. За даними Інституту, там було зосереджено до 40 000 російських військових.
Росія атакувала на Куп'янському, Лиманському, Бахмутському, Авдіївському, Мар'їнському та Запорізькому напрямках, де відбулося 68 бойових зіткнень. На Куп'янському, Лиманському та Бахмутському напрямках українці відбили сім обстрілів біля Пісківки, по п'ять — біля Тернового, Ямполівки, шість — біля Білогорівки, по сім — біля Григорівки, Богданівки, Іванівського та Ключівки. На Авдіївському та Мар'їнському напрямках росіяни продовжували спроби оточити Авдіївку, але українці тримали оборону, відбивши п'ять атак біля Новобахмутівки та Авдіївки і 12 — біля Північного, Первомайського та Невеля. Також п'ять атак було відбито поблизу Георгіївки та Новомихайлівки. На Запорізькому напрямку російські війська здійснили сім невдалих обстрілів на захід від Вербового та Роботиного. Протягом дня РФ здійснила чотири ракетних удари, 102 авіаудари та 80 обстрілів українських позицій та населених пунктів (повідомляється про жертви серед мирного населення та зруйновану інфраструктуру). Українська авіація завдала дев'ять авіаударів по районах зосередження, а артилерія обстріляла район зосередження, блокпост, три артилерійські установки та зенітну установку.
Вночі, в порту Усть-Луга під Санкт-Петербургом після вибухів, що здійснили 2 дрони-камікадзе, спалахнула пожежа. Вогонь охопив термінал компанії Новатек — найбільшого в Росії незалежного виробника природного газу. Губернатор області Олександр Дрозденко, повідомив, що близько 3:00 в районі терміналу велика пожежа, хоч він запевнив, що евакуацію провели і персонал не постраждав.
Атаки безпілотників також відбулися на тульському заводі «Щегловський вал», який виробляє ракетні комплекси «Панцирь-С1», а також на Смоленському авіаційно-космічному заводі (виробник крилатих ракет Х-59) і в Орловській області. Міністерство оборони Росії звинуватило Україну в численних атаках безпілотників і заявило, що один безпілотник був збитий над Тулою, чотири — над Смоленськом і один — над Орловськом. Місцеві ЗМІ та російська окупаційна влада повідомили про кілька вибухів у Севастополі. Губернатор Михайло Розвожаєв повідомив, що над Кримом була збита повітряна ціль. Пізніше Міністерство оборони Росії повідомило, що над західним узбережжям Криму було збито дві українські ракети.
Зранку по Донецьку на місцевому ринку в мікрорайоні Текстильник було влучання ракети. Спочатку повідомляли про 13 загиблих та 10 поранених. Однак згодом окупаційний мер Денис Пушилин сказав, що кількість жертв зросла до 28. Українська група «Таврида» заперечила відповідальність України за напад, заявивши, що «Росіяни поширюють інформацію про напад на ринок у Донецьку. Відповідально заявляємо, що сили оперативно-стратегічного угруповання „Таврида“ не брали участі у бойових діях у цьому випадку. Донецьк — це Україна! Росії доведеться відповісти за життя українців, які були забрані».
Сили оборони України підтвердили, що відійшли з села Крохмальне Харківської області на запасні позиції, щоб зберегти життя бійців.
Одна людина загинула і одна була поранена в результаті російського обстрілу з БМ-21 «Град» Курахово, де ціллю були житлові будинки. В результаті обстрілу також було пошкоджено дитячий садок і кілька будинків. Філашкін також повідомив, що російські війська атакували Красногорівку з «Градів», в результаті чого загинув щонайменше один мирний житель і ще один отримав поранення. Голова ОВА Юрій Малашко заявив, що російські війська 95 разів атакували Запорізьку область, у тому числі 16 сіл. Внаслідок артилерійського обстрілу було поранено 71-річного мешканця Гуляйполя. Повідомлялося про пошкодження житлових будинків.
Україна будувала 1000-км лінію фронтових укріплень, укріплення нагадують «лінію Суровікіна» — трирівневу систему траншей, танкових пасток, опорних пунктів та мінування великих ділянок. Одна з головних ліній укріплень проходила за 10 км від Авдіївки. Найбільш потужна лінія оборони навколо Чернігова, щоб унеможливити новий наступ на столицю. Ці укріплення і затримують просування росіян, і заважають Україні повертати окуповані території.

### 22 січня

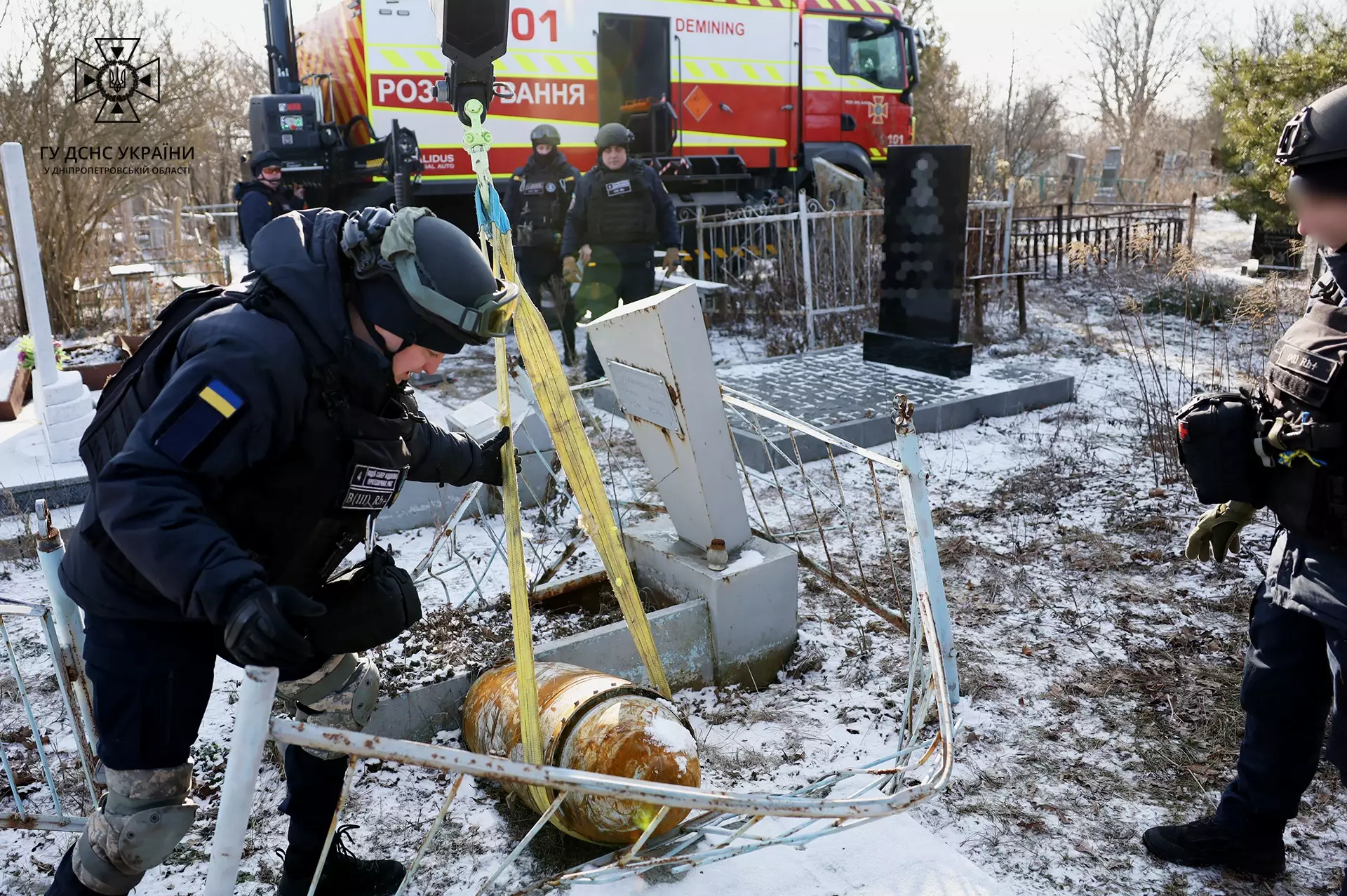
Вивезення боєголовки авіаційної ракети Х-59, що впала на кладовищі в Дніпропетровській області

ЗСУ за добу знищили майже сотню одиниць ворожої техніки на Таврійському напрямку. За даними ISW, російські війська здійснили підтверджені просування на південь від Авдіївки та на захід від Донецька в рамках безперервних позиційних боїв по всій лінії фронту.
Росіяни атакували на Куп'янському, Лиманському, Бахмутському, Авдіївському, Мар'їнському та Запорізькому напрямках, де відбулося 68 бойових зіткнень. На Куп'янському, Лиманському та Бахмутському напрямках українці відбили чотири атаки в районі Пісківки, одну атаку в районі Терни, шість — в районі Микитівки, Білогорівки та Серебряного лісу, а також сім — в районі Богданівки, Ключівки та Андріївки. На Авдіївському та Маріїнському напрямках росіяни продовжували спроби оточити Авдіївку, але українці тримали оборону, відбивши 10 атак у районі Степового та Авдіївки, а також сім — біля Первомайського та Невельського. Також вони відбили 21 обстріл поблизу Георгіївки та Новомихайлівки. На Запорізькому напрямку російські війська здійснили один невдалий обстріл у районі Роботиного. РФ здійснила три ракетні обстріли, 65 авіаударів та 56 обстрілів українських позицій та населених пунктів (повідомляється про жертви серед мирного населення та зруйновану інфраструктуру). Українська авіація завдала вісім авіаударів по місцях зосередження бойовиків, а артилерія обстріляла блокпост, артилерійський підрозділ і радіолокаційну станцію.

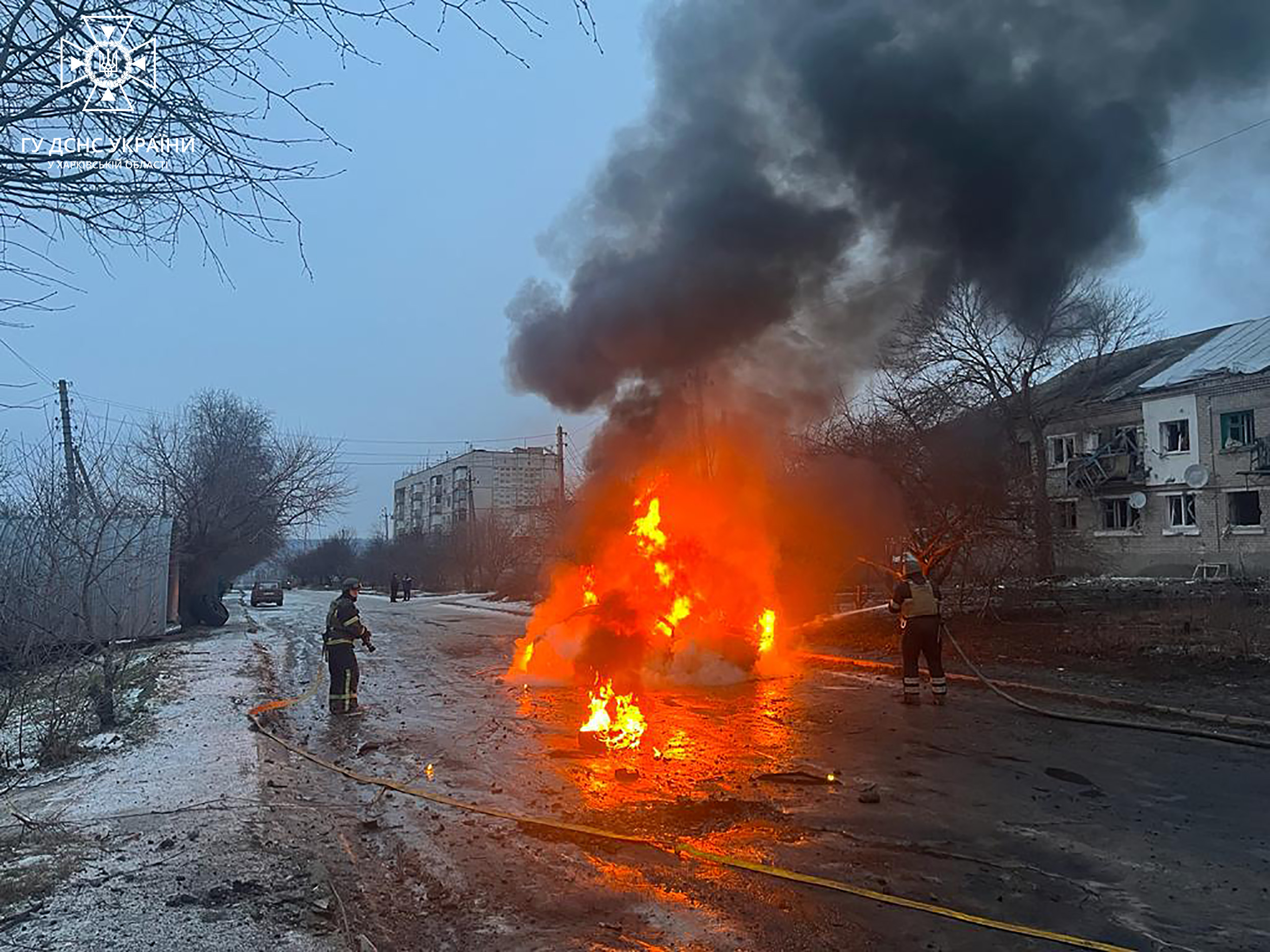
Автомобіль у Куп'янську, що загорівся через обстріл

Російська армія зранку обстріляла Краматорськ Донецької області, внаслідок чого загинув цивільний чоловік, його доньку було поранено. Росіяни обстріляли Куп'янськ, в результаті чого одна людина загинула і ще одна була поранена. Внаслідок обстрілу загорівся автомобіль, пошкоджено житловий будинок і магазин. Російський БПЛА скинув вибухівку на Берислав, в результаті чого загинув чоловік, який їхав на мотоциклі під час атаки. Військово-повітряні сили України повідомили, що 8 з 10 безпілотників «Shahed», запущених Росією з Приморсько-Ахтарська, були знищені протягом ночі. Безпілотники були збиті над Миколаївською, Херсонською, Дніпропетровською та Кіровоградською областями. Вночі в Дніпропетровській області на території підприємства виникла пожежа внаслідок падіння уламків від збитих безпілотників «Shahed».
Глава польського уряду Дональд Туск, прибув в Україну. «Я насправді тут, у Києві, щоб захищати безпеку Польщі. Це не тільки українська проблема, на карту поставлено безпеку всього вільного світу, зокрема Польщі, через географію. Тож є про що говорити, але важливо, щоб усі знали, що ми друзі, які можуть подолати розбіжності», — акцентував Дональд Туск.
За даними президента Зеленського, Польща планувала новий оборонний пакет для України.
В Україні святкувався День Соборності України. Президент Зеленський вніс до ВРУ законопроєкт № 10425 «Про деякі питання у сфері міграції щодо підстав та порядку набуття та припинення громадянства України», який передбачає введення інституту множинного громадянства. (в Україні, відповідно до ст. 4 Конституції заборонено мати подвійне громодянство) і підписав указ № 17/2024 «Про історично населені українцями території Російської Федерації» Президент постановив, що уряд має розробити план щодо збереження національної ідентичності українців в Росії, зокрема на історично населених ними землях — Кубані, Стародубщині, Північній та Східній Слобожанщині в межах сучасних Краснодарського краю, Бєлгородської, Брянської, Воронезької, Курської, Ростовської областей Росії.

### 23 січня

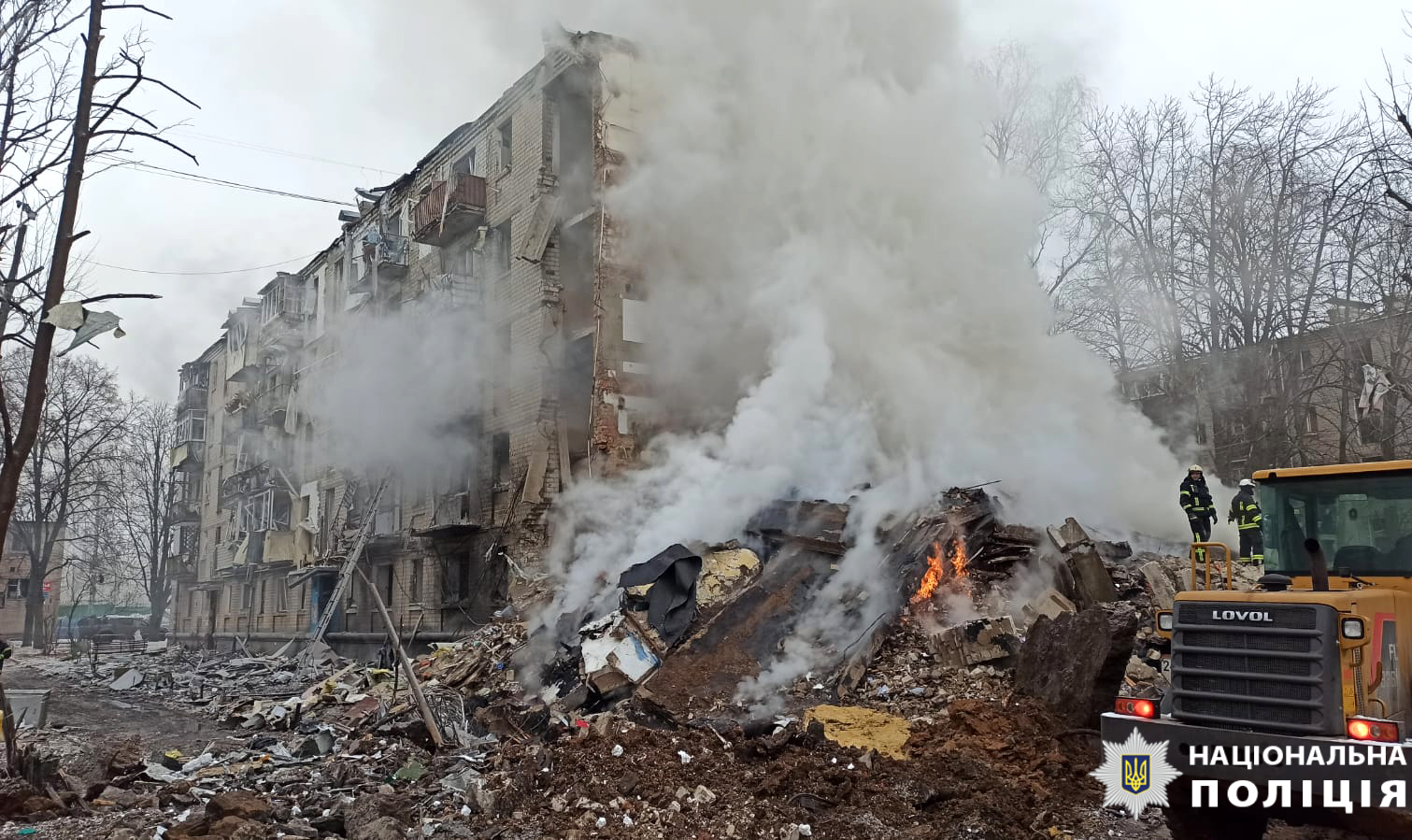
Залишки від будинку в Харкові після влучання ракети. 23 січня 2024 року.

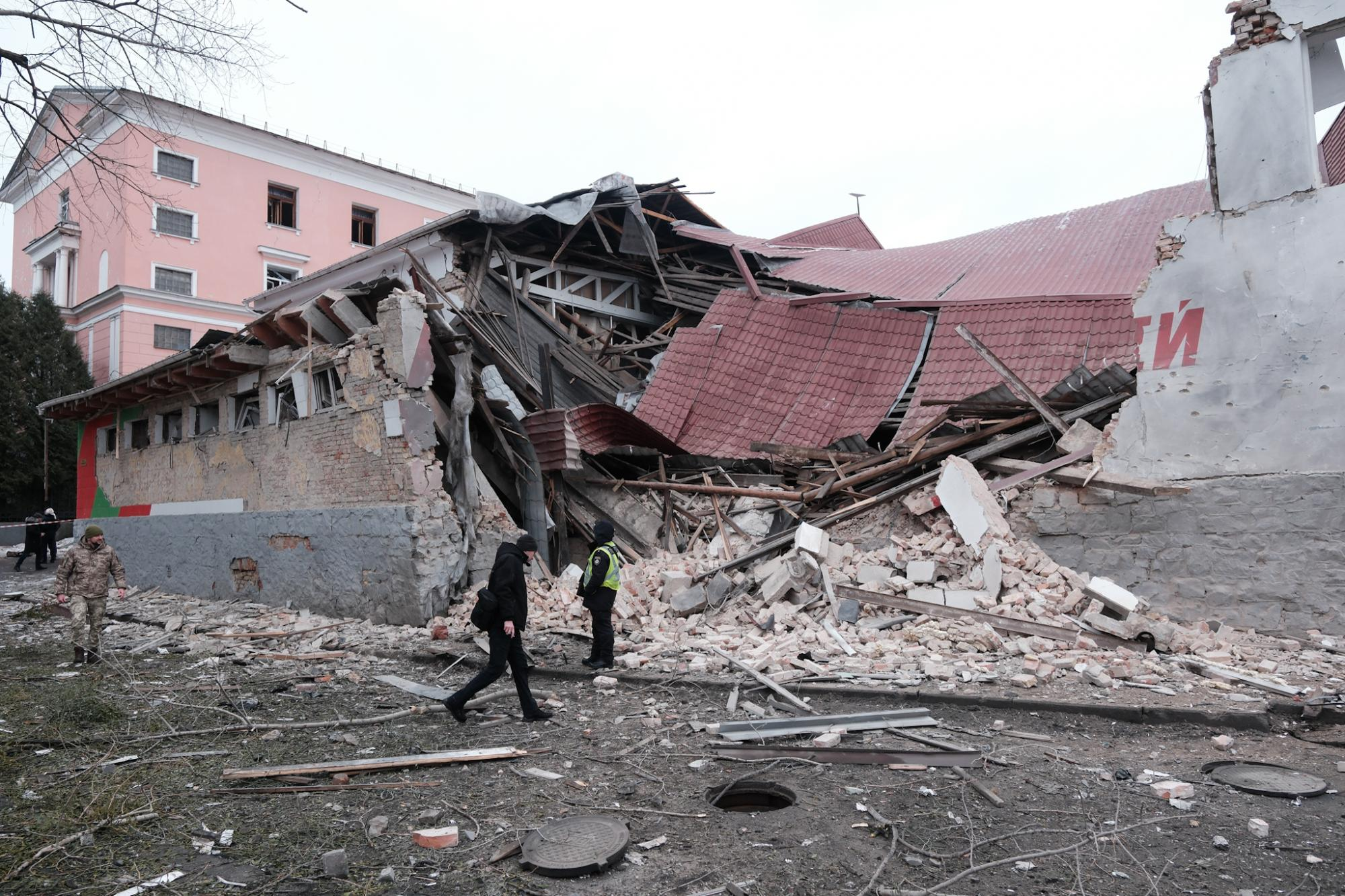
Будівля стадіону «Локомотив» у Києві

ЗСУ ліквідували 960 окупантів і майже 150 одиниць техніки ворога, просунулися на захід від Донецька. ЗС РФ атакували на Куп'янському, Лиманському, Бахмутському, Авдіївському, Мар'їнському та Запорізькому напрямках, де відбулося 56 бойових зіткнень. На Куп'янському, Лиманському та Бахмутському напрямках українці відбили атаку в районі Пісківки, чотири атаки в районі Ямполівки, Торського та по дві атаки в районі Білогорівки, Серебряного лісу, а також сім обстрілів в районі Богданівки, Іванівського та Клищівки. На Авдіївському та Маріїнському напрямках росіяни продовжували спроби оточити Авдіївку, але українці тримали оборону, відбивши п'ять атак біля Степового та Авдіївки, 11 — біля Первомайського та Невельського. Також вони відбили 16 атак поблизу Георгіївки та Новомихайлівки. На Запорізькому напрямку російські війська здійснили чотири невдалі атаки на захід від Вербового та Роботиного. За добу РФ здійснила 48 ракетних ударів, 112 авіаударів та 73 обстріли українських позицій та населених пунктів (повідомляється про жертви серед мирного населення та зруйновану інфраструктуру). Українська авіація завдала 10 авіаударів по районах зосередження, два по зенітно-ракетних комплексах та один по блокпосту, а артилерія знищила район зосередження, два зенітні комплекси, дев'ять артилерійських установок та станцію радіоелектронної боротьби.
Вночі ворог завдав ракетного удару по Україні, застосувавши крилаті, балістичні, авіаційні та зенітні керовані ракети. Сили ППО знищили 21 з 41 російську ракету. 15 крилатих ракет Х-101/х-555/Х-55; 5 балістичних ракет Іскандер-М, керовану авіаційну ракету Х-59. Значних руйнувань зазнали Київ, Харків, Балаклія, Павлоград, Шостка. У наслідок влучань вбито 19 українців, ще понад 120 поранено. Найбільше людей загинуло у Харківській області.
У рамках чергового засідання у форматі «Рамштайн» обговорювалися питання збільшення поставок Україні далекобійної зброї. Також порушувалася тема адаптації зенітних ракет західних зразків до радянських пускових платформ.
НАТО оголосила про підписання великого контракту вартістю 1,1 млрд євро на закупівлю 220 000 155-мм артилерійських снарядів для поповнення виснажених запасів і підтримки України. Боєприпаси мають бути поставлені французьким виробником зброї Nexter і німецькою Junghans.
За словами Голови ОВА Олександра Прокудіна, ввечері російські війська скинули шість авіабомб на села Бериславського району Херсонської області, в результаті чого загинула жінка. Троє людей загинули і ще двоє були поранені в результаті російських атак на регіон раніше цього дня.
Близько 22:00 росіяни повторно обстріляли Київський та Холодногірський райони Харкова, били ракетами С-300 з території Бєлгородської області. Внаслідок удару пошкоджено приватні будинки, наукова установа, поштове підприємство, автомобілі. Руйнувань зазнали заклади та будівлі на Пушкінській та в Холодногірському районі.

### 24 січня

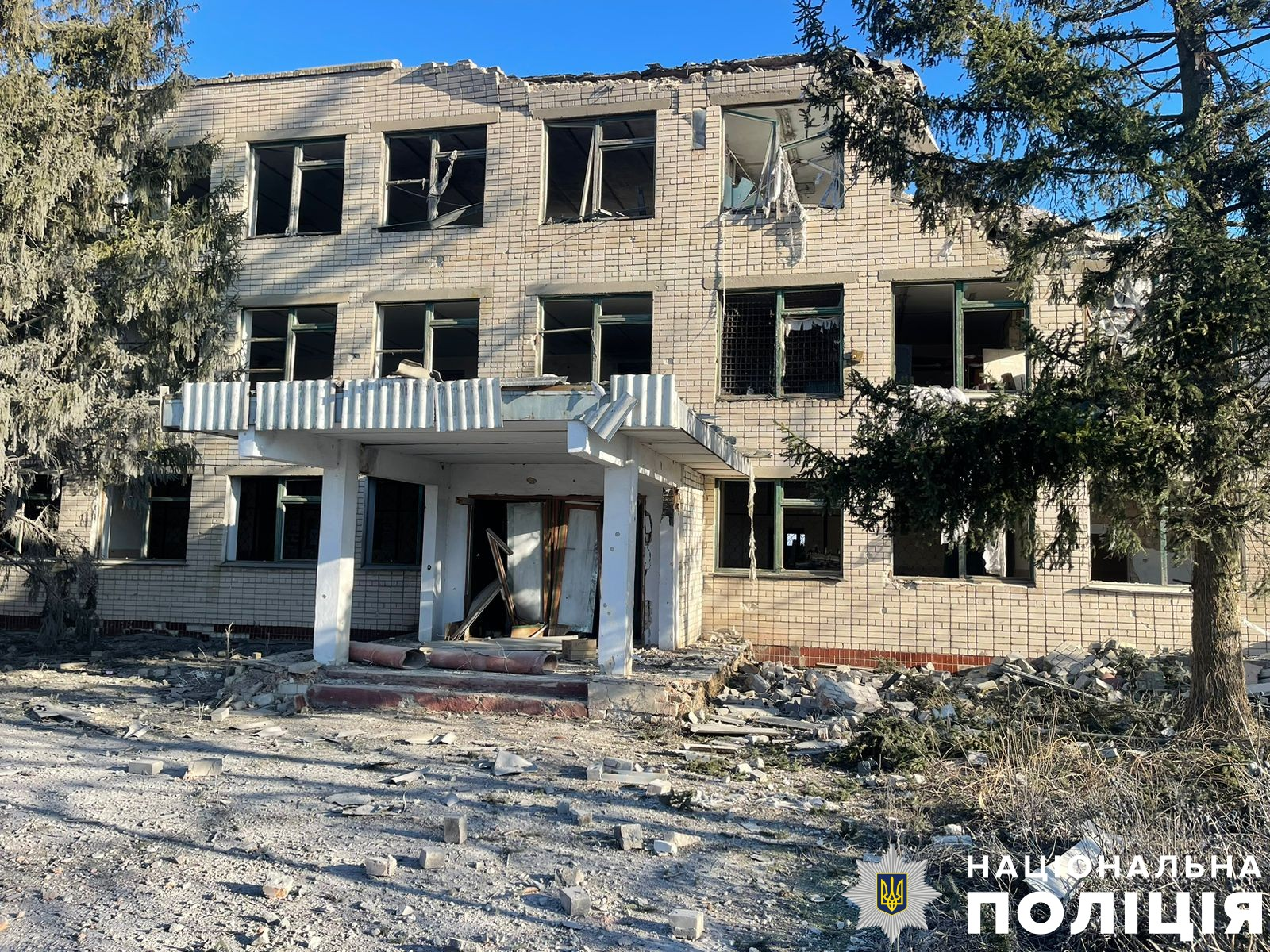
Ліцей у Червоному Маяку (Херсонська область) після обстрілу

ЗСУ ліквідували 840 окупантів, загальна кількість втрат армії рф із початку вторгнення сягнула 378 660 осіб. Росія атакувала на Куп'янському, Лиманському, Бахмутському, Авдіївському, Мар'їнському, Шахтарському та Запорізькому напрямках, де відбулося 58 бойових зіткнень. На Куп'янському, Лиманському та Бахмутському напрямках українці відбили шість атак в районі Пісківки, чотири атаки в районі Терни, Діброви та по дві атаки в районі Макіївки, Серебряного лісу, а також сім атак в районі Васюківки, Богданівки, Іванівської та Клищівки. На Авдіївському та Маріїнському напрямках росіяни продовжували спроби оточити Авдіївку, але українці тримали оборону, відбивши чотири атаки біля Авдіївки та вісім біля Первомайського та Невельського. Дев'ять атак також було відбито біля Георгіївки та Новомихайлівки. На Шахтарському та Запорізькому напрямках російські війська здійснили три невдалі обстріли південніше Золотої Ниви, східніше Старомайорського та в районі Роботиного. РФ здійснила шість ракетних ударів, 97 авіаударів та 121 обстріл українських позицій та населених пунктів (повідомляється про жертви серед мирного населення та зруйновану інфраструктуру). Українські військово-повітряні сили завдали шість авіаударів по районах зосередження бойовиків, а також артилерійських ударів по ще одному району зосередження.
Російські війська вперше змогли увійти в південну частину зруйнованої Авдіївки, але їх було відкинуто ЗСУ. За даними мера міста Віталія Барабаша, ситуація лишалася складною, але контрольованою.
Німеччина оголосила, що передасть Україні шість списаних Sea King. MK41 Helicopters в рамках першої передачі гелікоптерів Україні.
Канада оголосила про пакет військової допомоги у розмірі $20 млн, що включає 10 надувних човнів з твердим корпусом виробництва Zodiac та навчання англійської мови для пілотів F-16.
Українські хакери з групи BO Team успішно здійснили кібератаку на російський далекосхідний центр космічної гідрометеорології «Планета», який відіграє ключову роль у обробці даних із супутників та взаємодії з Міністерством оборони та Генеральним штабом РФ. В результаті атаки російська дослідницька станція на острові Більшовик у Арктиці була відрізана від мережі.
Біля селища Яблоново Бєлгородської області впав російський військово-транспортний літак Ил-76. Російський новинний Telegram-канал «112» з посиланням на свої джерела повідомляє, що на борту військово-транспортного літака знаходилося близько 70 осіб, всі вони загинули. Міністерство оборони Росії згодом звинуватило в збитті літака ЗСУ. Згідно із заявою російського міноборони, літак летів з підмосковного аеродрому Чкаловський в Бєлгород, на борту було 65 українських військовополонених, яких доставляли в Бєлгородську область для обміну, а також 6 членів екіпажу і три людини, які супроводжували військовополонених. Російська пропагандистка Маргарита Симоньян опублікувала нібито список українських військовополонених, які були на борту. Головне управління розвідки Міністерства оборони України констатує, що «запланований на 24 січня обмін не відбувся, водночас відомство не володіє даними, чи перебували українські полонені на борту». Президент України у вечірньому звернені наголосив, що необхідно встановити всі чіткі факти, наскільки це можливо з огляду на той факт, що падіння літака сталося на російській території.
«Факти» — це головне слово зараз. Заслухав Головкома та Генштаб щодо застосування Повітряних сил. ГУР займається з'ясуванням долі всіх полонених. Служба безпеки України розслідує всі обставини. І я дав доручення міністру закордонних справ України поінформувати партнерів щодо наявних даних в України. Наша держава буде наполягати на міжнародному розслідуванні" Координатор стратегічних комунікацій Ради національної безпеки США Джон Кірбі заявив, що наразі неможливо підтвердити, чи були на борту транспортного літака військовополонені.
Внаслідок ракетного обстрілу ракетного удару у Гірнику Донецької області загинули щонайменше двоє людей, ще вісім поранені. Внаслідок ворожих ударів в Україні зруйновано понад 200 шкіл. Ще понад 1600 шкіл зазнали пошкоджень, що становить кожну сьому школу в Україні. Про це під час пресконференції розповів заступник міністра освіти Андрій Сташків.
Російські війська атакували Херсон, обстрілявши лікарню і поранивши щонайменше трьох медичних працівників, також РФ атакувала Рогань у Харківській області, поранивши чотирьох осіб.
Велика Британія запропонувала Німеччині закупити крилаті ракети Taurus, щоб відправити більше ракет Storm Shadow до України. Про це повідомляють німецькі видання Handelsblatt та Tagesspiegel.

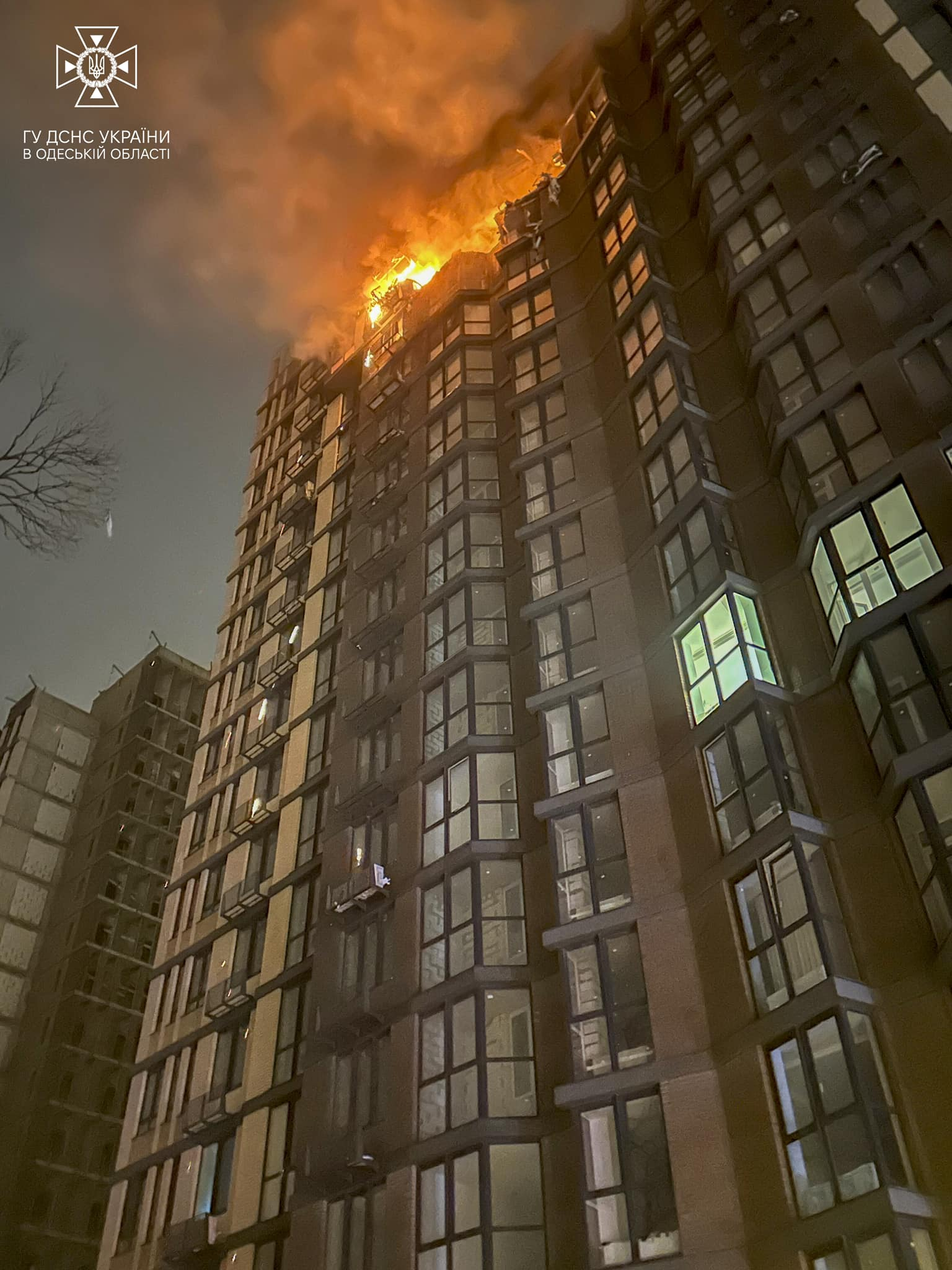
Будинок в Одесі, пожежа від уламків збитого безпілотника

Близько 15:00 в районі села Покровка біля Іловайську було нанесено ураження по скупченню російських військових. Є загиблі та поранені російські солдати.
Ввечері по Одесі було завдано дві хвилі ударів дронами-камікадзе типу Shahed. Безпілотниками та їхніми уламками пошкоджені кілька будинків та склад меблевого комбінату, поранені кілька людей.
В 23:20 у російському місті Туапсе дроном-камікадзе був уражений Туапсинський нафтопереробний завод Площа пожежі становить близько 200м2 Вогонь охопив одну з колон підприємства для переробки палива.

### 25 січня
ЗСУ ліквідували 950 окупантів. Росіяни атакували на Куп'янському, Лиманському, Бахмутському, Авдіївському, Мар'їнському, Шахтарському та Запорізькому напрямках, де відбулося 82 бойових зіткнення. На Куп'янському, Лиманському та Бахмутському напрямках українці відбили шість обстрілів у районі Пісківки, Табаївки та Стельмахівки, п'ять — у районі Терни, Торської та два — у районі Макіївки, а також сім — у районі Богданівки, Іванівського, Ключівки та Андріївки. На Авдіївському та Маріїнському напрямках росіяни продовжували спроби оточити Авдіївку, але українці тримали оборону, відбивши шість атак біля Новобахмутівки, Степового та Авдіївки, та 10 — біля Первомайського та Невельського. Також було відбито 25 обстрілів поблизу Георгіївки, Побєди та Новомахмутівки. На Шахтарському та Запорізькому напрямках російські війська здійснили дев'ять невдалих обстрілів на південний схід від Водяного, Золотої Ниви, на захід від Старомайорського та на південний схід від Роботиного. Протягом дня Росія здійснила два ракетних удари, 19 авіаударів та 68 обстрілів українських позицій та населених пунктів (повідомляється про жертви серед цивільного населення та зруйновану інфраструктуру). Українська артилерія завдала ударів по трьох районах зосередження бойовиків.
Росіяни атакували дронами «Shahed-136» південних областей країни. В Одесі зафіксовані влучання по житлових будинках, складських приміщеннях та складу мебелі. 4 людини зазнали поранень. Знищено 11 з 14 бпла за ніч, на Одещині і Миколаївщині. 4 людей отримали поранення і «було пошкоджено промисловий об'єкт, зруйновано житлові будинки та об'єкти цивільної інфраструктури». Близько опівночі росіяни атакували Дніпропетровську область безпілотниками, два з них влучили в бізнес-об'єкт в районі Кривого Рогу, що призвело до пожежі. Сили ППО ЗСУ збили 11 дронів ворога — 10 в Одеській області та 1 — у Миколаївській.
Під час брифінгу в Military Media Center повідомили, що російські війська почали частіше використовувати хімічну зброю на фронті. «У грудні вперше зафіксовано застосування гранати РГ-Во. Ця граната містить хлорацетофенон — речовина задушливої дії, заборонена Женевським протоколом про застосування на війні задушливих, отруйних або інших подібних газів», — розповів Андрій Рудик.
Непал вимагав від Росії повернути завербованих на війну в Україні та виплатити компенсацію за 14 загиблих. Для війни проти України в російську армію було завербовано понад 200 непальців. Міністр закордонних справ Непалу Пракаш Сауд сказав, що «Ми попросили Росію негайно припинити рекрутувати в свою армію громадян Непалу, негайно повернути тих, хто вже в ній служить, повернути на батьківщину тіла вбитих, надати медичну допомогу і повернути тих, хто був поранений у битвах». Ще п'ять непальців, за інформацією, потрапили в український полон. Внаслідок російського удару по житловому сектору селища Олексієво-Дружківка в Донецькій області було зруйновано три приватні житлові будинки, 10 пошкоджено, почалася пожежа.
У російському Туапсе Краснодарського краю внаслідок атаки безпілотниками СБУ в районі нафтопереробного заводу та нафтобази виникла пожежа. Була пошкоджена установка первинної обробки нафтопродуктів, а саме — вакуумна та атмосферна колони.

### 26 січня

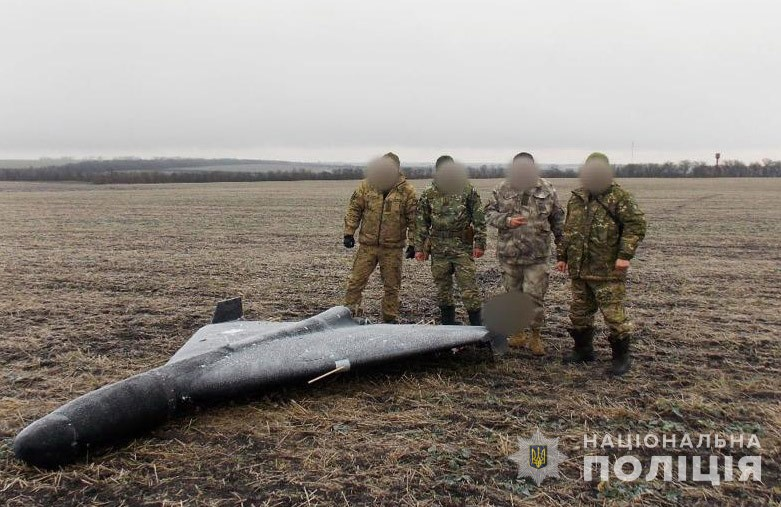
Збитий російський безпілотник та вибухотехніки української поліції

ЗСУ ліквідували 770 окупантів. Міністерство оборони Великої Британії повідомило, що Росія продовжила наступ на багатьох ділянках, при цьому пріоритетом було захоплення Авдіївки, яку атакували з трьох напрямків, намагаючись оточити. Нещодавно російські війська захопили села Веселе поблизу Бахмута та Крохмальне в Харківській області, але вони були стратегічно незначущими. Їх захоплення стало ще одним невеликим територіальним здобутком Росії, в той час як Україна зосередилася на активній обороні. Під час бою російські війська зазнали значних втрат у живій силі та бронетехніці, часто спричинених українськими безпілотниками. Згідно з повідомленнями, росіяни намагалися обійти українські укріплення, увійшовши на околиці міста через службові тунелі. ЗСУ не дозволили російським військам просунутися далі вглиб міста, проводили локальні контратаки.
За даними ISW, російські війська просунулися впритул до Авдіївки в рамках продовження позиційних боїв по всьому фронту. Росіяни атакувала на Куп'янському, Лиманському, Бахмутському, Авдіївському, Мар'їнському, Шахтарському та Запорізькому напрямках, де відбулося 98 бойових зіткнень. На Куп'янському, Лиманському та Бахмутському напрямках українці відбили 13 обстрілів у районі Табаївки та Стельмахівки, п'ять — у районі Тернового та Торського, 11 — у районі Богданівки, Іванівського, Ключівки та Андріївки. На Авдіївському та Маріїнському напрямках росіяни продовжували спроби оточити Авдіївку, але українці тримали оборону, відбивши 20 атак біля Новобахмутівки, Степового та Авдіївки, та дев'ять біля Опитного, Водяного, Первомайського та Невельського. Також було відбито 14 обстрілів поблизу Георгіївки, Побєди та Новомихайлівки. На Шахтарському та Запорізькому напрямках російські війська здійснили сім невдалих обстрілів у районі Золотої Ниви, на північ від Приутного, на захід від Вербового та Робочого. Протягом дня Росія здійснила вісім ракетних ударів, чотири авіаудари та 78 обстрілів українських позицій та населених пунктів (повідомляється про жертви серед мирного населення та зруйновану інфраструктуру). РФ вдарила по Новогродівці та Красногорівці в Донецькій області, загинула жінка, було поранено дитину.
Уночі ворог застосував балістичне озброєння. Із С-300 обстріляв житлові масиви Херсона. влучили в дитсадок, зруйнували торговельний центр, пошкодили ще кілька житлових будинків. Одна людина отримала поранення.
Російські військові обстріляли Новотягинку Херсонської області. Постраждала місцева жителька. Районна прокуратура Донецької області повідомила, що російські війська обстріляли Красногорівку у другій половині дня, внаслідок чого загинув щонайменше один мирний житель, ще один отримав поранення.
У Литві заявили про готовність України «частково» перенести виробництво дронів на територію їх країни. Даний крок розглядається, як «взаємовигідна співпраця та підготовка західних сусідів до можливих військових загроз», зазначив очільник Міністерства зовнішніх справ Литви Габріелюс Ландсбергіс.
На підконтрольну уряду України територію вдалося повернути тіла 77 оборонців держави. Про це повідомив Координаційний штаб з питань поводження з військовополоненими.
Бригадний генерал Олександр Тарнавський зазначив, що російська армія двічі вдарила ракетами із ЗРК С-300 по населених пунктах Донецької області. Під ворожим ударом опинилися Мирноград та Новогродівка. За добу росіяни здійснили 714 артилерійських обстрілів. Головнокомандувач Збройних сил України генерал Валерій Залужний обговорив з начальником Генерального штабу Війська Польського генералом Вєславом Кукулою ситуацію на фронті, безпекові загрози та можливу взаємодію в контексті українсько-польської співпраці, зокрема навчання українських солдатів у Польщі та обмін бойовим досвідом.

### 27 січня

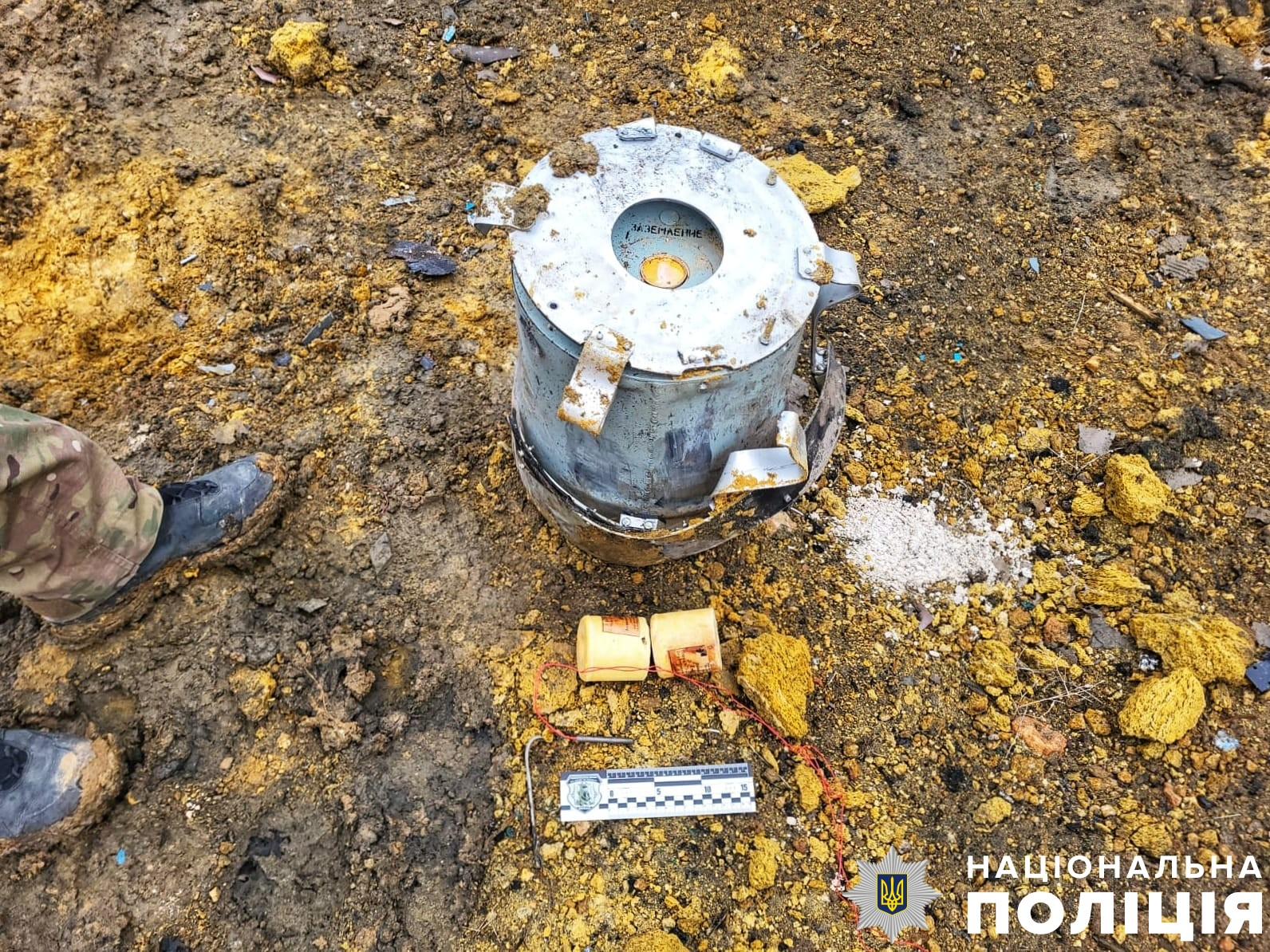
Бойова частина безпілотника «Шахед», знайдена в Херсоні

Російсько-терористичні війська атакували на Куп'янському, Лиманському, Бахмутському, Авдіївському, Мар'їнському, Шахтарському та Запорізькому напрямках, де відбулося 79 бойових зіткнень. На Куп'янському, Лиманському та Бахмутському напрямках українці відбили сім обстрілів у районі Синьківки, Табаївки та Стельмахівки, 11 обстрілів у районі Терни, Ямполівки та Торського, а також сім обстрілів у районі Іванівського та Ключівки. На Авдіївському та Мар'їнському напрямках росіяни продовжували спроби оточити Авдіївку, але українці тримали оборону, відбивши 11 атак біля Степового та Авдіївки і 17 — біля Тоненького, Первомайського та Невеля. Також вони відбили 14 атак поблизу Георгіївки та Новомихайлівки. На Шахтарському та Запорізькому напрямках російські війська здійснили сім невдалих атак на південь від Золотої Ниви, на захід від Старомайорського та на захід від Вербового. Протягом доби Російська Федерація здійснила три ракетні удари, вісім авіаударів та 82 обстріли українських позицій та населених пунктів (повідомляється про жертви серед мирного населення та зруйновану інфраструктуру). Українська авіація завдала чотири авіаудари по місцях зосередження бойовиків, а артилерія знищила артилерійський підрозділ і два склади боєприпасів.
На думку ISW, Росія хоче дестабілізувати внутрішню ситуацію в США. Російські державні ЗМІ та російські військові блогери заповнили російський новинний простір матеріалами про конфлікт між владою Техасу та федеральною владою. Один блогер намагався підірвати легітимність майбутніх виборів у США. На думку Інституту, такі наративи мали на меті навмисне маніпулювання внутрішньополітичними подіями в США для створення нестабільності та зриву американських дебатів щодо продовження військової підтримки України. Тим часом російські війська здійснили підтверджені просування поблизу Куп'янська, Кремінної та Авдіївки на тлі продовження позиційних боїв по всій лінії фронту.
Вранці російська дрг обстріляли транспортний засіб із цивільними, які їхали дорогою між двома селами Хотінської громади Сумського району. Внаслідок вогнепальних поранень 2 людини загинули. ГОлова ОВА Олександр Прокудін заявив, що вранці російські безпілотники скинули вибухівку на Берислав, в результаті чого одна людина загинула і ще одна отримала поранення.
Франція передала Україні 2 додаткові пускові установки LRU.
ГУР повідомили, що в результаті кібератаки було знищено «всю ІТ-інфраструктуру» компанії IPL Consulting, яка надає послуги російській важкій промисловості та військово-промисловому комплексу.
Начальник Запорізької ОВА Юрій Малашко розповів, що Сили оборони збили ворожі БпЛА. Однак ураження зазнав один з об'єктів інфраструктури. Тривога в місті пролунала приблизно о 18:50 і тривала майже чотири години.
Голова Полтавської ОВА Філіп Пронін зазначив, що внаслідок ракетного удару зазнав пошкоджень промисловий об'єкт на території Кременчуцького району. На місці виникла пожежа. В той же час ворог атакував чотирма ударними БпЛА типу Shahed-136/131.
Служба безпеки України оголосила, що викрила корупційну справу, пов'язану із закупівлею майже 100 000 мінометних мін на загальну суму майже 40 мільйонів доларів, яка відбулася у 2022 році. У рамках цієї справи посадовці Міністерства оборони України та постачальника зброї переказали близько 400 мільонів доларів США в іноземні банки, але зброя так і не була поставлена. П'ятеро високопосадовців Міністерства оборони та керівників компанії-постачальника зброї «Львівський арсенал» потрапили під слідство, а одного підозрюваного затримали під час спроби покинути країну За даними джерел УП в правоохоронних органах, йдеться про Олександра Лієва, який був керівником Департаменту військово–технічної політики, розвитку озброєння та військової техніки Міноборони, нинішнього керівника цього департаменту Тоомаса Нахкура і керівника «Львівського арсеналу» Юрія Збітнєва.

### 28 січня
Держсекретар США Ентоні Блінкен надіслав листа прем'єр-міністрові Греції Кіріакосу Міцотакісу щодо розширення безпекової співпраці між двома країнами. Зокрема, Сполучені Штати пропонують розглянути виділення додаткових коштів грецькій армії в обмін на пакет військової допомоги для України. Зрештою, Греція погодилася передати Україні зенітні ракети і гармати, які її військові вважають застарілими.
У Дніпровському районі міста Дніпро захисниками з ПвК «Схід» було знищено ворожу крилату ракету.
За даними ISW, російські офіційні особи продовжували створювати інформаційні умови, спрямовані на дестабілізацію Молдови, можливо, як частину зусиль, спрямованих на запобігання інтеграції Молдови до Європейського Союзу і Заходу. Тим часом російські війська просунулися вперед у районі Кремінної та Авдіївки в рамках позиційних боїв, що тривають по всьому фронту.
На Куп'янському, Лиманському та Бахмутському напрямках українці відбили чотири атаки біля Синьківки та Піщаного, шість — біля Тернового та Ямполівки, сім — у районі Богданівки та Іванівського. У напрямку Авдіївки та Маріїнського росіяни продовжували спроби оточити Авдіївку, але українці тримали оборону, відбивши 21 атаку біля Нечеретного, Новобахмутівки, Степового та Авдіївки, а також п'ять біля Первомайського та Невельського. Також було відбито 22 атаки поблизу Георгіївки, Побєди та Новомахмутівки. На Запорізькому напрямку російські війська здійснили невдалу атаку на північ від Приютного. Протягом дня РФ здійснила сім ракетних ударів, 10 авіаударів та 86 обстрілів українських позицій та населених пунктів (повідомляється про жертви серед мирного населення та зруйновану інфраструктуру). Українська авіація завдала шість авіаударів по місцях зосередження бойовиків, а артилерія обстріляла артилерійський підрозділ та радіостанцію.
Прокуратура Донецької області повідомила, що Росія здійснила напад на Мирноград, внаслідок чого постраждали щонайменше троє цивільних осіб, у тому числі дитина. Херсонська обласна військова адміністрація повідомила, що російські війська атакували Берислав і Михайлівку, відповідно, поранивши щонайменше двох цивільних осіб. Командування Повітряних сил Збройних сил України «Схід» заявило, що близько 15:00 засоби протиповітряної оборони знищили російську крилату ракету Х-59 над одним із районів міста Дніпро. Увечері, в той самий час, що й напередодні, близько 20:00, у Кременчуцькому районі Полтавської області сталося влучання в промисловий об'єкт. Вибухи також сталися в Полтаві та Кременчуці.
Міністерство оборони Великої Британії повідомило, що від початку вторгнення до 25 січня 2024 року російські сухопутні війська, ймовірно, втратили в Україні близько 2600 основних танків і близько 4900 інших броньованих машин. У 2023 році російські війська втратили приблизно на 40 % менше техніки, ніж у 2022 році, що, ймовірно, пов'язано з більш статичним характером конфлікту в 2023 році, тоді як російські війська перейшли в наступ на сході України з початку жовтня 2023 року, і в цей період втрати бронетехніки знову зросли. Росія втратила до 365 танків і до 700 бронемашин, здобувши лише невеликі територіальні здобутки.
Українські війська знищили російський винищувач Су-34 у Луганській області.

### 29 січня

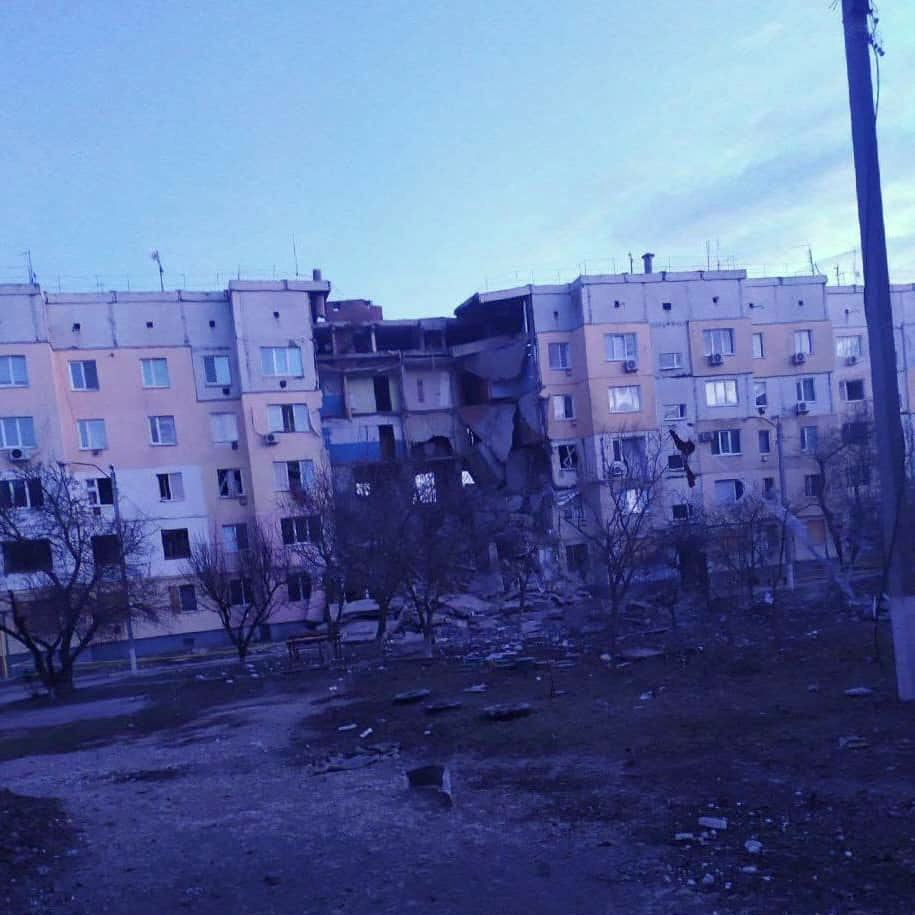
Будинок у Бериславі після бомбардування 29 січня

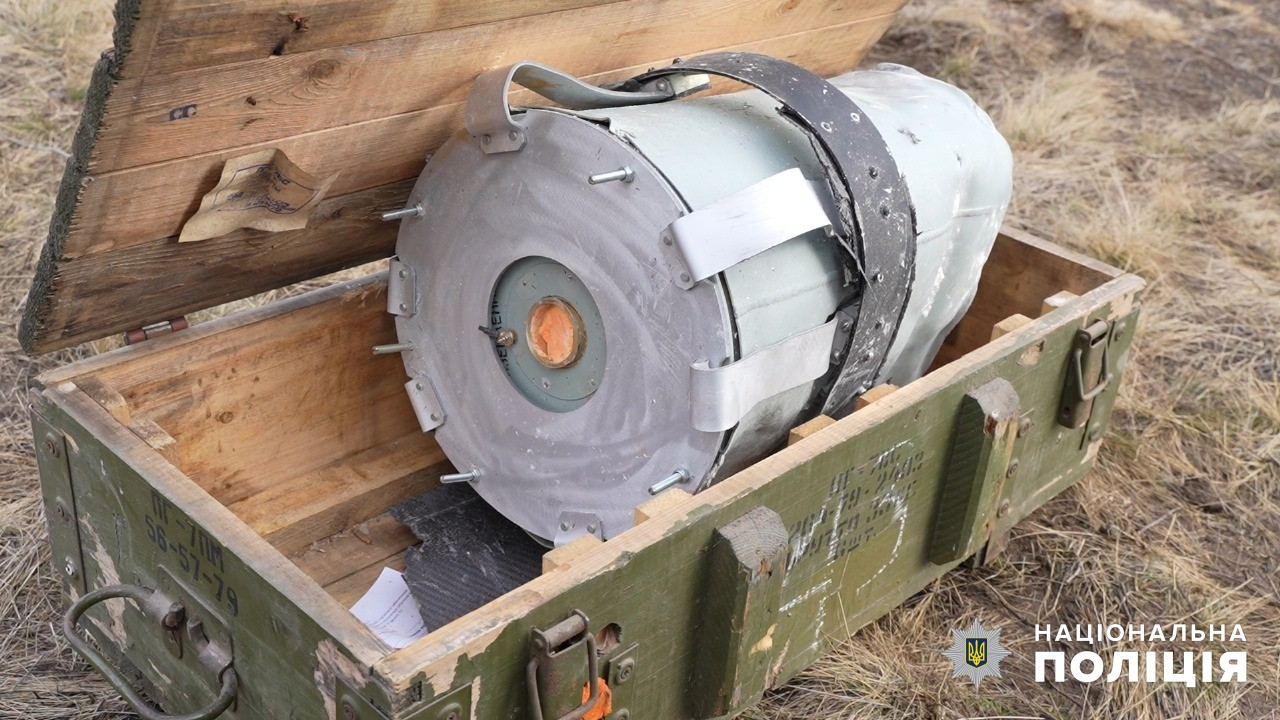
Боєголовка дрона «Шахед», знайдена в Одесі після чергової атаки

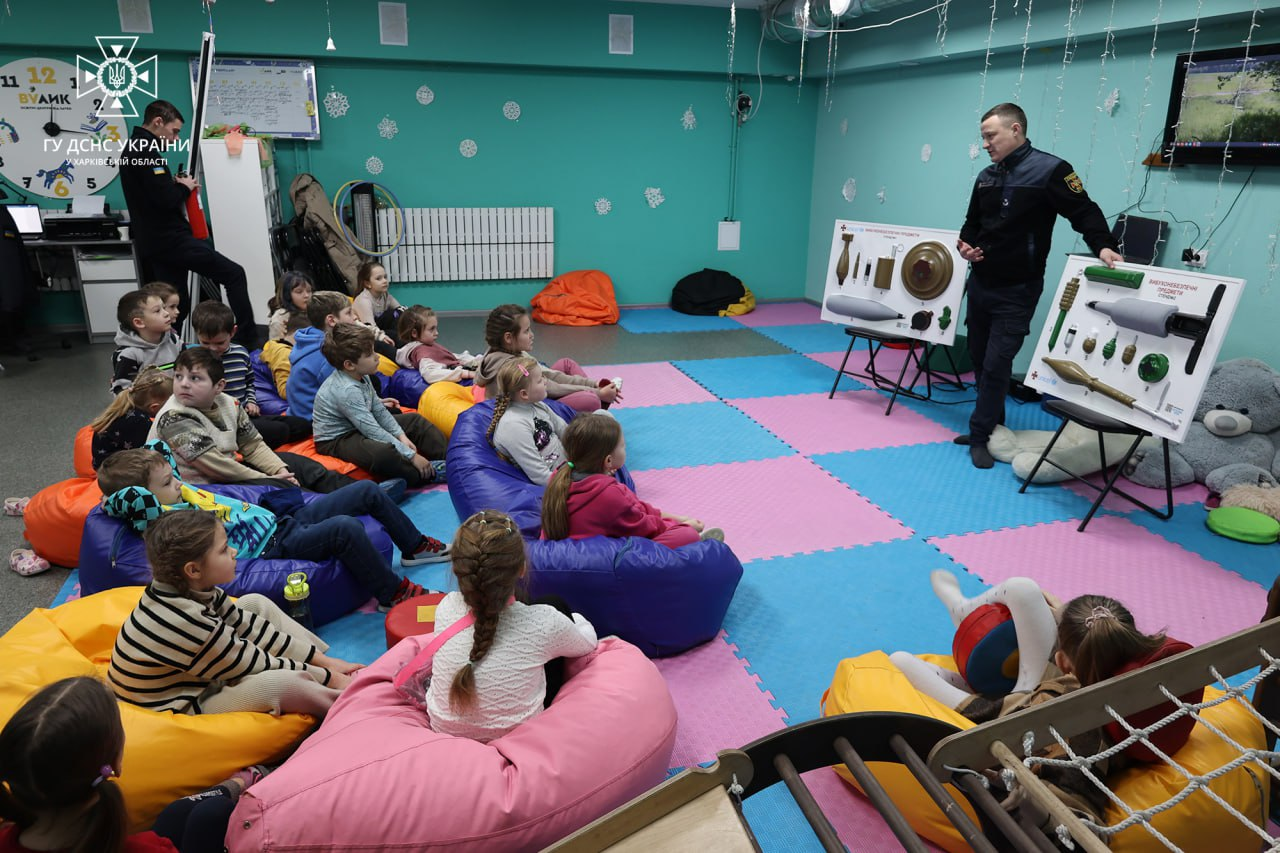
Урок мінної безпеки в Дергачах (Харківська область)

Український штаб повідомив, що тривають операції з розширення плацдарму на лівому березі Дніпра, де було відбито вісім атак. Російська армія атакувала на Куп'янському, Лиманському, Бахмутському, Авдіївському, Мар'їнському, Шахтарському та Запорізькому напрямках, де відбулося 70 бойових зіткнень. На Куп'янському, Лиманському та Бахмутському напрямках українці відбили сім атак біля Синьківки та Піщаного, по чотири — біля Серебряного лісу та Терни, по три — в районі Богданівки та Іванівського. На Авдіївському та Мар'їнському напрямках росіяни продовжували спроби оточити Авдіївку, але українці тримали оборону, відбивши 15 атак біля Новобахмутівки та Авдіївки, та вісім біля Первомайського та Невельського. Також було відбито вісім атак поблизу Георгіївки, Побєди та Новомахмутівки. На Шахтарському та Запорізькому напрямках російські війська здійснили чотири невдалі атаки в районі Золотої Ниви та на захід від Вербового і Роботиного. Протягом дня Росія здійснила 10 ракетних ударів, 114 авіаударів та 99 обстрілів українських позицій та населених пунктів (повідомляється про жертви серед мирного населення та зруйновану інфраструктуру). Українські військово-повітряні сили завдали 20 авіаударів по місцях зосередження та два по зенітно-ракетних комплексах, а також артилерійські обстріли, дві зенітні системи, чотири артилерійські установки та станція радіоелектронної боротьби.
Уночі Росія запустила по Україні 8 ударних безпілотників типу «Shahed-136/131», усі дрони знищила ППО. Росіяни також завдали удару однією ракетою «Іскандер-М» з Воронезької області та трьома ракетами С-300 з окупованої Донецької області.
У російському місті Ярославль безпілотник впав на території нафтопереробного заводу. Територію підприємства «Славнефть-ЯНОС» оточили, постраждалих немає.
До Києва прибули троє генеральних інспекторів зі Сполучених Штатів, які перевірятимуть надану Україні допомогу, про що написала посол США в Україні Бріджит Брінк.
Через російські обстріли у Зноб-Новгородській громаді на Сумщині загинуло двоє чоловіків та одна жінка, повідомив «Суспільному» голова громади Петро Гончаров.
Губернатор Вадим Філашкін заявив, що в Донецькій області оголошено обов'язкову евакуацію дев'яти сіл поблизу лінії фронту в районах Мар'їнки та Очеретиного через постійні російські обстріли.
Україна та Бельгія планують створити спільне виробництво озброєння. Асоціація бельгійської безпекової та оборонної промисловості (BSDI), а також представники урядового сектору оборони та безпеки обох країн взяли участь в обговорені питання, щодо подальшої співпраці.
РФ здійснила 67 обстрілів, випустивши 272 снаряди з мінометів, артилерії, РСЗВ, танків, авіації та БпЛА, одна людина загинула, одна дістала поранення.
На думку ISW, Росія, ймовірно, підживлювала неоімперські та націоналістичні настрої в європейських країнах, щоб вбити клин між Україною та її західними сусідами. Саме так експерти інтерпретували заяви румунських та угорських політиків. Зокрема, голова ультраправого угруповання "Рух «Наша Батьківщина» Ласло Тороцкаї заявив, що в разі поразки України Угорщина повинна претендувати на Закарпатську область України, а румунський політик Клаудіу Тирзіу з партії «Альянс за румунську єдність» заявив, що його країна повинна «реінтегрувати» прилеглі до Румунії райони України з румунським населенням. Тим часом російські війська просунулися вперед поблизу Кремінної та Авдіївки, а також на кордоні Донецької та Запорізької областей.

### 30 січня

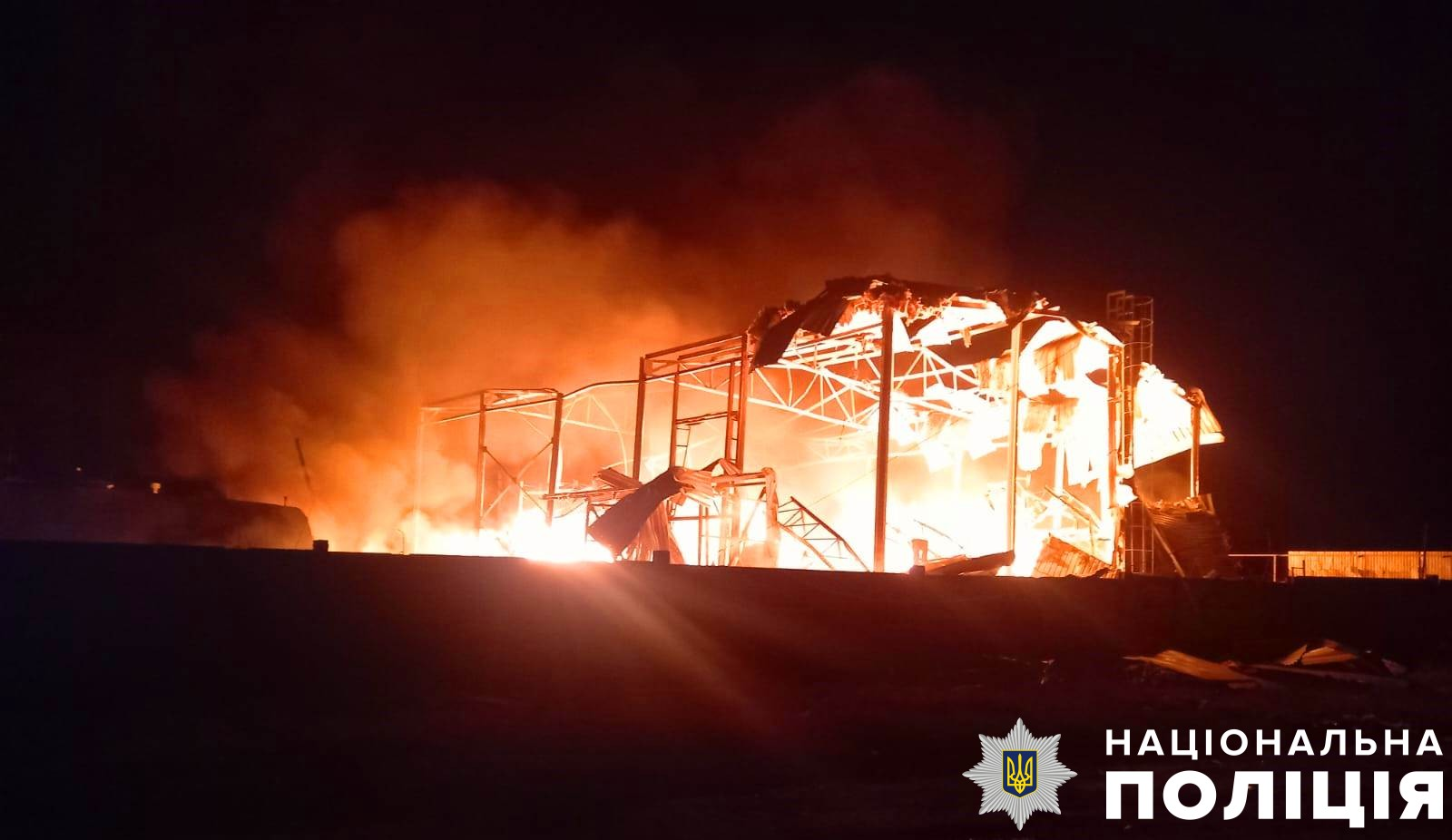
Склад у Херсонському районі після атаки безпілотників у ніч на 30 січня

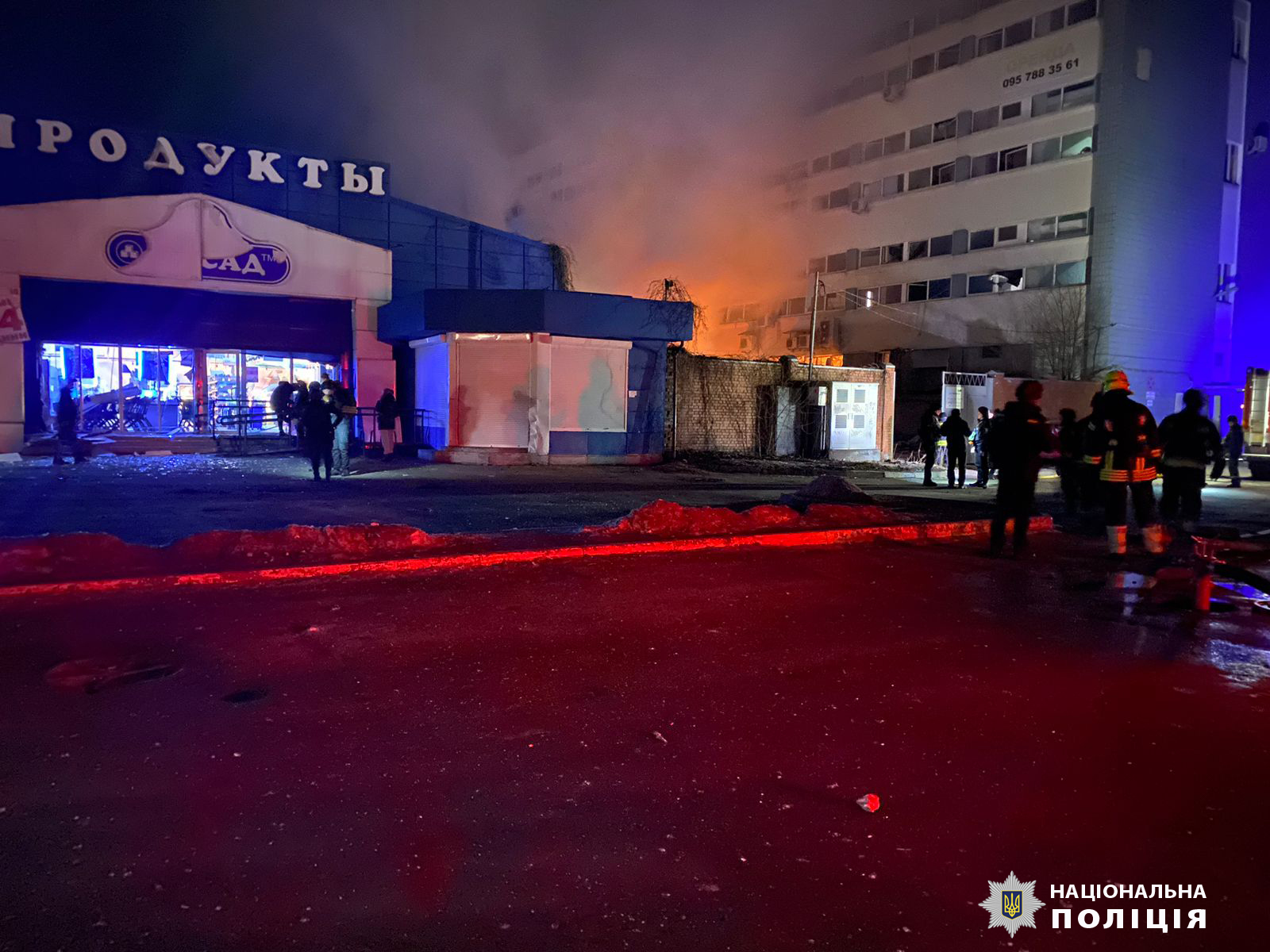
Руйнування в Харкові від атаки безпілотниками ввечері 30 січня

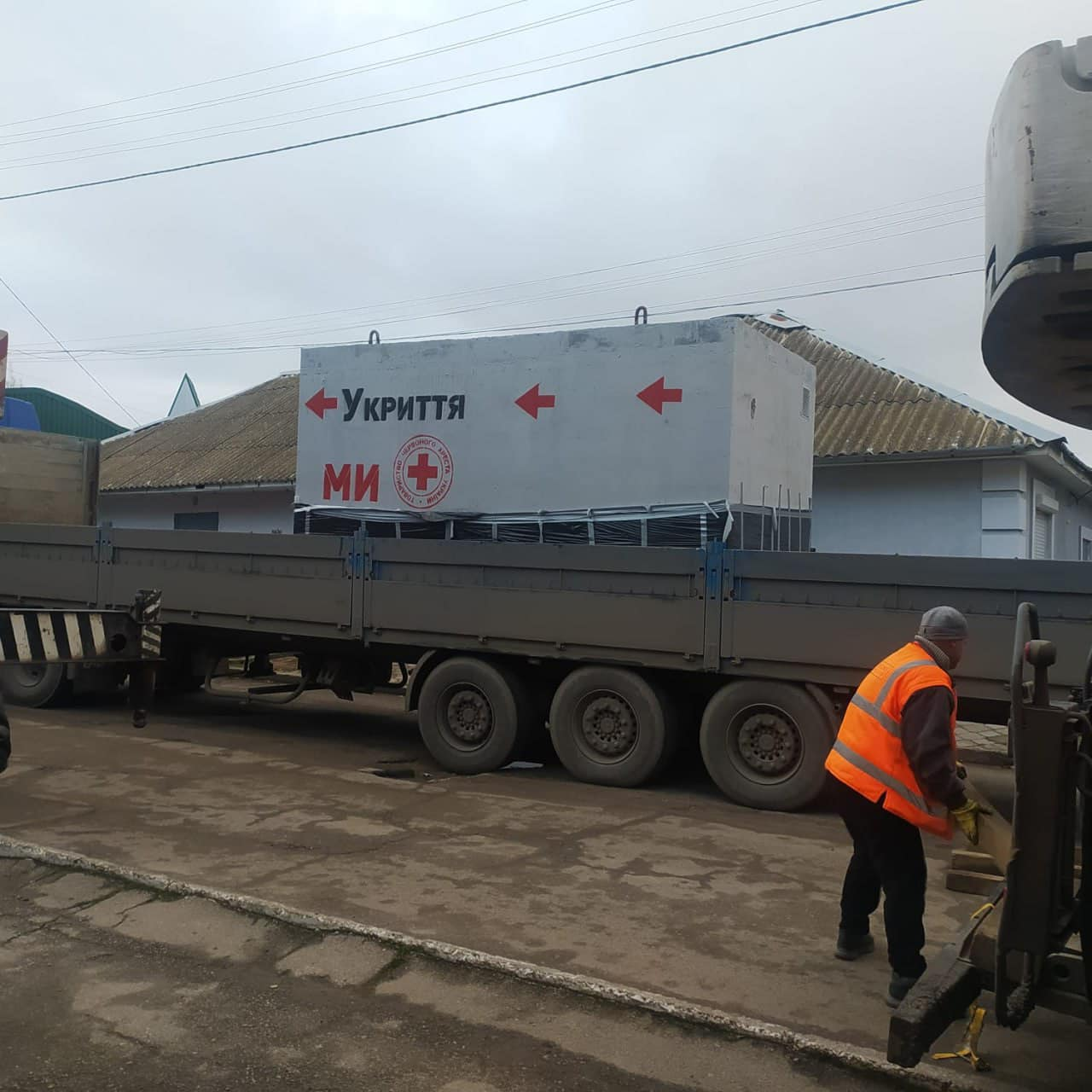
Встановлення бетонного укриття в Білозерці (Херсонська область)

Вночі росіяни атакували Україну 35 бпла типу «Shahed», 15 з них знищили в межах 8 областей. Внаслідок падіння уламків зайнявся вантажний автомобіль, пожежа була оперативно ліквідована. Водій отримав черепно-мозкову травму, стан наразі стабільний.
За даними ISW, на кордоні Харківської та Луганської областей триває російський наступ, в якому росіяни досягли певних тактичних успіхів у районі Куп'янська. Росіяни просунулися на південний схід від Куп'янська вздовж дороги Куп'янськ-Сватове в районі Крохмального і здійснили більш інтенсивні атаки на захід і північний захід від Крохмального, в напрямку річки Оскол. Російські війська просунулися в районі Бахмута і Горлівки. ЗСУ розширювали плацдарми на лівому березі Дніпра в Херсонській області.
Росіяни атакувала на Куп'янському, Лиманському, Бахмутському, Авдіївському та Мар'їнському напрямках, де відбулося 88 бойових зіткнень. На Куп'янському, Лиманському та Бахмутському напрямках українці відбили п'ять обстрілів у районі Синьківки, сім — у районі Терни та Ямполівки, шість — у районі Богданівки та Ключівки. На Авдіївському та Мар'їнському напрямках росіяни продовжували спроби оточити Авдіївку, але українці тримали оборону, відбивши 26 атак під Авдіївкою та 11 під Первомайськом і Невелем. Також було відбито 16 атак поблизу Георгіївки, Побєди та Новомихайлівки. Протягом дня Росія здійснила дев'ять ракетних ударів, 99 авіаударів та 129 обстрілів українських позицій та населених пунктів (повідомляється про жертви серед мирного населення та зруйновану інфраструктуру). Українська авіація завдала 11 авіаударів по районах зосередження та два по зенітно-ракетних комплексах, а артилерія знищила район зосередження, два склади боєприпасів, дев'ять артилерійських установок та радіолокаційну станцію.
Комітет із політичних питань Парламентської асамблеї Ради Європи (ПАРЄ) ухвалив проєкт резолюції щодо конфіскації заморожених російських активів та їхнього використання для підтримки відновлення України. У комітеті заявили, що приблизно $300 мільярдів заморожених російських державних активів тепер мають бути передані на відбудову України. Станом на червень 2023 року задокументовані збитки, завдані інфраструктурі та економіці України внаслідок російської агресії, оцінюються в $416 мільярдів доларів США, зазначили парламентарії.
Зранку одна людина загинула внаслідок російського обстрілу Авдіївки, було пошкоджено кілька будинків і багатоповерхівок. Російські війська завдали ударів по Бериславу і Токарівці в Херсонській області, в результаті чого одна людина загинула і ще одна отримала поранення. Також росіяни обстріляли Нью-Йорк на Донеччині. Увечері росіяни обстріляли Покровськ Донецької області. Шестеро людей отримали поранення.
Міністерство оборони Росії повідомило, що 21 безпілотник був збитий над тимчасово окупованим Кримом (11 безпілотників) і Бєлгородською (5), Брянською (3), Калузькою (1) і Тульською (1) областями.
Агентство Reuters повідомило, що, за даними джерел у компанії Boeing, Україна отримала перші ракети GLSDB з дальністю дії 160 км.

### 31 січня
Росіяни вночі обстріляли дронами південь і центр України. Поранень зазнав чоловік у Миколаївській області. ППО ЗСУ збили 5 бпла у Миколаївській та 2 в Кіровоградській області. Внаслідок влучання у Баштанському районі Миколаївської області пошкоджено склади сільськогосподарського підприємства та будівля магазина. Через падіння дронів у Харкові виникли кілька пожеж в Слобідському та Салтівському районах. Пошкоджено будинки, автомобілі. Три людини зазнали поранень.
Український дрон атакував територію Невського НПЗ у російському Санкт-Петербурзі. Дрон був уражений з комплексу С-400, однак він упав на території НПЗ.
На території аеродрому Бельбек у тимчасово окупованому РФ Криму пролунали вибухи. За заявами російських джерел, на аеродромі Бельбек втрачено три літаки — два Су-27 і один Су-30. Два з них серйозно пошкоджені, третій повністю знищений, оскільки ракета влучила просто в нього. Під час атаки було ліквідовано російського майора Олександра Татаренка, сина російського генерала Олександра Татаренка.

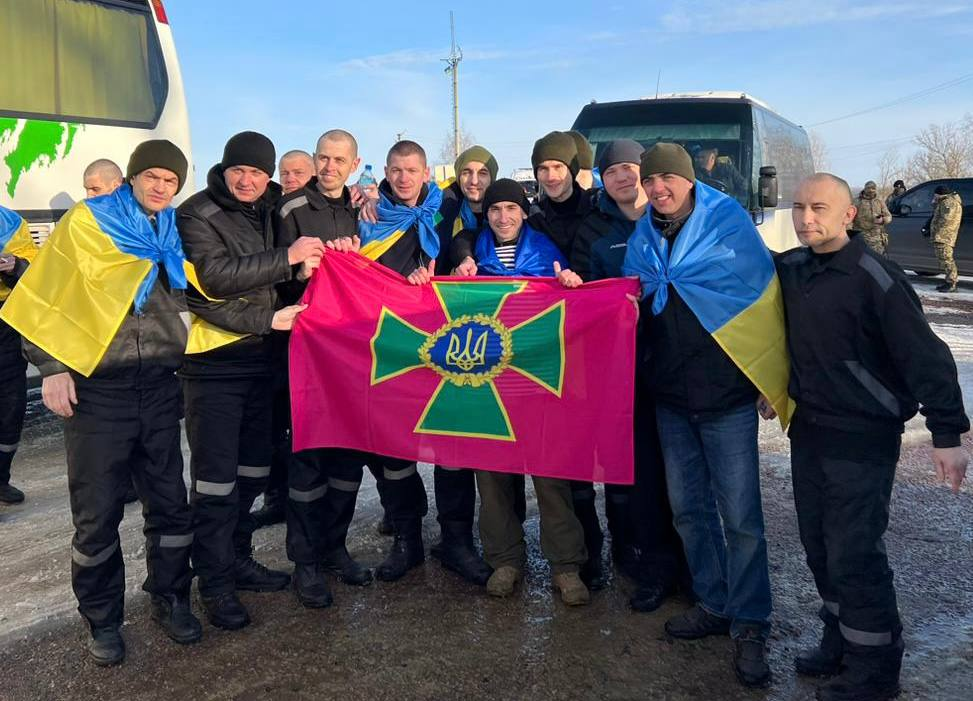
Українські військовополонені, повернуті 31 січня

В Україні відбувся 50-й обмін військовополоненими з початку повномасштабного вторгнення. Серед 207 повернених захисників — 95 представників ЗСУ, 56 нацгвардійців, 26 прикордонників, 29 військових Територіальної оборони та один представник Національної поліції. Загальна кількість звільнених з полону захисників досягла 3035 людей. Росії було повернуто 195 осіб Людей, які були у попередньому списку на обмін, що мав відбутися 24 січня, не повернули, — представник ГУР МО Андрій Юсов.
Міжнародний суд ООН визнав, що росія порушила деякі положення Конвенції ООН про запобігання фінансуванню тероризму, не провівши розслідування фінансової підтримки сепаратистів на сході України у 2014 році. Однак суд не призначив компенсацію, яку вимагала Україна.

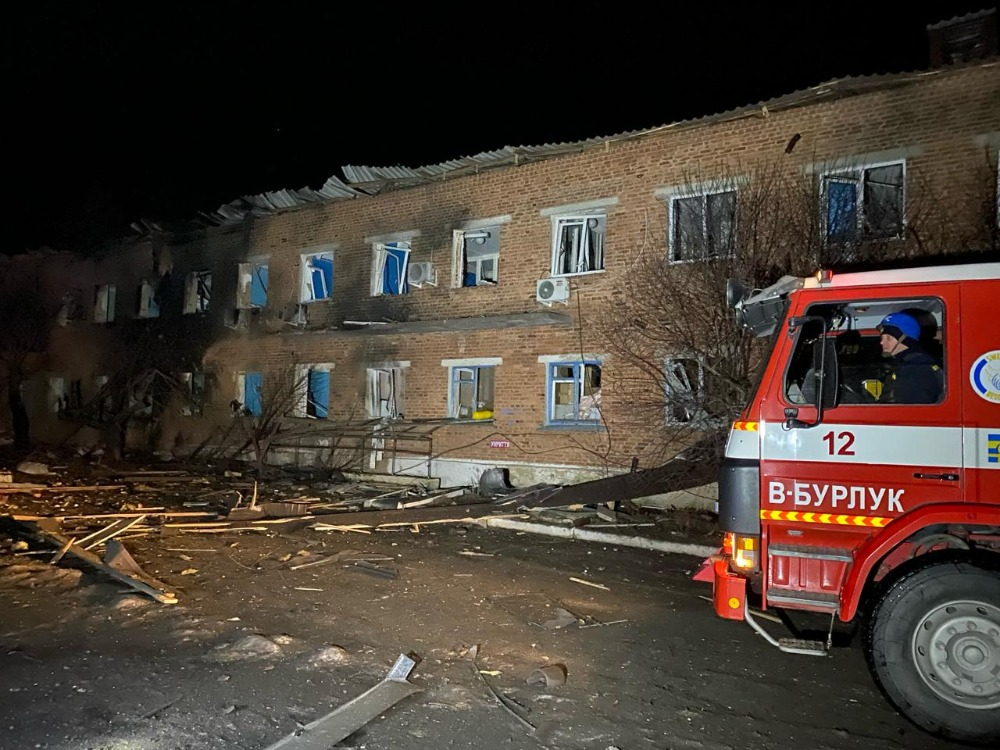
Центральна районна лікарня в Великому Бурлуці після удару

Ввечері Харків та область були масовано атаковані ракетами зі сторони Білгородської області. О 21:50 загарбники вдарили керованими авіабомбами по центральній районній лікарні у селищі Великий Бурлук на Харківщині. Пошкоджено фасад будівлі, вікна та дах, постраждало 4 людини.
За даними ISW, російські війська здійснили підтверджені просування під Бахмутом, поблизу Авдіївки та на південний захід від Донецька під час позиційних боїв по всій лінії фронту. Крім того, російська та окупаційна влада продовжувала докладати зусиль для стирання української культурної та етнічної ідентичності на окупованих територіях. Ворог просунувся північніше Приютного, північніше Новомихайлівки та східніше Тернів. Уточнено лінію зіткнення біля Кліщіївки..
Росіяни атакували на Куп'янському, Лиманському, Бахмутському, Авдіївському, Мар'їнському, Шахтарському та Запорізькому напрямках, де відбулося 66 бойових зіткнень. На Куп'янському, Лиманському та Бахмутському напрямках українці відбили шість обстрілів у районі Синьківки, дев'ять — у районі Тернового, Ямполівки та Торського, шість — у районі Богданівки, Іванівського, Ключівки та Андріївки. На Авдіївському та Маріїнському напрямках росіяни продовжували спроби оточити Авдіївку, але українці тримали оборону, відбивши 12 атак під Авдіївкою та сім — під Первомайським і Невельським. Також вони відбили 16 атак біля Красногорівки, Георгіївки та Новомихайлівки. На Шахтарському та Запорізькому напрямках росіяни здійснили дев'ять невдалих обстрілів південніше Золотої Ниви, північніше Приютного та західніше Вербового і Роботиного. Протягом 24 годин Росія здійснила вісім ракетних ударів, 94 авіаудари та 97 обстрілів українських позицій та населених пунктів (повідомлялося про жертви серед цивільного населення та зруйновану інфраструктуру). Українська авіація завдала 15 авіаударів по місцях зосередження і два по зенітно-ракетних комплексах, а артилерія знищила п'ять артилерійських установок, склад боєприпасів і чотири зенітні комплекси.
Німеччина надала Україні новий пакет військової допомоги, який включає зенітні ракети IRIS-T, 24 бронетранспортери, чотири гусеничні броньовані машини Bandvagn 206, кілька тисяч 155-мм артилерійських боєприпасів, 14 мінних плугів, три танки для розмінування Wisent 1, морську систему розмінування, систему супутникового моніторингу, чотири прикордонні машини та інше обладнання.
Американське інформаційне агентство Bloomberg, посилаючись на документи, надані міністром оборони України європейським союзникам, повідомило, що Україна зіткнулася з «гострою» нестачею артилерійських снарядів і в той час могла випускати не більше 2 000 артилерійських снарядів на день. Вогнева міць Росії втричі перевищувала українську.
Про події наступного місяця — див. у статті Хронологія російського вторгнення в Україну (лютий 2024).